# Archäologie des Federseebeckens

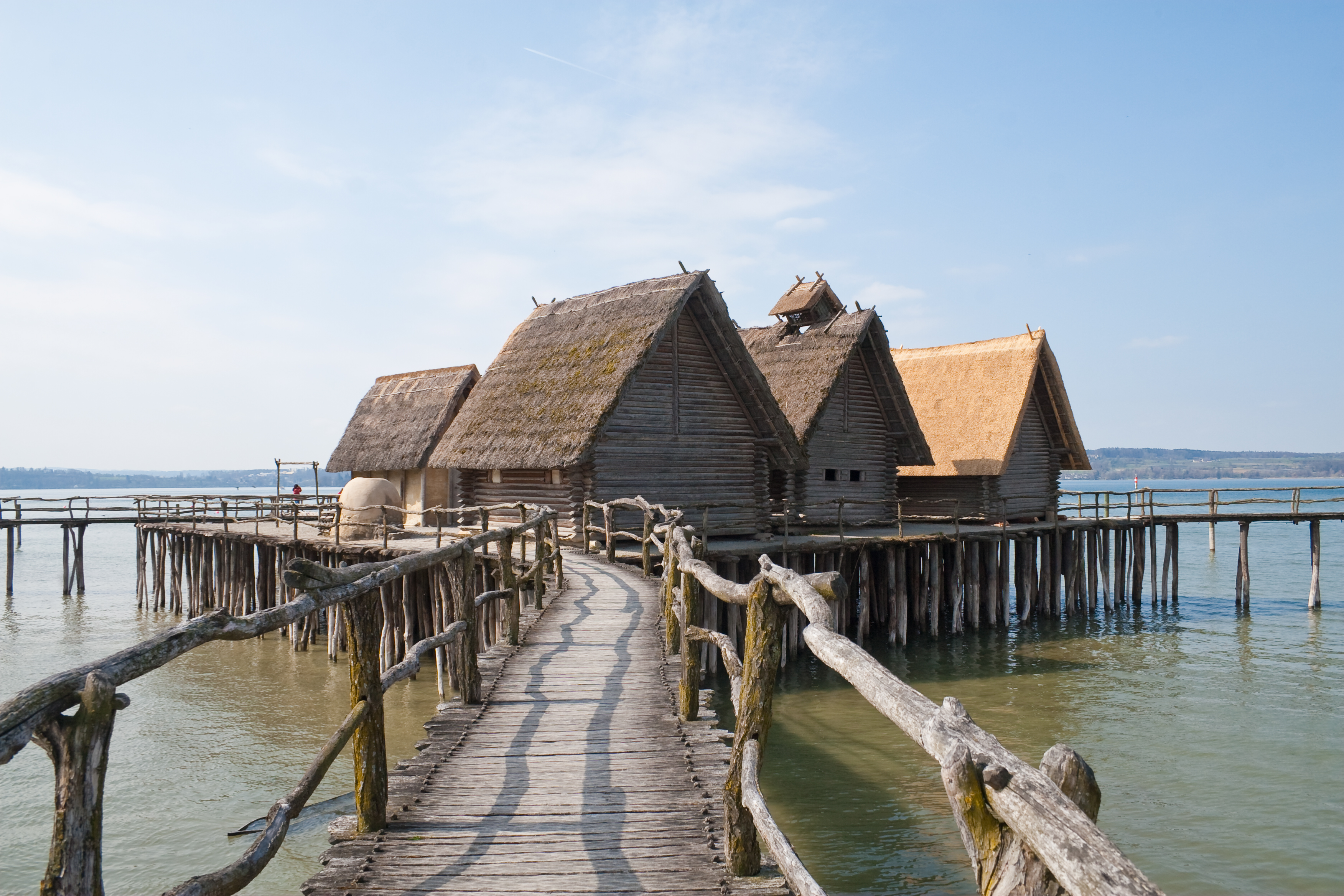
Die Rekonstruktion der spätbronzezeitlichen „Wasserburg Buchau“ im Pfahlbaumuseum Unteruhldingen. Der Begriff der „Wasserburg“ wurde von einer Märchenerzählung aus Bad Buchau geprägt, die von dem Ausgräber der Siedlung, dem Tübinger Urgeschichtsforscher Hans Reinerth, aufgegriffen wurde. Die hier zu erkennende Pfahlbauplattform wurde 1931 durch Reinerth zunächst widerwillig auf Wunsch des geldgebenden Pfahlbauvereins mit einer Rekonstruktion der Baugruppe Buchau bestückt. Sie beruht auf den von der Pfahlbauromantik inspirierten Vorstellungen Georg Sulgers, dem damaligen Bürgermeister von Unteruhldingen und Mitbegründer des Pfahlbauvereins. Heute ist die „Wasserburg Buchau“ in Unteruhldingen als schützenswerter Bau im Denkmalbuch eingetragen.

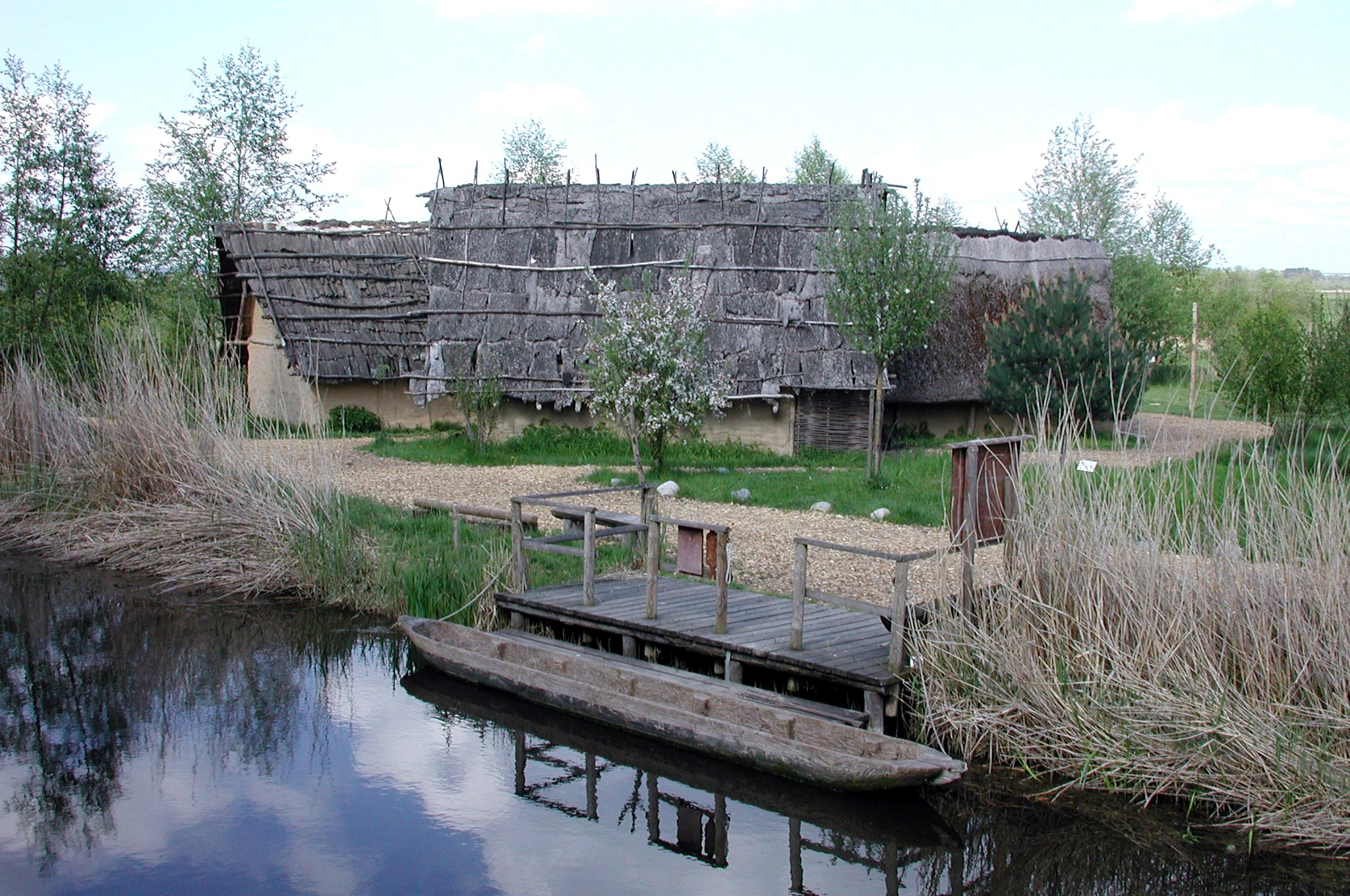
Die zwölf zwischen 1998 und 2000 rekonstruierten Moordorf-Häuser auf dem Gelände des Federseemuseums Bad Buchau.
Die auf modernen stein- und bronzezeitlichen Archäologie-Befunden am Federsee beruhenden Häuser bieten einen wissenschaftlich fundierteren Blick auf die Feuchtbodenbauweise.

Bad Buchau und Nachbargemeinden im Federseegebiet. In dem kleinen eingeblendeten Quadrat links unten sieht man die Lage in Oberschwaben, also dem Raum zwischen Bodensee und Allgäu, Donau und bayerischer Grenze/Iller.

Die urgeschichtliche Archäologie des Federseebeckens fördert Jahr für Jahr neue Erkenntnisse über die hier wohl einmalig dichte Besiedelung des Gebietes und die dortige Kultur vor allem während der spätneolithischen und bronzezeitlichen Phase zutage, insgesamt über einen Zeitraum von fast 4000 Jahren. Seit Juni 2011 stehen drei der 19 (mit dem nicht als Siedlung zu wertenden Bruckgraben 20) bisher entdeckten und erforschten Federsee-Siedlungsfundstätten daher auch im Rahmen des Programmes Prähistorische Pfahlbauten um die Alpen repräsentativ für die übrigen auf der Liste des Weltkulturerbes der UNESCO. Hauptgrund ist, dass sie aufgrund der einzigartigen Erhaltungsbedingungen vor allem für organische Materialien unter Luftabschluss wie keine anderen prähistorischen Fundstätten Aussagen zu Umwelt und Wirtschaft, zu Lebens- und Ernährungsgewohnheiten, Technologie und anderen kulturhistorisch relevanten Fragen bei solch früher Gemeinschaften in bisher nicht gekanntem Ausmaß ermöglichen. Prähistorische Pfahlbauten gehören somit zu den wichtigsten archäologischen Quellen für die frühe Menschheitsgeschichte des fünften bis ersten vorchristlichen Jahrtausends. Und nirgendwo sonst auf der Welt wird die Entwicklung jungsteinzeitlicher und metallzeitlicher Siedlungsgemeinschaften so deutlich sichtbar wie hier. Dies gilt vor allem für die besonders gut erhaltenen und untersuchten Fundstellen am Federsee.

## Kulturzeitliche Übersicht und prähistorische Bedeutung

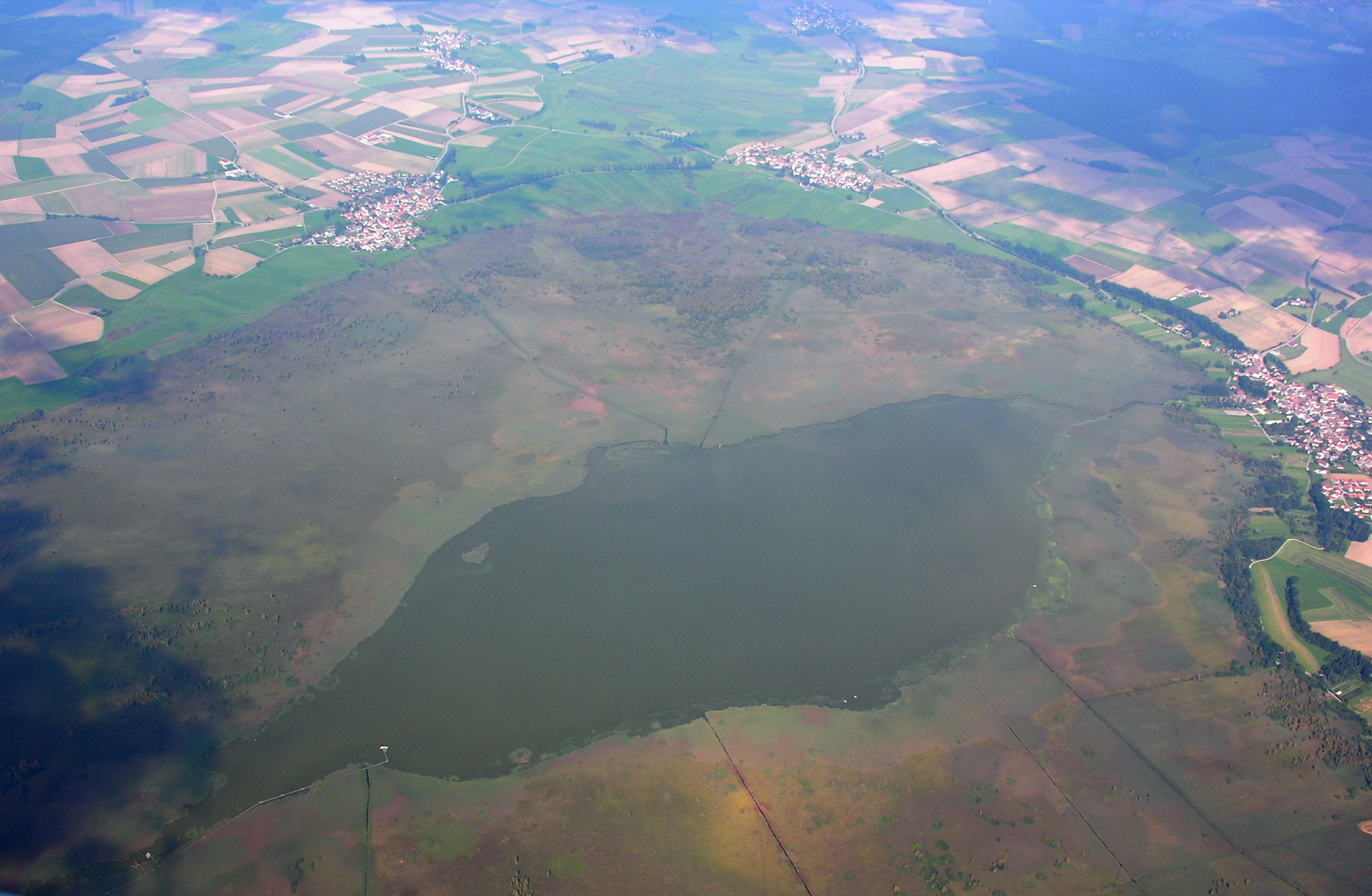
Luftbild des Federsees mit umgebender Riedfläche (nördliche und mittlere Zone). Ostufer, rechts oben: Ahlen (mit den Gebieten Hartöschle und Ödenahlen direkt gegenüber), südlich darunter Seekirch, darunter Tiefenbach, gegenüber am Westufer Alleshausen. Nordwestlich links oben im Hinterland: Uttenweiler. Man erkennt die zahlreichen Entwässerungskanäle der beiden Seefällungen. Die Riedfläche ist am bräunlichen Ton zu erkennen. Links unten die ornithologische Beobachtungsplattform mit Steg Richtung Bad Buchau. (Die großen diffusen dunkelblauen Flächen an den Abbildungsrändern sind Wolkenschatten, keine Wasserflächen.)

### Heutiger Landschaftscharakter
Das ca. 580 m ü. NN hoch gelegene Federseer Ried (der Begriff „Ried“ bezeichnet in Süddeutschland vor allem den oberirdischen Bewuchs eines Moores, vgl. niederdeutsch Reet) ist ein Zungenbecken der Riß-Kaltzeit von ursprünglich ca. 50 km² Größe und über sechs Metern Tiefe, das einst zu neun Zehnteln mit Wasser bedeckt war. Den früher viel größeren natürlichen Stausee füllten dann nach und nach Seetone und Kiese auf, so dass er heute nur noch eine freie Seefläche von unter 1,5 km² und eine Tiefe von drei Metern besitzt.
Ausgehend von der einstigen, von Karlhans Göttlich 1970/72 festgestellten Grenzen der Moorfläche weist es nordöstlich einen (von der Seekante gemessenen) sechs Kilometer langen, zu Beginn drei Kilometer breiten, am Ende sehr schmalen (300 m) trichterförmigen Ausläufer auf, nordwestlich einen etwa fünf Kilometer langen, durchgehend schmalen (ca. 300 m) Ausläufer, welche möglicherweise alte Gletscherzuflusszonen sind. Nach Westen weitet sich das Becken zu einer etwa einen Kilometer tiefen und nord-südlich drei Kilometer langen Bucht, durch die auch die Kanzach abfließt. Sie hatte vor ihrer Verlegung und schnurgeraden Kanalisierung 1808/1809 im Zuge der zweiten Seefällung ursprünglich beim Vollochhof über eine niedrige Abflussschwelle das Becken verlassen, wurde dann aber zu einem west-östlichen Abflusskanal mit Wehr zur Wasserstandregulierung des Moores ausgebaut. Die dortige Obervolloch-Mühle musste deswegen nach Untervolloch verlegt werden.
Der Federsee liegt auf der europäischen Hauptwasserscheide und entwässert sowohl nach Nordwesten in die Kanzach, deren schmales, die Hügel durchziehendes Tälchen eine Verbindung zur Oberen Donau herstellt, in die sie nach knapp 20 km mündet, als auch nach Südosten über den kanalisierten Federbach in Richtung Rißtal und von dort ebenfalls in die Donau; ein Abfluss zum Bodensee und damit in das Rheinsystem besteht unterirdisch über die am südlichen Rand etwas außerhalb des Federseebeckens liegende Schussenquelle. Auch die Zuflüsse sind gering – nur einige kleine, teilweise noch nicht renaturierte Bäche wie der Taubriedbach, die Seekirchener Ach oder der Buchauer Mühlbach.
Das weit umfangreichere südliche Federseebecken, mit der etwa zwei Kilometer langen und maximal ca. 700 m breiten, rübenförmigen Insel Buchau an der Westseite, ist sehr viel breiter und topographisch wesentlich geringer gegliedert, zeigt zudem heute auch am wenigsten seinen ehemaligen Moorcharakter, abgesehen vom Naturschutzgebiet im Egelsee-Ried. Bei einer anfänglichen Breite von vier Kilometer läuft es nach etwa sieben Kilometern in einem Zipfel aus, von dem ein kleiner, westlich abzweigender, etwa zwei Kilometer langer Ausläufer zu Schussenquelle führt. Landschaftsbestimmend ist der zentrale, heute zwischen 0,90 und 2,80 m tiefe Federsee mit den ihn weiträumig umgebenden Vermoorungsgebieten. Neben den Verlandungsbereichen existieren auf der Jungendmoräne im Süden relativ trockene und kalkreiche Verwitterungsböden. In diesem Bereich geht die Röhricht- und Feuchtvegetation in inselhafte Nadelwaldbestände über.
Da es sich um ein ausgeprägtes Feuchtgebiet handelt, beschränkt sich die wirtschaftliche Nutzung vorwiegend auf eine extensive Weidewirtschaft. Außer auf den umgebenden Hügeln ist lediglich im bodentrockenen Süden Ackerbau möglich. Hier befinden sich auch die Forstgebiete, die überwiegend aus Fichtenwäldern bestehen.

### Geografische und topografische Situation

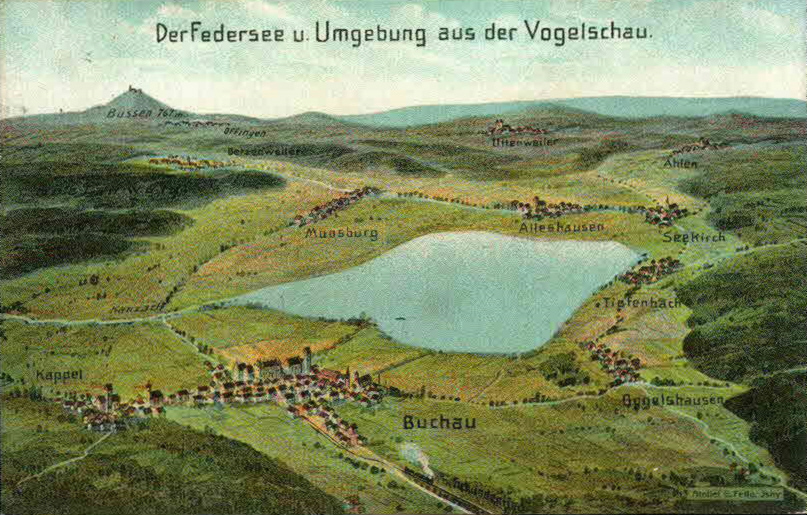
Der Federsee und Umgebung

Am Federsee liegen, im Südwesten beginnend im Uhrzeigersinn: Bad Buchau, Moosburg mit Brackenhofen, Alleshausen, Seekirch, Tiefenbach und Oggelshausen. Auch Kanzach, Allmannsweiler, Betzenweiler und Dürnau werden zum Federseegebiet gezählt; sie sind Teilgemeinden von Bad Buchau.
Die unten stehende Abbildung, eine Postkartenansicht des Federseebeckens aus dem frühen 20. Jahrhundert – damals war die Seefläche mit 1,52 km² (1911) noch um ca. 15–20 % größer als heute – zeigt mit Ausnahme des südlichen Endes alle Anliegergemeinden und Orte der näheren Umgebung sowie mit Ausnahme des Südendes (Aichbühl, Schussenried, Riedschachen, Henauhof, Ödenbühl, Reichenbach) die meisten geografischen Einheiten, auf die im Text mit Siedlungsfunden Bezug genommen wird (vgl. dazu auch die Luftbildaufnahme des Gebietes aus dem Jahre 2005). Die den Federsee umgebenden hellgrünen Gebiete sind durchweg bestehendes oder ehemaliges Moor/Ried (sie entsprechen in etwa den braunen auf dem Luftbild. Der Begriff „Ried“ bezeichnet in Süddeutschland vor allem den oberirdischen Bewuchs eines Moores, vgl. niederdeutsch Reet).
Die Ortschaften und Gehöfte (in Klammer dahinter jeweils wichtige urgeschichtliche Fundstätten) liegen
- teils wie Bad Buchau auf einer mineralischen, also nicht durch Moorboden, sondern aus Gestein gebildeten Insel, die früher durch einen Bohlendamm mit dem Land (Ortsteil Kappel) verbunden war,
- teils wie Alleshausen, Seekirch, Kappel, Kanzach, Henauhof, Seelenhof, Vollochhof und Moosburg auf teils halbinselartigen, von Alt- und Jungmoränen gebildeten Landvorsprüngen oder
- teils wie Oggelshausen, Ahlen und Tiefenbach auf ebensolchen Landkanten, also früheren Ufern des damals sehr viel größeren Sees.
- Die Orte in den umgebenden Hügeln wie Uttenweiler oder Bad Schussenried liegen auf Moränenboden.

Das Becken gliedert sich in diese Teile (im Uhrzeigersinn, beginnend rechts oben im Nordosten):
- Nordöstliches Ried: Ahlen (Ahwiesen), Alleshausen (Riedwiesen), Seekirch (Achwiesen). Diese und die Stationen Hartöschle, Ödenahlen, Stockwiesen, Grundwiesen, Floßwiesen, Innere Wiesen und Täschenwiesen befinden sich an diesem langen, trichterförmigen nordöstlichen Ausläufer des Beckens.
- Nordwestliches Ried: Am nördlichen Ende dieses sehr schmalen Ausläufers liegt Betzenweiler.
- Zentrales Ried. mit dem Federsee in der Mitte: Am Rande liegen (im Uhrzeigersinn) Tiefenbach, Oggelshausen, Bad Buchau (auf der gleichnamigen einstigen Insel), der Insel gegenüber am Ufer Kappel mit den Stationen Torwiesen und Bachwiesen zwischen den beiden Orten auf altem Moorgrund.
- Westliches Ried: Kanzach, Moosburg (auf einer mineralischen Halbinsel) sowie der Station Vollochhof und Seelenhofer Ried.
- Südliches Ried: Fehlt hier in der Abbildung bis auf seine nördliche Hälfte mit Buchau und Oggelshausen. Dort liegen allerdings kaum größeren Ortschaften, jedoch die frühen Fundstellen: Henauhof (auf einer mineralischen Halbinsel am westlichen Beckenende), dazu außerhalb des Südendes Bad Schussenried (die Schussenrieder Gruppe wurde nach dem Fundort benannt) mit der Schussenquelle und den Stadtteilen Aichbühl (danach benannt die Aichbühler Gruppe) und Reichenbach. Die Fundorte Riedschachen, Ödenbühl, Dullenried, Egelsee und Taubried (alle außer der ersten noch im Bereich der Abbildung) befinden sich ebenfalls im südlichen Becken; andere ehemalige Riedflächen sind das Oggelshauser, Wilde und Steinhauser Ried. Für all diese Orte sind Einzelfunde aus unterschiedlichen Zeitzonen zwischen Mittelneolithikum und Hallstattzeit belegt. Auf den westlichen Anhöhen des südlichen Beckens finden sich einige spätbronze- und früheisenzeitliche Fundstellen, vor allem 15 hallstattzeitliche Gräber sowie bei Reichenbach ein Brandgrab der mittelbronzezeitlichen Urnenfelderkultur.[8]

### Zeitliche Übersicht
Die ungemein vielfältigen und reichhaltigen Funde im Federseebecken sind auf die außergewöhnlichen Erhaltungsbedingungen zurückzuführen und reichen vom 7000 Jahre alten Weizenkorn über zahlreiche Einbäume und die neolithischen Räder bis hin zu Gefäßen, die Anlass zur Definition mehrerer jungpaläolithischer Kulturen gaben.
Schon spätpaläolithisch lassen sich für 11.000 v. Chr. Rentierjäger am Federsee nachweisen, im Mesolithikum Spuren von Jägern, Fischern und Sammlern. Im Endmesolithikum finden sich dann in der zweiten Hälfte des 6. vorchristlichen Jahrtausends mit der sog. „Bad Buchauer Gruppe“ erste Zeichen einer beginnenden Sesshaftigkeit (Henauhof Nord II).
Vereinzelte frühe Funde, die der früh- bis mittelneolithischen linear- und stichbandkermischen Kultur zugeordnet werden, für die aber bisher Siedlungsplätze fehlen und deren Träger das Gebiet möglicherweise nur wegen seines Wild- und Fischreichtumes aufsuchten, sind für Mitte des 5. Jahrtausends durch Streufunde nachweisbar. Allerdings hat man bisher wie im gesamten oberschwäbischen Raum östlich des Hegaus keine Linienbandkeramik gefunden. Was man fand, wird der späteren Stichbandkeramik zugeordnet (Riedschachen und Reichenbach).
Im Jungneolithikum ab etwa 4400 v. Chr. beginnt dann im Federseegebiet eine wenn auch diskontinuierliche Siedlungsabfolge über etwa 3800 Jahre, die allerdings zwischen den einzelnen Gruppen mehrere kleinere, zwischen spätem Neolithikum und früher Bronzezeit sowie zwischen mittlerer und später Bronzezeit zwei relativ große Fundlücken aufweist. Schnurkeramische Kultur und Glockenbecherkultur fehlen völlig.
Die Benennungen neolithischer Gruppierungen als „Kultur“ oder „Gruppe“ sind in der Literatur uneinheitlich. Der Artikel folgt daher dem Sprachgebrauch in den Veröffentlichungen des führenden Federsee-Archäologen H. Schlichtherle. Kulturgruppen sind im Folgenden zur besseren Übersicht zwischen Anführungszeichen gesetzt, Fundstellen erscheinen in kursiv.
Die prähistorisch belegbare Siedlungsphase reicht von der in ihren Ausläufern wohl bereits jungneolithischen späten „Rössener Kultur“ und der ihr folgenden, sich mit ihr anfänglich teils vermischenden „Aichbühler Gruppe“ um ca. 4400/4200 v. Chr. bis zur spätbronzezeitlichen Kulturstufe der Wasserburg Buchau zwischen ca. 1100 und 800 v. Chr., ja in Restbeständen bis weit in die frühkeltische Zeit (Hallstatt D) Ende des 8. und 7. vorchristlichen Jahrhunderts, ca. 720 bis 610 v. Chr., mit der die eigentliche Geschichte der Feuchtbodensiedlungen am Federsee endet. Nicht endet hingegen die Besiedelungsgeschichte an den Beckenrändern und auf der Buchauer Insel, denn sie reicht mit schwankender Intensität und Lücken bis in den Beginn der historische belegbaren Zeit im 8. nachchristlichen Jahrhundert und zur wenn auch legendenumwobenen Gründung des Klosters Buchau durch Adelindis.

### Prähistorisch-archäologische Bedeutung
Allgemeine archäologische Situation: Der südlich der Donau in Oberschwaben gelegene Federsee mit seinem weiten Becken bildet heute als Federseeried mit dem Restfedersee in der Mitte eine der größten zusammenhängenden Moorflächen des südwestdeutschen Alpenvorlandes und gilt seit seiner ersten archäologischen Erkundung 1875 bis heute als archäologisch fundreichste Moorregion der prähistorischen Feuchtbodensiedlungs- und Pfahlbauforschung Europas. Man hat inzwischen in Faulschlamm und Torf mehr als 20 Siedlungsplätze gefunden. Weitere, vor allem insulare Fundstellen existieren auf der einstigen Insel Buchau sowie auf den umliegenden Höhen und an alten Seebeckenrändern. Bezeichnend ist eine sehr gute Erhaltung ganzer Siedlungsareale, insbesondere ihrer oft dendrochronologisch exakt datierbaren Holzarchitektur, dazu mit zahlreichen (>40, der letzte erst 2012) Einbaum- und sechs Radfunden, Bohlenwegen und -stegen, Fischfangplätzen sowie über 180 ausgegrabenen Häusern mit vielen Einzelfunden (z. B. Keramik, Öfen, Werkzeuge, Waffen, Schmuck usw.). Es gibt nur zwei große Moore des zirkumalpinen Raumes, die eine ähnliche, wenn auch kleinere Funddichte aufweisen: das Laibacher Moor in Slowenien und das Wauwiler Moor in der Schweiz. Die große Funddichte am Federsee wiederum hat dazu geführt, dass der Gang der regionalen Besiedlungsgeschichte vom Spätpaläolithikum bis in die Eisenzeit hier exemplarisch nachvollzogen werden kann.
Spezielle Befundmöglichkeiten: „Wegen der sicheren Altersbestimmung gehört das Federseematerial zu den wertvollsten überhaupt aus jenen Zeiten“, so die Aussage von Prähistorikern unserer Zeit. Dies gilt vor allem im Hinblick auf die Dendrochronologie mit ihrer aufs Jahr genauen Möglichkeit der Altersbestimmung, sofern Referenzregister existieren wie der Hohenheimer Jahrringkalender. Von besonderer Bedeutungen ist dabei die Entwicklung der Bau- und Dorftypen und der Keramiken, die zusammen mit pollenanalytischen, moorgeologischen, paläozoologischen und Knochenbefunden wichtige Rückschlüsse auf die Gesellschaftsstruktur, die Interaktionen mit den umgebenden Lokalkulturen, die damaligen Subsistenzstrategien und Wirtschaftsformen zulassen.
Ein weiterer Aspekt sind die Auswirkungen der Veränderungen des Seebeckens durch Regressionen sowie Transgressionen des Sees, die insbesondere bei der Bewertung siedlungsdynamischer Vorgänge und von Migrationen in diesem Gebiet eine wichtige Rolle spielen, denn der Federsee bedeckte nach seiner Entstehung in seiner späteren Form am Ende der Würm-Kaltzeit vor 10.000 Jahren noch eine Fläche von 32 km² und war damit das zweitgrößte stehende Gewässer Südwestdeutschlands. Auch vor 200 Jahren, bevor man ihn wirtschaftlich extensiv durch Torfstechen zu nutzen begann, war er noch etwa achteinhalb mal so groß wie heute (11 km² zu 1,3 km²). Schon deshalb ist also der lange währende Streit, ob es sich nun um Pfahlbauten im Wasser oder Feuchtbodenbauten auf dem Niedermoor handelte, inzwischen erledigt und obsolet, da beide Bauformen zeitweise vorteilhaft gewesen sein müssen, sogar als Folge von Überflutungen teilweise nebeneinander vorgekommen sind. Dabei haben sich sicherlich und je nach Uferlage und Seehochstand insulare oder Uferrandsituationen unterschiedlicher Struktur ausgebildet bzw. sich in kurzen Intervallen abgewechselt, wobei auch immer wieder die bei den Siedlern dann besonders beliebten Buchten entstanden. (Die bekannten Rekonstruktionen in Unteruhldingen am Bodensee suggerieren hier ein nicht unbedingt korrektes und mit modernstem Forschungsstand kompatibles, ausschließlich auf reine Pfahlbauten konzentriertes Bild.) Es fällt zudem auf, dass viele Siedlungen oft nur wenige Jahrzehnte, ja manchmal nur wenige Jahre lang bestanden, eine diskontinuierliche Abfolge, deren Ursache in passageren, nach dem archäologischen Befund durchaus auch katastrophal abgelaufene Überflutungen zu suchen ist. Verantwortlich für diese ständig zu beobachtende Mobilität war aber wohl auch die den Wanderfeldbau mit verursachenden periodischen Erschöpfung der Böden trotz des Nährstoffreichtums bei Niedermooren und der Düngung durch Brandrodung.
Im archäologischen Fundmaterial aller Besiedelungsphasen des Federseebeckens nachweisbare, weit reichende Kulturkontakte zeigen außerdem, dass die kulturellen Entwicklungsphasen des Gebietes trotz der etwas dezentralen Lage kein Sonderfall einer peripheren Kleinlandschaft gewesen sein können. Der nahe dem oberen Donautal gelegene Federsee war vielmehr Teil einer entlang der Donau führenden ost-westlichen wie nord-südlich über die Alpen führenden Verkehrsachse und derart in das weiträumige Geschehen Mitteleuropas eingebunden.

## Forschungsgeschichte der Federsee-Archäologie
Wie so häufig in der Archäologie bildet die Forschungsgeschichte auch hier den geistig-kulturellen, ja sogar wie in diesem Falle mit einem seltsamen Ausreißer im Dritten Reich, den politisch-ideologischen Wandel ab, vor den und in dessen Bezugssystemen sie sich abspielte und durch deren Machtkonstrukte sie auch finanziert wurde. Nicht zuletzt aus solchen zeithistorischen Zusammenhängen erklären sich die beiden großen Forschungslücken: die erste ab etwa der Jahrhundertwende bis nach dem Ersten Weltkrieg, die zweite nach dem Ende des Zweiten Weltkrieges bis gegen Ende der 1970er Jahre.
Die erste Forschungslücke, die sich über die politischen Wirren vor dem Ersten Weltkrieg und bis zu dessen Ende erstreckt, wurde immerhin durch die aktive Sammeltätigkeit des Zahnarztes Heinrich Forschner halbwegs überbrückt, den man dafür auch geehrt hat, indem man einer bedeutenden, von ihm 1920 entdeckten früh- und mittelbronzezeitlichen Siedlung am Federsee seinen Namen gab, zumal er ihre archäologische Erkundung durch den Kauf des Geländes gesichert hatte. Die zweite Lücke hingegen war absolut und total als Folge des ideologisch germanentümelnden („edle nordische Wilde“ als Erbauer) und völkischen Missbrauches, den man bereits in den 1920er Jahren mit der ersten Pfahlbaurekonstruktion 1922 im „Wilden Ried“ und kurz darauf am Bodensee in Unteruhldingen, vor allem aber während des Dritten Reiches mit der Federseearchäologie getrieben hatte. Auch sie aber verbindet sich mit einem Namen Hans Reinerth.

### Frühphase
Die archäologische Forschungsgeschichte der vorgeschichtlichen Federseeregion beginnt 1875 mit dem Königlichen Oberförster Eugen Frank. Beim Torfstechen, das damals zur Brenntorfgewinnung aus wirtschaftlichen Gründen verstärkt einsetzte und immer mehr industriellen Charakter annahm, waren schon zuvor immer wieder Einzelfunde gemacht worden, und an der nahe dem Federsee gelegenen Quelle der Schussen bei Schussenried hatte man 1866 auch schon gegraben. Das Entwässern des Geländes durch Stichkanäle trug dazu ebenfalls bei, obwohl es sich später als für die archäologische Situation verhängnisvoll erweisen sollte. Frank ging nun erstmals daran, das Federsee-Gebiet systematisch zu erforschen und nach damaligen Verhältnissen auch durchaus wissenschaftlich zu dokumentieren, zu publizieren, was er fand und mit anderen Wissenschaftlern zu diskutieren. Er zog denn auch bald Parallelen zu den nun so genannten Pfahlbauten, die auch anderswo etwa in der Schweiz zunächst 1853/54 am Zürichsee und später am Bodensee gefunden worden waren. Die zwischen 1875 und 1877 ausgegrabenen Siedlungen Aichbühl und Riedschachen waren damals die ersten Moorsiedlungen überhaupt, die unter wissenschaftlichen Gesichtspunkten betrachtet wurden.

### Zweite Phase: die 1920er Jahre
Die nächste Phase der Forschungsaktivität wird vom Zahnarzt Heinrich Forschner eingeleitet, der sich zunächst auf die Vorgeschichte Oberschwabens konzentrierte und ab 1906 damit begann, eine Sammlung mit Funden anzulegen, die in der Mehrzahl aus dem Federseegebiet und Oberschwaben stammten. Seine Sammlertätigkeit, die er bis zu seinem Tode 1959 ausübte, spielt in der Forschungsgeschichte des Federseegebietes eine wichtige Rolle, denn vor allem in den Jahren nach dem Ersten Weltkrieg bildet sie das Bindeglied zwischen den Untersuchungen Eugen Franks und den wissenschaftlichen Ausgrabungen des Tübinger Instituts für Urgeschichte, die nach dem Kriege begannen und in den 1920er Jahren die zweite wichtige Periode der Federseeforschung bezeichnen. Man versuchte damals nicht zuletzt den Substanzverlust durch die ständige Grundwasserabsenkung im Moor möglichst gering zu halten, welche durch neue Abzugsgräben durch das Ausgrabungsgebiet ausgelöst worden war und ab 1925 einen neuen Höhepunkt erreichte, als das staatliche Torfwerk den Grundwasserspiegel nochmals um eineinhalb Meter absenkte, damit aber die Anlagen Aichbühl und Riedschachen massiv gefährdete. Oscar Paret war hier vor allem als Ausgräber aktiv, unterstützt durch den Oberförster Walter Staudacher und den Landeskonservator Peter Goessler, der von Stuttgart aus für die finanzielle und personelle Ausstattung sowie einen wenn auch schwachen rechtlichen Schutz des Ausgrabungsgebietes sorgte. Ausgegraben, vermessen und dokumentiert wurden in einer europaweit einmaligen Aktion insgesamt fünf Siedlungen mit gut erhaltener Holzbauarchitektur, vor allem die sog. Wasserburg Buchau und die Siedlung Dullenried mit ihrer zunächst hoch umstrittenen zeitlichen Einordnung, dazu die Siedlung Taubried, die der „Schussenrieder Gruppe“ zuzurechnen ist. Unterstützt wurde er dabei von August Gröber, der schon zu Beginn des 20. Jahrhunderts an der Etablierung eines Federseemuseums in Buchau gearbeitet hatte, das dann mit Unterstützung durch Walter Staudacher 1919 im Buchauer Schloss von Thurn und Taxis auch eröffnet wurde und in der Folge die archäologische Forschung so stark beeinflusst hat wie kaum ein anderes seiner Art.
Robert Rudolf Schmidt sorgte dann als Direktor des Tübinger Urgeschichtlichen Institutes ab 1919 für die wissenschaftliche Fundierung der nun großflächigen Ausgrabungskampagnen bis 1930, in denen die bisher bekannten fünf Siedlungen mit modernster Grabungstechnik und begleitet von naturwissenschaftlichen Methoden untersucht wurden, so dass ein dynamisches Bild des Siedlungs- und Landschaftswandels entstand. Vor Ort gruben Schmidts Assistenten, unter ihnen Hans Reinerth, der im Dritten Reich noch eine eigene, ideologisch aufgeladene Rolle spielen sollte, welche die Federseeforschung bis weit nach dem Ende des Zweiten Weltkrieges desavouiert und bis in die 1970er Jahre derart massiv behindert hat. Gleichzeitig aber entstand in Tübingen eine große Sammlung der Funde, die zunehmend im Zusammenhang mit denen des restlichen Oberschwaben und der Schwäbischen Alb gesehen und gedeutet wurden. Schmidt wurde allerdings ab 1929 entmachtet und verlor seine Funktionen und seine Professur bis 1934 völlig. Als sein Nachfolger wurde der ebenfalls mit den Nazis sympathisierende Gustav Riek eingesetzt, nachdem Reinerth 1934 einem Ruf auf einen Lehrstuhl nach Berlin gefolgt war.
Ab den 1920er Jahren gelang es immer besser, mit methodischen und technischen Mitteln die Funde auszuwerten und doch gleichzeitig die Fundorte so wenig wie möglich zu beeinträchtigen, denn vor allem durch die frühen Grabungen waren wichtige Fundorte weitgehend zerstört worden, weil man die für die Auswertung dann verlorene Kulturschichten als Ganzes abschaufelte, um die Fußböden möglichst direkt freizulegen. Besonders der Physiker Ernst Wall war dann bei der Auswertung der Fundschichten führend, und Pollenanalyse, Moorgeologie, Dendrochronologie, Paläozoologie und -botanik sowie fotografische Dokumentation sind nur einige dieser neuen Techniken gewesen, die nach dem Krieg durch die Radiocarbonmethode (C14) und andere naturwissenschaftliche Methoden ergänzt wurden.

### Die ideologische NS-Phase
In den Jahren des Nationalsozialismus wurde die Federseeforschung dann durch massiv ideologische Eingriffe überschattet, die sich allerdings bereits in den 1920er Jahren durch eine popularisierende Romantisierung und Mythisierung angekündigt hatten. Hans Reinerth, der sich schon seit 1931 an der NSDAP orientierte, hatte während seines Studiums in Berlin ein Praktikum bei Gustaf Kossinna absolviert, wo er den Begriff der Siedlungsarchäologie kennenlernte, den er später nicht zuletzt unter dem Einfluss Alfred Rosenbergs ideologisch auflud und auf das Federseegebiet bezog, das nun als Zeugnis der „sieghaften germanischen Ausbreitung“ angesehen und propagiert wurde, deren „altgermanisches“ architektonisches Vorbild auch für die Kultur Trojas und der Griechen prägend gewesen sei, wobei er Rosenberg das Material für seine kruden weltanschaulichen Ideen lieferte (zum Beispiel Ahnenerbe), allerlei absurde völkische Theorien zur Federseebesiedelung aufstellte, nach 1945 und bis zu seinem Tode 1990 jedoch wissenschaftlich und damit beruflich weitgehend geächtet war. Die letzte Grabungskampagne fand 1937 statt und brachte den endgültigen Durchbruch der Dendrochronologie.

### Die Wiederaufnahme der Forschung in den 1970er und 1980er Jahren
Bereits in den 1950er Jahren war versucht worden, das archäologische Augenmerk wieder auf den Federsee zu lenken, vor allem 1958 durch die umfassende Dissertationsschrift von Günther Krahe sowie in den 1960er Jahren durch die Forschergruppe um Ernst Wall, die vor allem ein detailliertes Bild vom Wechsel zwischen Transgressionen und Verlandungen erstellte und so auch neue Einsichten in die Besiedelungsgeschichte ermöglichte. Diese Aktivitäten bildeten zugleich ein wichtiges Bindeglied zwischen den Vor- und den Nachkriegsuntersuchungen sowie der in den späten 70er Jahren beginnenden Feldforschung. Aber erst ab 1979 wurde nach Sondierungsgrabungen 1975/76, die den Erhaltungszustand vor allem der Siedlung Forschner erkunden sollten, erneut mit der archäologischen Erforschung des Federseegebietes in größerem Umfang begonnen, als das Landesdenkmalamt Baden-Württemberg teilweise unterstützt durch die Deutsche Forschungsgemeinschaft das „Projekt Bodensee-Oberschwaben“ mit einer systematischen Erfassung der Ufer- und Moorsiedlungen zwischen Bodensee und Federsee begann. Da die letzten Grabungen bereits 40 Jahre zurücklagen und überdies nur zu einem geringen Teil publiziert worden waren, viele Unterlagen zudem kriegs- und nachkriegsbedingt als verloren oder unzugänglich galten (die Akten und Grabungsdokumente von Reinerth, Forschner und Wall sind inzwischen zugänglich), war dieses Unternehmen zunächst äußerst schwierig, zumal sich auch die Forschergruppe um Ernst Wall, zu der auch der Moorspezialist Karlhans Göttlich und der Pollenanalytiker Gerhard Gronbach gehört hatten, nach 1970 aufgelöst hatte. Durch Bohrungen gelang es dann aber 1980, die alten Fundstätten wieder zu lokalisieren, deren durch Austrocknung teils desaströsen Erhaltungszustand zu dokumentieren und die Mudden mit neuen Methoden zu untersuchen. Insgesamt fand man so in Oberschwaben und am Bodensee rund 100 meist mehrphasige Siedlungsplätze. Das Projekt konnte mit Hilfe der DFG und der Universitäten Freiburg, Heidelberg und Hohenheim fortgesetzt werden. Wichtigster Befund waren dabei neue Datierungen der Federseesiedlungen, denn man erkannte, dass sie viel früher anzusetzen waren als bisher gedacht und die Siedlungsphase einen Zeitraum von mindestens 3300 Jahren umspannte (jetzt 3800 bis 4000, wenn man die ersten Siedlungsanzeichen ab 4400 v. Chr. einbezieht.) Zudem wurden neue Kulturgruppen nachgewiesen und neuen Fundstellen entdeckt, insbesondere Lagerplätze der mittel- und jungneolithischen „Rössener Kultur“, die ältesten Funde aus der mittleren Jungsteinzeit, die wohl vor allem ein Spätstadium dieser Kultur repräsentieren. Auch die bronzezeitliche Siedlung Forschner wurde nun genauer untersucht. Man gewann überdies neue Erkenntnisse zur ständig durch starke Wasserspiegelschwankungen bestimmten Siedlungsgeschichte und legte dabei den Streit um die Begriffe Pfahlbauten versus Feuchtbodensiedlung auf Niedermoorflächen ad acta, als man feststellte, dass die Siedlungsdauer jeweils oft sehr kurz gewesen war und Dörfer mehrfach hin und her verlegt worden sein mussten, auch mehrmals auf ältere Siedlungsflächen zurück, wobei je nach der lokalen Situation auch beide Bauweisen gleichzeitig vorkamen.

### Aktuelle Forschung, Weltkulturerbe
Die Untersuchungen, die ab 1980 inzwischen 19 Moorsiedlungen dazu mehrere Siedlungsstellen auf den mineralischen Böden unter anderem auf der Insel Buchau feststellten, dauern mit kontinuierlichen Grabungskampagnen bis in die Gegenwart an und wurden bis 2016 maßgeblich von Helmut Schlichtherle an der Außenstelle des Landesdenkmalamtes von Baden-Württemberg in Hemmenhofen betreut.
Die neolithische Siedlungsgeschichte des Federsees erfuhr dabei durch die Entdeckung neuer Siedlungsplätze wesentliche Ergänzungen. Die Aufarbeitung der frühen Grabungen aus den 1920er und 1930er Jahren konnte abgeschlossen und durch neue Grabungsergebnisse ergänzt werden, so dass auch die „Altlasten“ der neolithischen Federseeforschung somit weitgehend abgegolten sind. Für die vor allem durch die Wasserburg Buchau und die Siedlung Forschner sowie die hallstatt- und latènezeitlichen Funde repräsentierte metallzeitliche Periode galt und gilt dies bisher jedoch nicht in diesem Ausmaß, so dass hier die Schwerpunkte zukünftiger Forschungsarbeiten gesehen werden.
Am 27. Juni 2011 hat die UNESCO die „Prähistorischen Pfahlbauten rund um die Alpen“ als grenzüberschreitendes Weltkulturerbe anerkannt, welche die Kriterien erfüllen von „außergewöhnlichem universellem Wert, authentisch und einzigartig“ zu sein. Unter den 111 ausgewählten Fundstellen (aus ca. 900 europäischen) sind auch 18 deutsche Pfahlbau-/Feuchtbodensiedlungen: in Baden-Württemberg 15 und in Bayern drei. Neben den neun Stätten am deutschen Bodenseeufer ist Oberschwaben mit fünf Fundstellen vertreten, allein drei davon liegen unmittelbar am Federsee (Siedlung Forschner, Alleshausen-Grundwiesen, Alleshausen/Seekirch-Ödenahlen), zwei weitere ganz in der Nähe bei Bad Schussenried (Olzreute-Enzisholz) und am Schreckensee bei Wolpertswende nahe Ravensburg im mittleren Schussental. Wissenschaftlich betreut und überwacht werden diese und die anderen „normalen“ Fundstätten ebenfalls von der „Arbeitsstelle für Feuchtbodenarchäologie des Landesamtes für Denkmalpflege im Regierungspräsidium Stuttgart“ in Hemmenhofen.

## Siedlungsgeschichtliche Grundlagen

### Vorbemerkungen

#### Aktualität
Kulturhistorische Darstellungen, die sich vorwiegend auf archäologische Befunde stützen, wie das in der schriftlosen Vor- und teilweise in der nur fragmentarisch in Texten belegten Frühgeschichte die Regel ist, sind stets nur unter dem Vorbehalt darstellbar, dass sich mit jeder Grabung die Befundlage gravierend ändern kann und die vorangegangenen Beschreibungen quasi „ins Rutschen“ kommen, ja sogar regelrecht obsolet werden können. Mitunter entbrennt bei diesen neuen Befunden überdies auch ein wissenschaftlicher Deutungsstreit, der eine vor allem enzyklopädische Darstellung zusätzlich erschwert. Diese Situation ist in der Federsee-Archäologie, in der praktisch jährlich neue Grabungskampagnen mit manchmal überraschenden Ergebnissen durchgeführt werden, zumindest teilweise gegeben. Es wird hier zwar versucht, solche Ergebnisse nach Möglichkeit mit einzubeziehen, doch ist dies nicht immer zeitnah möglich, so dass zunächst die bisher längerfristig stabilen Befunde, kulturhistorischen Bezüge und Einordnungen, soweit sie bisher publiziert wurden, referiert und nach und nach kontinuierlich aktualisiert werden, sofern nötig.

#### Deutungsproblematik
Die Siedlungsgeschichte wird von der Siedlungsarchäologie untersucht. Da die dinglichen Hinterlassenschaften einer Kultur, von der es wie in der Vor- und teilweise auch noch der Frühgeschichte keine oder kaum schriftliche Überlieferungen gibt, also keine unmittelbaren Anhaltspunkte für ihre Struktur, das heißt Sprache, gesellschaftliche Schichtungen, Ökonomie, Kultur, Politik, Religion usw., ist der Archäologe hier allerdings auf Analogieschlüsse angewiesen. Das bedeutet, er muss einen Teil dieser Strukturelemente rein hypothetisch ergänzen, da sie einen Zusammenhang bilden, innerhalb dessen die geborgenen Artefakte einst ihren Zweck erfüllten und ihren Sinn ergaben. Aus diesen Gründen ist es unwahrscheinlich, dass es je gelingen wird, die soziale, religiöse oder gar politische Geschichte einer Gesellschaft unter diesen limitierenden Bedingungen komplett und vor allem korrekt zu erfassen. Dies gilt auch dann, wenn wie hier aufgrund der Besonderheit der Fundsituation besonders viele Artefakte und natürliche Belege erfasst werden können. Nach der Gewinnung, etwa durch Ausgrabung, der Klassifikation, Analyse und Datierung der Funde besteht die Hauptaufgabe des Archäologen insbesondere – und am schwierigsten – in der Vorgeschichte denn auch darin, sie einer historisch bewertenden Interpretation zu unterziehen, die, wie die Geschichte der Pfahlbauforschung etwa am Federsee besonders extrem zeigt, durchaus auch ideologisch gefärbt und „völkisch“ verfälscht sein kann, auf jeden Fall aber wie jegliche Interpretation im Rahmen ihres jeweiligen hermeneutischen Zirkels sowohl individuell gefärbt wie zeitgebunden ist. Dabei gilt nach dem Prähistoriker Hermann Müller-Karpe:

„Die in den historischen Erscheinungen und ihren Strukturen zum Ausdruck kommenden Wertesysteme stellen eine objektive Wirklichkeit dar, die dem subjektiven, von der Persönlichkeit des Historikers getragenen Verstehen zugänglich ist, vorausgesetzt, dass die Quellenbasis hinreichend ergiebig ist und der Historiker sich hinreichend um ein Verstehen bemüht, wozu gleicherweise eine solide Faktenkenntnis wie eine intuitive Sensibilität für die Geisteshaltung des historischen Gegenübers erforderlich ist. Bei den so gekennzeichneten geschichtswissenschaftlichen Bemühungen kommt dem Blickwinkel, unter dem die historischen Erscheinungen gesehen, und der Selektion und Gewichtung, die den historischen Fakten für das entstehende Geschichtsbild zuteil werden, Bedeutung zu.“

### Räumliche und zeitliche Struktur: Übersicht
Man beachte, dass vor allem die Verknüpfungen des Siedlungsgeschehens mit dem Klimagang und der Landschaftsentwicklung nicht einfach und in vielen Fällen bis jetzt nicht vollständig klar sind, sondern noch immer ein intensiv diskutierter Forschungsgegenstand. Damit stellen die anschließend dargestellten Fakten allenfalls einen Zwischenstand im Rahmen eines sich ständig weiter entwickelnden Forschungsgeschehens dar, jedoch mit einer relativen Stabilität, die sich über mehrere Jahre vor dem Hintergrund der Ergebnisse aus jährlichen Grabungskampagnen entwickelt hat.
Raum: Das klimatisch benachteiligte, als Jagdgebiet und verkehrsgeographisch jedoch interessante Federseegebiet wird in der Forschung inzwischen als ein allerdings in west-östliche und nord-südliche Verkehrsachsen eingebundener Sekundärraum der neolithischen Besiedelung betrachtet, vor allem in Abhängigkeit zu den begünstigten Räumen des Bodensees und anderer Bereiche Süddeutschlands und am Oberrhein. Die Siedler an den oberschwäbischen Seen (einschließlich des Bodensees) und Mooren gehören aber nicht zu den ältesten Ackerbauern Europas, also zu den Trägern der linearbandkeramischen Kultur mit ihren typischen Langhäusern und ihren ausgeprägten Bestattungsfeldern samt kultischen und künstlerischen Hinterlassenschaften, denn das Alpenvorland lag abseits der Wege, auf denen sich im 6. Jahrtausend v. Chr. diese Kultur ausbreitete. Später allerdings ging insbesondere vom Bodenseeraum, aber auch den benachbarten Kulturräumen immer wieder ein Bevölkerungsdruck aus, der sich auch auf das Federseegebiet auswirkte und den man über verschieden lokale und regionale Migrationsmodelle zu erfassen sucht.
Zeit: Am Federsee folgten die Bewohner, abgesehen von den sporadischen Überflutungsphasen – zwischen jungneolithischem Siedlungsbeginn um ca. 4300 v. Chr. und der Zeitenwende 7 größere T4–T10 und einige kleinere –, dem verlandenden Ufer des Sees.
In der mittel- und spätneolithischen Phase lassen sich dabei zunächst zwischen 4200 und 3550 v. Chr. drei diskontinuierliche Siedlungsschübe erschließen („Aichbühler Gruppe“, „Schussenrieder Gruppe“, „Pfyn-Altheimer Gruppe“). Zwischen 3330 und 2800 im Verlauf der „Horgener Kultur“ und der „Goldberg-III-Gruppe“ war das Siedelgeschehen hingegen von einer stärkeren Kontinuität bestimmt. Dabei etablierte sich die Nutzung einer Siedlungskammer zunächst im Westen, dann im Norden des Gebietes, so dass sich jungneolithisch das Besiedlungsmuster eher als episodisch darstellt, im Spätneolithikum hingegen als kontinuierlich, bis es endneolithisch für über 700 Jahre völlig abbricht und erst wieder früh- bis mittelbronzezeitlich mit den Aktivitäten (ab 1979) im Vorfeld der Siedlung Forschner erneut einsetzt.
Dabei muss einschränkend gesagt werden, dass diskontinuierliche Muster archäologisch nur bedeuten, dass verbindende Glieder bisher nicht gefunden wurden. Auch die Ursachen, also die nach Ende des Atlantikums vor allem endneolithisch starken Klimaschwankungen, Erschöpfung der ackerbaufähigen Böden (also der Böden auf den umgebenden Moränen und Mudden, denn die Verlandungszonen waren nie ackerbaufähig) oder auch nur fehlende Funderhaltung (z. B. wegen der spät- und vermutlich wohl auch endneolithisch bevorzugten Blockbauweise, die kaum Spuren hinterlässt), lassen sich nicht eindeutig feststellen. Da in dieser Periode auch kaum Eichenholz verbaut wurde, für das für Mitteleuropa eine lückenlose Jahresringtabelle über die letzten 10 Jahrtausende existiert, gibt auch die Dendrochronologie kaum Auskunft über die zeitlichen Abläufe dieser endneolithischen Epoche.
In der Metallzeit wiederum war das Moor nur in drei Phasen, nämlich von 1770 bis 1489, von 990 bis 860 und von 720 bis 610 v. Chr. besiedelt, doch ist hier von einer Siedlerkontinuität auf den umliegenden mineralischen Böden auszugehen, also Böden etwa auf Inseln oder Randbereichen, die nicht primär aus Torf bestehen, sondern aus Humus, Sanden, Kieß und/oder Löss. 850 v. Chr. hatte eine Klimaschwankung mit feuchtem und kaltem Wetter verbunden mit massiven Transgressionen vorübergehend zur Aufgabe aller Moorsiedlungen in Süddeutschland geführt; allerdings wurden lokale Fischfanganlagen wie die bei Oggelshausen offenbar über hundert Jahre lang weiter geführt, wie Reste sehr kleiner Hütten über den Anlagen zeigen. Doch ein starker Anstieg des Seespiegels um 500 v. Chr., der beim Bodensee zehn Meter betrug, setzte wohl auch dem ein Ende.
Somit lässt sich in der fast 4000-jährigen Besiedelungsgeschichte dieses an sich relativ kleinen Feuchtgebietes ein mehrmaliger Wandel der Siedlungs- und Wirtschaftssysteme beobachten, jeweils wohl in Abhängigkeit von klimatischen, seegeographischen, sozialen und ökonomischen Bedingungen, die sich etwa in der Metallzeit einerseits, wo es nur wenige, dazu mit starken Palisaden und Holzmauern umfriedete Dörfer gab, und den mittel- bis spät-/endneolithischen Siedlungsformen andererseits, die zwar oft Palisaden hatten, aber keineswegs so wehrhafte, erheblich voneinander unterscheiden, zumal sie nun bevorzugt als Straßendörfer und nicht mehr wie vorher als relativ regellose Haufendörfer imponieren, die erst wieder in der Bronzezeit auftreten („Siedlung Forschner“, „Wasserburg Buchau“), da nur sie sinnvoll mit den dann offenbar notwendigen massiven Wehranlagen zu schützen waren, wobei sich in diesen Fällen eine interne Struktur mit einer Art Dorfplatz im Zentrum beobachten lässt.

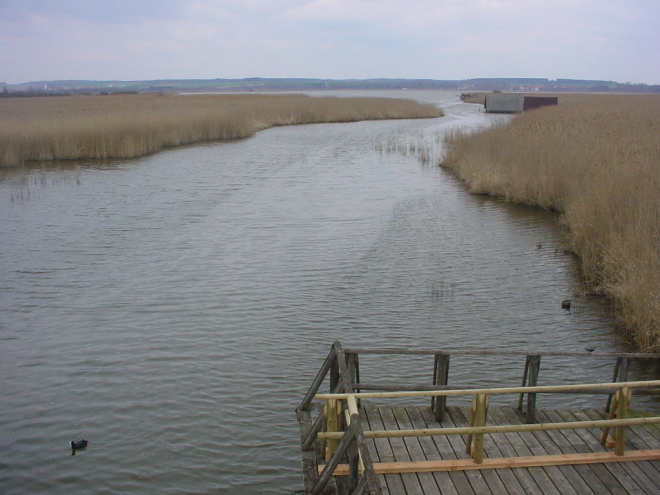
Der Federsee mit Riedflächen bei Bad Buchau

### Umwelt, Klima und Subsistenzstrategien
Die regional und lokal jeweils vorherrschende Subsistenzstrategie ist oft auch eine Folge der ersten beiden Faktoren, obwohl vor allem klimatische Einflüsse schwer zu gewichten und einzuordnen sind. Kulturen werden aber auch durch sie geprägt und können selbst in ihren immateriellen Ausprägungen wie Kunst, Religion oder Gesellschaft nur dargestellt werden, wenn diese Zusammenhänge mit einbezogen sind. Dies gilt nicht zuletzt für ur- und frühgeschichtliche Perioden, deren Bedingungen noch weit direkter von Klima und Umwelt abhängen als dies bei den heutigen Kulturen der sog. 1. Welt der Fall ist (auch wenn die globale Erwärmung uns diese Zusammenhänge in den letzten Jahren wieder stärker bewusst gemacht hat).

#### Umweltbedingungen und sozioökonomische Folgen

##### Jungpaläolithikum
Bereits vor etwa 20.000 Jahren war am Rande des Rheingletschers durch noch rißzeitliche Gletschermoränen ein Becken entstanden, das sich, von Gletscherwasser gefüllt, zu einem etwa 50 km² großen Eisrandsee entwickelt hatte, der im Spätglazial noch etwa 30 km² groß war. Der Federsee in seiner späteren geologisch-lakustrischen und dann auch kulturrelevanten Gestalt entstand jedoch erst am Ende der letzten Würm-Kaltzeit vor ca. 11.500 bis 10.000 Jahren. Bereits damals durchstreiften jedoch Jäger und Sammler des Magdalénien-Zeitalters die Tundrenwälder des Bölling-Interstadials auf der Suche nach Beute. Im Alleröd-Interstadial konzentrierten sie sich dann ganz auf die Ufer des Federsees.

##### Eiszeitende und Mesolithikum
Nach dem endgültigen Rückzug des Gletschers zu Beginn des Holozäns war der Federsee und sein Becken, belegt durch zahlreiche Funde von Lagerplätzen (etwa an der Schussenquelle und auf den zahlreichen Schotterkuppen rund um den See), ein bevorzugtes Aufenthaltsgebiet der letzten Jäger und Sammler, die dem Wild durch die Täler der vielen Gletscherabflüsse bis zu seinen Weiden und Tränken folgten. Auch für das Mesolithikum sind solche Lagerplätze mit Resten von Hütten wie bei der Station Henauhof-Nord II durch die „Bad Buchauer Gruppe des Endmesolithikums“ belegt, die auf eine Intensivierung der jägerischen Nutzung rund um den See hinweisen. Dauerhafte Siedlungen sind hingegen erst viel später nachweisbar. In jener Zeit begannen sich dann Kiefer- und Birkenwälder auszubreiten und die weitgehend baumlose eiszeitliche Parktundra zu ersetzen. Das wiederum nahm den bisher in großen Herden vorkommenden Rentieren und Wildpferden den Raum, stattdessen wanderten waldangepasste Tiere wie Reh, Auerochse, Biber, Wildschwein, Hirsch und Elch ein. Die Menge des jagbaren Wildes nahm so drastisch ab, die Existenzbedingungen der endeiszeitlichen Jäger verschlechterten sich dramatisch und zwangen sie zu Anpassungen etwa ihres jägerischen Verhaltens, bei dem nun nicht mehr die in Großgruppen in umfangreichen Jagdzügen praktizierte Herden- und Treibjagd eine Rolle spielte, sondern die Jagd auf einzelne Tiere in dichten Wäldern, ja sogar auf Kleinwild, Nagetiere und Vögel und mit Fallen, was auch entsprechende Veränderungen der Sozialstrukturen hin zu kleinen Familiengruppen zur Folge hatte. Lagerplätze wurden im Mesolithikum nun bevorzugt an Seen und Flussufern errichtet, da Fischfang und das Sammeln von Pflanzen in der Ernährung, wie etwa die durch die Ausbreitung der wärmeliebenden Laubmischwälder begünstigte Haselnussernten, jetzt eine immer wichtigere Rolle spielten. Damit war aber auch der Boden bereitet für die spätere Übernahme neolithischer Subsistenzstrategien, wie sie die im Federseegebiet bisher allerdings nicht als Siedler nachgewiesenen späteren Linienbandkeramiker zwischen 5800 und 4500 v. Chr. nach Europa brachten. In dieser mesolithischen Periode zeigen Pollenprofile auch den beginnenden Holzeinschlag. Siedlungsschwerpunkte waren damals vor allem die reich durch Halbinseln und Buchten gegliederten südliche (Aichbühler Bucht und Henauhof) und westlichen Ufer (Moosburg, Vollochhof, Kappel) mit ihren Strandwällen und Flachwasserzonen, wie sie vor allem dort durch den langsamen Rückzug des Sees entstanden waren, nicht hingegen die Steilufer der Ostseite.

##### Neolithikum
Im weiteren Verlauf des Holozäns mit seinen hauptsächlichen Klimaphasen Präboreal, Boreal, Atlantikum und Subatlantikum verlandete das relativ flache Gewässer zunehmend, doch nicht kontinuierlich, sondern in einer unregelmäßigen Abfolge von Überflutungen und Verlandungen des recht flachen, sumpfigen und damit für solche Wechsel hoch anfälligen Seebeckens. Diese Prozesse hinterließ aber auch in der Umgebung des Sees zahlreiche landwirtschaftlich gut nutzbare Böden auf Alt- und Jungmoränen mit vereinzelten mineralischen Inseln, Sediment- und Lößflecken. Gleichzeitig bildeten sie auch den Ausgangspunkt für die Entstehung der Moore, erst als Niedermoor, später auch als Hochmoor, deren unterschiedliche Konsistenz im späteren Neolithikum zu oft parallel nebeneinander existierenden Bauweisen der Häuser führte, je nach Nässe direkt auf dem Torf aufliegend oder aber mit einem Pfahlrost als Unterbau.
Die Abhängigkeit der Seeufer- und Moorbesiedelung von Klimagunst und Seespiegelsenkungen bzw. Erhöhungen (Transgressionen T4 bis T9) ist dabei in mehreren Fällen eindeutig, und der so eintretende Ernteverlust samt Existenzgefährdung wird kompensiert durch periodisch verstärkte Jagdtätigkeit und Verlagerungen der Siedlungen oder auch deren passageres oder längeres Verlassen. So gab es etwa von der Westschweiz bis nach Oberschwaben während der Kaltphase Piora II zwischen 3500 und 3250 v. Chr. ein fast völliges Aussetzen der Siedlungstätigkeit, das mit einer zunehmenden Bewaldung im Sinne einer Waldregenerierung einherging, wie Pollendiagramme zeigen. Andererseits reagierte die endneolitische „Horgener Kultur“ und die ihr zeitlich dicht folgende „Goldberg-III-Gruppe“ nach einer vergleichbaren Klimaverschlechterung mit einem regelrechten Innovationskomplex, der nicht nur die Einführung eines völlig neuen Siedlungsschemas (Straßendorf Typ Seekirch) zum Inhalt hatte, sondern auch mit Rad und Wagen (und möglicherweise auch schon den erst bronzezeitlich nachgewiesenen Hakenpflug) samt Rindern als Zugtieren neue Techniken einsetzte, die wiederum auch wohl wegen der verstärkten Viehhaltung die Notwendigkeit zur Folge hatten, stabile Bohlenweg anzulegen, die mittig durchs Dorf führten. Ob die dabei möglicherweise zu beobachtende gesellschaftliche Stratifizierung damit zusammenhängt, ist allerdings unklar. Gleichzeitig finden sich mit der stark zunehmenden Zahl der Spinnwirtel und stark vermehrtem Leinanbau Symptome einer wirtschaftlichen Spezialisierung, die über den Eigenbedarf hinaus produzierte und damit auf Austausch, möglicherweise später auch Handel angewiesen war. Auch die nun immer häufiger baulich stark divergierenden Anlagen, die als Haupt- und Nebendörfer interpretiert werden, deutet in diese Richtung.

#### Klimatische Bedingungen im Federseegebiet
| Serie      | Klimastufe    | Pollen- zone | Zeitraum (v. Chr.) |
| ---------- | ------------- | ------------ | ------------------ |
| Holozän    | Subatlantikum | X            | 450 bis heute      |
| Holozän    | Subatlantikum | IX           | 450 bis heute      |
| Holozän    | Subboreal     | VIII         | 3.710–450          |
| Holozän    | Atlantikum    | VII          | 7.270–3.710        |
| Holozän    | Atlantikum    | VI           | 7.270–3.710        |
| Holozän    | Boreal        | V            | 8.690–7.270        |
| Holozän    | Präboreal     | IV           | 9.610–8.690        |
| Pleistozän | Jüngere Dryas | III          | 10.730–9.700 ± 99  |

Relativität klimatischer Befunde: Ausschließlich klimatische Einflüsse als einzige Beweggründe eines Kulturwandels anzunehmen ist zwar falsch, doch haben sie stets eine bedeutsame Rolle dabei gespielt. Klimageschehen und Kulturwandel greifen vielmehr ineinander, und in diesen wechselwirkenden Komplex sind demographische und kulturgeografische Bewegungen, etwa kulturelle Diffusion, Kontaktinnovation oder polyzentrische Vorgänge, in ein potentielles Innovationsgeschehen eingebettet. Absichern muss man solche sicher oft auch klimatisch stark motivierten Geschehnisse durch großräumige Befunde aus benachbarten Regionen, wie sie in ganz Südwestdeutschland mit Oberschwaben und der Westschweiz vorliegen, zumal diese „Feuchtbodenarchive“ oft auch bis auf wenige Jahre genau datierbar sind und zudem verlässliche Informationen über die jeweiligen klimatischen Verhältnisse liefern. Allerdings bleiben vor allem beim großräumigen Fehlen solcher Befunde etwa zwischen 2600 und 1800 v. Chr. nach wie vor Lücken im Gesamtbild, und wie in diesem Fall sind belastbare Aussagen zum tatsächlichen regionalen Klimagang im Jung- und Endneolithikum dann nicht möglich. Das gilt natürlich ebenso für die jeweiligen ökologischen Konsequenzen in einzelnen Siedlungslandschaften sowie für den mittel- und längerfristigen Einfluss verschiedener Landnutzungssysteme und ihrer Zyklen.
Oberschwäbisches Spätneolithikum: Die klimatischen Bedingungen am relativ hoch gelegenen (578–650 Meter über NN), auch wegen des wenn auch flachen Beckens mit seiner Neigung zur Ausbildung von Kaltluftseen eher kühlen Federsee waren weniger günstig als am knapp 200 m tiefer liegenden Bodensee, im Neckarbecken oder am Oberrhein, doch lag das Seebecken andererseits relativ verkehrsgünstig zwischen der oberen Donau und dem Schussental, das nach Süden hin zum Bodensee führt. Auch gab es im Holozän mehrere Warmphasen, die dieses Manko teilweise ausglichen.
Das Klima in Mitteleuropa war jedoch nach Ende der wärmsten postglazialen Phase des sog. Atlantikums, also zwischen 4000 und 2400 v. Chr., der Periode, in der vor allem in der Schweiz, am Bodensee und Federsee die Pfahldörfer errichtet worden waren, von heftigen und oft kurzfristigen Schwankungen bestimmt, wobei zumindest phasenweise etwa während der mittelbronzezeitlichen Siedlung Forschner eine eher hohe Sonnenaktivität eine Rolle gespielt hat, die mit einer etwas höheren Durchschnittstemperatur und vermehrten Niederschlägen in Zusammenhang gebracht wird. Die bisherigen Siedlungsstandorte wurden danach jedenfalls offenbar nach schweren, durch Sedimentschichten und später auch durch Kolluvien bezeugten Überflutungen mehrmals verlassen; auch scheint der Siedlungsdruck zwischen 1900 und 1760 v. Chr. nicht groß gewesen zu sein, wie die pollenanalytisch bezeugte zunehmende Bewaldung der Umgebung zeigt, die erst mit Beginn der Forschner-Siedlung wieder durch stärkere Auslichtungen abgelöst wird. Die ab etwa 2000 v. Chr. sich vollziehende subboreale Abkühlung in Mitteleuropa um ca. 2 bis 2,5 °C, mit einem regelrechten Temperatursturz um 1200 v. Chr., hatte in Verbindung mit Gletschervorstößen aus den Alpen im Gefolge der vorangegangenen Piora-Schwankung einen niedrigen Wasserstand der Seen zur Folge, und die Torfmoore waren während einer Trockenphase um 1000 v. Chr. sogar teilweise ausgetrocknet. Diese zeitweise geringe Attraktivität der oberschwäbischen Seen für Siedler könnte durchaus verantwortlich dafür sein, dass zwischen 2800 und 2200 v. Chr. die neolithischen Kulturen der Schnurkeramik und der Glockenbecherleute das Gebiet nicht erreichten und es überdies zwischen dem ausgehenden Neolithikum und der beginnenden Bronzezeit zwischen ca. 2500 und 1979/1767 v. Chr. für etwa 700 Jahre am Federsee eine regelrechte Fundlücke gibt.
Es wurden danach neue, jedoch anders strukturierte Seeufersiedlungen mit starken Schutzbauten wie der für die damalige Zeit einzigartige Holzwall der Siedlung Forschner angelegt, doch scheiterte auch dieser Neubeginn letztlich an dem feuchteren und kälteren Klima, das für die Zeit nach 800 v. Chr. kennzeichnend war und damals der letzten größeren Siedlung, der Wasserburg Buchau, ein Ende setzte.
Kurz vor 500 v. Chr. stieg das Niveau des Bodensees rasch um zehn Meter, und die noch vorhandenen eisenzeitlichen Seeufersiedlungen der Hallstatt-Zeit wurden durch eine neuerliche Naturkatastrophe abermals vernichtet. Die Bevölkerungszahl erreichte hier wie am Federsee, wo das Jahr 500 das völlige Ende der Moorsiedlungen markiert, einen Tiefpunkt, und nur die warmen Täler und das Hinterland des Bodensees blieben besiedelt.
Die Korrelation von Klimadaten und Kulturen am Federsee ergibt folgenden Befund (K = Kälteeinbruch):
Jungneolithikum:
- K1 und K2:. 4300–4100 v. Chr. Zwischen K1 und K2 gibt es eine leichte Wärmeschwankung von wenigen Jahrzehnten. Nach dem Ende von K1 beginnt die Aichbühler Gruppe. (Dendrodat. 4229, bei noch relativ unsicherer Datierung der Dauer dieser Gruppe).
- K3: 3900–3780 v. Chr. Die sog. Piora-Kaltphase I. Sie deckt sich in etwa mit der Schussenrieder Gruppe. In der folgenden etwa 250-jährigen wärmeren Periode liegt die Pfyn-Altheimer Gruppe. Beide Gruppen hatten eine Dauer von jeweils nur ca. 100 Jahren.
- K4 und K5: 3500–3400 v. Chr. Beide Kälteeinbrüche markieren die erste Phase der Piora-Schwankung II (3500–3100 v. Chr.), denn sie folgen dicht aufeinander. Während dieser Periode war das Federseegebiet offenbar nicht besiedelt.

Endneolithikum:
- K6: 3300–3200 v. Chr. Die Horgener Kultur beginnt während dieser, das Ende der Piora-II-Schwankung bezeichnenden Kaltphase um ca. 3300 v. Chr. (Dendrodat 3334, ein höherer Jagdanteil während dieser Phase ist bezeichnend) und erstreckt sich mit verschiedenen Siedlungen in die folgende längere Warmphase bis ca. 2900 v. Chr. Während dieser Zeit kam es, wie schon die älteste Siedlung der „Horgener Kultur“, Torwiesen II. zeigt zu dem bemerkenswerten Umbrüchen der gesellschaftlichen, wirtschaftliche und sozialen Verhältnisse, nicht nur am Federsee, sondern in ganz Oberschwaben mit Bodensee sowie in der Schweiz. Insgesamt war diese eine außergewöhnlich lange und prosperierende Siedlungsphase
- K7: 2900–2450 v. Chr. Während dieser relativ recht kalten Zeit existierte die kulturell sehr heterogene „Goldberg-III-Gruppe“.

Metallzeit:
- K8: Diese etwa 200-jährige Kältephase zwischen 1400 und 1200 v. Chr. setzte der früh- und mittelbronzezeitlichen Siedlung Forschner. (Dendodat. 1767–1481 v. Chr.) ein Ende.
- K9: Die spätbronzezeitliche Wasserburg Buchau. (1100–800 v. Chr.) wurde durch die hallstattzeitliche scharfe Kältedepression zwischen 800 und 600 v. Chr. beendet.

Historische Zeit:
- K10, K11: Dieser Kaltphase folgte dann das Optimum der Römerzeit, das allerdings nochmals zwischen 400 und 300 v. Chr. von einem etwa hundertjährigen Kälteeinbruch unterbrochen wurde (K10), in seiner Kernzeit etwa ab 100 v. Chr. einsetzt und bis 400/500 n. Chr. andauert, wo es vom Pessimum der Völkerwanderungszeit abgelöst wird (K11), das wiederum nach einigen starken Schwankungen ab ca. 800/900 in die mittelalterliche Warmzeit überging, wo dann auch die eigentliche historische Periode am Federsee mit der Klostergründung dort beginnt, nachdem es vorher nach Ende der Römerperiode und dem Abstieg und Zerfall des Römischen Reiches in der Spätantike und während der Völkerwanderungszeit wieder einen Rückfall in früh- bis urgeschichtliche Zustände gegeben hatte. Spätestens in dieser Phase ist überdies die von Hubert Lamb postulierte Korrelation Klima und Kulturgeschichte eindeutig und kann daher auch analog für ur- und frühgeschichtliche Perioden angenommen werden, wie nicht zuletzt die Siedlungsgeschichte im Federseebecken ausweist.

### Kulturelle Hauptindikatoren

#### Bedeutung, Bewertung, Erhaltung
Bedeutung und Bewertung: Unter kulturellen Indikatoren versteht man im engeren Sinn die dinglichen Hinterlassenschaften der Menschen einer bestimmten Gruppe der Vergangenheit, die dann mitunter auch als archäologische Kultur bezeichnet wird. In der Urgeschichte sind sie die einzigen, in der Frühgeschichte die überwiegenden Zeugen ihrer Existenz, denn wenn eine Gesellschaft wie hier keine oder kaum schriftliche Zeugnisse hinterlassen hat, kann Wissen über ihre immaterielle Lebenssphäre, also über ihre Gesellschaft, Wirtschaft, Handel, Kunst, Religion, über ihre Lebensstrategien allgemein, ihr Denken, ihr Interagieren usw. wenn überhaupt, dann nur über solche materiellen Funde abgeleitet werden. Die Möglichkeiten solcher Forschungen sind jedoch vor allem in der historischen Archäologie durch den unrepräsentativen Charakter der erhaltenen Überreste stark begrenzt, da die Erzeugnisse der Oberschicht meist weit überrepräsentiert sind und Erhaltungsbedingungen, Naturkatastrophen, spätere Bodennutzung usw. fast stets nur die widerstandsfähigsten Objekte überdauern lassen.
In diesem Punkt allerdings weicht das Fundbild von Feuchtbodenarchäologie erheblich ab, denn abgesehen davon, dass eine Überrepräsentierung der Oberschichtfunde eigentlich erst mit der Bronzezeit und ihrer sich schichtenden Gesellschaft langsam einsetzt, sind hier nicht nur weit mehr „gewöhnliche“ Objekte erhalten, vor allem auch solche biologischer Natur, durch die konservatorischen Eigenheiten des Moores und die periodische Vernichtung von Siedlungen durch Überflutungskatastrophen findet sich nun auch ein weit vollständigerer Querschnitt der damaligen menschlichen Lebenshaltung als etwa in Gräbern und anderen, nicht derart begünstigten Fundsituationen. Auch dendrochronologische, archäobotanische und -zoologische sowie anthrakologische und pedologisch-sedimentologische Befunde sind nun weit eher möglich und ergänzen das Fundbild zusätzlich.
Erhaltungsbedingungen: Generell muss in Gebieten mit stark sauren Böden, wie sie Nieder- und Hochmoore vor allem in Kessellagen wie hier meist bieten (pH-Wert zwischen 2,5 und 5 bei Hochmooren sowie zwischen 3 und 7,5 bei Niedermooren), mit sehr schlechten Erhaltungsbedingungen von Knochenmaterial in Bestattungen gerechnet werden, da sich die Knochen, im Gegensatz zum anderen Milieu etwa in Abfallgruben, hier nicht sehr lange im Boden halten und der Kalk in ihnen sich auflöst.
Andererseits sind die Erhaltungsbedingungen für organische Material wie etwa Holz, Textilien, Leder, botanische Reste usw. bei dieser sog. Feuchtbodenhaltung, wie sie vor allem in Feuchtbodensiedlungen auftritt, wegen der hohen Konzentration von Huminsäure besonders gut, wie die vorzüglich erhaltenen Holzböden, Flechtwände, Pfosten, Räder oder Einbäume zeigen, die unter Luftabschluss konserviert wurden, zumal es sich beim Federseegebiet um ein typisches grundwassergespeistes Moorgebiet handelt, dessen Wasserspiegel derart relativ konstant bleibt, sofern nicht natürliche oder künstliche Abflüsse für eine Entwässerung sorgen oder wie hier klimatische Veränderungen für die periodische Transgression (T) der zentralen Wasserkörper, von denen es ab dem Jungneolithikum bis zur Hallstattzeit sechs größere gab (Angaben v. Chr., jeweils Beginn der Transgression, gerundet): ca. T4 4300, T5 3900, T6 3700, T7 2500, T8 1500 und T9 800. Die Reste verlassener Siedlungen wurden bald durch die wuchernde Vegetation überzogen und verschwanden unter einer bis zu 1,20 m dicken, nassen Torfschicht, die allerdings auch zuverlässig für einen völligen Luftabschluss sorgte, der die biologischen Materialien vor dem Verfall schützte.
Für die Lössflecken und mineralischen Einsprengsel, etwa die Insel Buchau, ein 1,8 km langes, 200–300 m breites, 45 ha Grundfläche umfassendes Eiland, stellt sich diese Situation wiederum anders dar, desgleichen für trockengelegte Bereiche des Moors, wo etwa die hölzernen Reste nach Kontakt mit Luft sehr schnell zerfallen, wie der Zustand der frühen Grabungen leider deutlich zeigt.
Gut erhalten ist auch die Keramik, die bereits bei den Linearbandkeramikern, die das Brennverfahren mit nach Mittel- und Westeuropa brachten, in gebrannter Form vorlag und sich so nicht wie die frühe Töpferware der ersten orientalischen Keramikphase in der feuchten Umgebung auflösen konnte.

#### Siedlungen und Hausbau
Von der Befundlage her sind die im Moor ja erhaltenen Bauhölzer von Häusern, Siedlungen, Brücken und Wegen die am besten zu beurteilenden, weil signifikantesten Indikatoren, und für die Datierung sind sie unverzichtbar. Ab 5300 v. Chr. können jedenfalls siedlungsbedingte Veränderungen des Waldgebietes festgestellt werden (durch C14 zeitlich kalibrierte Pollendiagramme). Die Dendrochronologie liefert sogar auf das Jahr genaue Fälldaten des Holzes, wenn die Probe in eine der vorhandenen Jahrringtabellen passt, vor allem in den Hohenheimer Jahrringkalender, der vom April 2004 lückenlose 12.483 Jahre zurück bis 10.480 v. Chr. in die Jüngere Dryaszeit reicht und damit der längste weltweit ist.

##### Periodizität und Dynamik der Siedlungsentwicklung
Bereits seit der Mittelsteinzeit und bis in die frühe Jungsteinzeit finden sich aber zahlreiche, offenbar immer wieder oder sogar dauerhaft genutzte Stationen, also periodisch genutzte Lagerplätze mit kleineren Fundinventaren, rund um den Federsee, vor allem aber aus vermutlich topografischen Gründen an dessen südlichen, westlichen und nördlichen Ufern. Sie liegen auf Kuppen und Landzungen, aber auch an Hängen über Niederungen, entlang eines Tales und auf Inseln. Es gibt hier über 100 einschlägige Fundstellen. Dass die Nähe zu fließendem Wasser für die damaligen Menschen wichtig war zeigt sich daran, dass sie selbst am Seeufer bevorzugt in der Nähe von Bächen und Quellen lagerten. Die Moorlandschaften des Federsees waren allerdings für den frühen Feldbau im Spätmesolithikum weniger geeignet, und wie das Werkzeuginventar zeigt (Pfeilspitzen, Harpunen etc.) waren Jagd und Fischfang als wohl primäre, später und nach dem eigentlichen Siedlungsbeginn im mittleren Neolithikum als zusätzliche, während Kältephasen wohl sogar primäre Ernährungsstrategien sicher notwendig. So blieb teilweise noch ein mittelsteinzeitliches Gepräge der hier lebenden frühen Kleingruppen, und zwar bis weit in die eigentliche Siedlungsphase erhalten, während in der weiteren Umgebung vor allem an der Donau bereits Bandkeramiker siedelten, möglicherweise aber vereinzelt auch hier schon einen technologischen und kulturellen Einfluss ausübten, ohne dass dies bis jetzt archäologisch nachweisbar wäre. Warum vom linearbandkeramischen Langhaus, das als Wohnstallhaus diente und noch in der „Rössener Kultur“ üblich war, auf kleinere Häusertypen übergangen wurde und ob dahinter ein gesellschaftlicher Wandel steht, ist unklar. Ein Grund dafür könnte jedoch sein, dass Langhäuser für die Besiedelung weniger stabiler Böden, wie sie wegen inzwischen fortgeschrittener agrarischer Techniken jetzt nicht nur an den Seen, sondern insgesamt erfolgte, einen anderen, leichteren Bautyp erforderte, der zudem einfacher zu Dörfern zusammenzuschließen war.
Kennzeichnend, und zwar für den größten Teil des Mittel- und Spätneolithikums, ist aber auch die Mobilität der Siedlungen. Es entstand so eine diskontinuierliche Abfolge von unterschiedlichen Siedlungsmustern mit oft nur kurzer Dauer: Siedlungsketten im Jungneolithikum und Siedlungscluster teils mit Straßendörfern im Endneolithikum. Sie werden durch verschiedene regionale und lokale Siedlungs- und Migrationsmodelle zu erklären versucht, die auch reine mehrphasige Siedlungsverlagerungen berücksichtigen, wie sie am Federsee immer wieder vorkamen (etwa bei Aichbühl, Riedschachen II und Ödenahlen), und denen unterschiedliche Motivationen zugrunde liegen können wie wirtschaftliche Prosperität oder Not, hohe Geburtenrate und Bevölkerungsdruck, Erschöpfung von Böden und anderer Ressourcen, kriegerische Auseinandersetzungen und andere soziale Zwänge sowie klimatische Gründe bzw. Überflutungen. Auch die Gründung von nahebei liegenden Tochtersiedlungen kann so erklärt werden, bei denen eine im Vergleich zu den allgemein bäuerlichen Ausrichtung der Hauptsiedlung spezialisierte Ökonomie ursächlich gewesen sein kann (z. B. Taubried I, Hartöschle und Bachwiesen III, die durch weniger aufwendige und kleinere Bauten imponieren). Insgesamt bleiben noch zahlreiche Fragen zu den Hintergründen der schnell pulsierenden, von größeren Zäsuren unterbrochenen Siedlungsdynamik, deren Motor in den Wirtschaftssystemen und seinen Innovationen (wie Rad und Pflug, Pferd, Spezialisierungen usw.), aber auch in klimatischen und demographischen Zyklen zu suchen ist.
Bezeichnend ist dabei die eher ungeordnete, allenfalls in Zeilen ausgerichtete und bebaute Anlage mit kleinen, zweiräumigen Häusern in Holz-Lehmbauweise mit Spalt- und Rundhölzern und Flechtwänden sowie tragenden Pfosten. Die Böden bestanden aus längs- und quergelegten Hölzern mit einem Lehmaufstrich. Sie wurden meist mehrfach ausgebessert und erreichten mitunter eine Dicke von über einem halben Meter. Außenwände bestanden aus Rundhölzern, Zwischenwände wohl aus Spaltbrettern und Flechtwänden mit Lehmverputz. Das ganze ruhte bei sumpfigem Gelände auf Pfählen mit Traggabeln, auf denen wiederum die Querstangen zum Tragen des Fußbodens lagen. Vor allem im Frühjahr, wenn das Schmelzwasser um bis zu zwei Meter stieg, war so ein sicherer Abstand gewährleistet, indes im Winter und Sommer die Ufer meist trocken lagen. Bei stabilem Torfuntergrund konnte hingegen auf solche Tragekonstruktionen in Stelzenbauweise verzichtet werden und der Fußboden direkt auf dem Boden aufliegen. Später entwickelte sich daraus die Blockbauweise auf dauerhaft stabilem Untergrund.
Ab 3500 v. Chr. ist die Buche bis zum Beginn der großräumigen Fichtenaufforstung der vorherrschende Waldbaum im Federseegebiet. Bevorzugtes Baumaterial war allerdings nicht die dafür nicht so geeignete Buche – das Holz ist zwar sehr stabil, doch schrumpft es stark (Schwindung), ist nach der Trocknung nicht standfest, „arbeitet“ zudem mehr als andere Nutzhölzer, ist daher und wegen seiner Pilzanfälligkeit in feuchten Zonen und für Außenanwendungen nicht verwendbar –, sondern das Holz der Eiche und Esche, am Federsee auch der Kiefer. Dabei ging möglicherweise aufgrund dieser spezifischen Nutzung der Eichenmischwald um den Federsee ab 4200 v. Chr., also dem Beginn der Siedlungszeit, langsam in einen Buchenwald über, der ab 3300 vorherrschend wurde. Von den offenen oder nur durch Zäune umgebenen Siedlungen um 4000 v. Chr. bis hin zu den wehrhaften Anlagen der Bronzezeit, die um 850 v. Chr. abbrechen, ist dabei eine zunehmende Befestigung mit Palisaden zu beobachten, wobei man vermuten kann, die Ursache könnte in einer steigenden Bedrohung von außen liegen, obwohl es immer wieder auch nicht derart geschützte Dörfer gegeben hat. Auch die Art der Bebauung ändert sich am Federsee und weicht hier, dem Muster der „Goldberg-III-Gruppe“ im Nördlinger Ries folgend, von der am Bodensee ab, denn ab 3000 v. Chr. begann man damit, auf die firststützende Mittelpfostenreihe zu verzichten, die bisher den Innenraum unterteilt hatte, und begann bald mit der Blockbauweise.
Das jungneolithische Siedlungsschema vom Typ Aichbühl war dabei in ganz Süddeutschland auf mineralischen Böden verbreitet und wird auf Impulse der Lengyel-Kultur zurückgeführt. Unterschiedliche Bauqualität und Gebäudegröße lassen bereits in dieser von 4400 bis 3500 v. Chr. währenden Periode auf unterschiedliche wirtschaftliche Bedeutung von Familien schließen, doch wohl noch ohne ausgeprägte soziale Schichtung. Die Häuser waren bereits damals generell mit Kuppelbacköfen und Herdstellen versehen. Schon früh waren mehrere Buchten gleichzeitig besiedelt bei einem Abstand der Dörfer von zweieinhalb bis fünf Kilometern. Die einzelnen Siedlungen umfassten vermutlich 20 bis 50 Familien, so dass sich jeweils eine Bevölkerungszahl von 100 bis 300 Personen ergab.
Erst im Endneolithikum erscheint ein völlig neuer Siedlungstyp, der mit größeren und kleineren, teils drei- bis vierräumigen Häusern beidseits entlang einer Verkehrsachse nun bereits auf eine Hierarchisierung der Gesellschaft hinweist (Straßendörfer vom Typ Seekirch-Stockwiesen mit bis zu 15 m langen Häusern). Besonders gut untersucht ist dieser Typus in Torwiesen II, einer Siedlung der „Horgener Kultur“. Es gibt nun auch Haupt- und Nebensiedlungen, in der „Pfyn-Altheimer Gruppe“ sogar mit Palisaden bewehrte Dörfer, ebenso später in der Bronzezeit die allerdings nun massiv geschützte und isolierte Siedlung Forschner, die jedoch wie die ihr nachfolgende spätbronzezeitliche sog. „Wasserburg Buchau“ haufendorfartig angelegt war. Für die erste Hälfte des 3. Jahrtausends in der „Goldberg-III-Gruppe“ finden sich nun auch eindeutig Pfahlhäuser, die über offenem Wasser errichtet wurden (Seekirch-Achwiesen). Doch sind die Siedlungen nach wie vor hochmobil, aber mit einer Kontinuität des Wirtschaftsraumes. Befestigte Bohlenwege, die die Dörfer untereinander und mit dem Festland verbinden, werden in der „Horgener Kultur“ typisch und ergeben ihren Sinn auch durch die ersten Radfunde, die als Reste von durch Rinder gezogenen Wagen gedeutet werden können. Ein mittelbronzezeitlicher, in mehreren Bauphasen auf bis zu neun Meter verbreiteter 800 m langer Bohlenweg, der zwischen 1514 und 1388 v. Chr. gebaut wurde und die Insel Buchau mit dem Festland verband, ist für die Siedlung Forschner nachgewiesen. Die Häuser selbst sind Wohn- und Wirtschaftseinheiten unter einem Dach. Insgesamt erstaunt die breite Palette bautechnischer Lösungen, mit denen sich die Siedler an unterschiedliche, oft extreme Lagen anzupassen wussten.

##### Lokale Entwicklungsmuster und Clusterbildungen
Ausgangspunkt der Siedlungsaktivitäten am Federsee dürften zwei alte Siedlungskerne des Mittelneolithikums gewesen sein: eine auf der Halbinsel Moosburg im Nordwesten, die andere auf der Halbinsel Henauhof im Südwesten, die möglicherweise durch einen weiteren Kern auf den Aichbühler Äckern ganz am Südende des Beckens ergänzt werden können, der allerdings noch keine Siedlungsfunde erbracht hat, sondern nur Streufunde. Von der ebenfalls noch nicht siedlungstechnisch nachweisbaren Station Henauhof I könnte dann ein Vorrücken der Siedler der späten „Rössener Kultur“ bis ins Moor erfolgt sein, wobei unklar ist, in welchem Ausmaß bereits in Feuchtgebieten gesiedelt wurde. Möglicherweise gab es zunächst nur einfache Hütten an saisonalen Fischfangplätzen wie dann wieder am Ende der Feuchsiedelperiode an der Station Oggelshausen-Bruckgraben zwischen 721 und 621 v. Chr.
Mit dem Beginn echter Moorsiedlungen verändert sich das Siedlungsmuster, und die Siedlungen verteilen sich nun in der frühen „Aichbühlphase“ mit den namensgebenden, eng benachbarten Stationen Aichbühl und Riedschachen über das Henauhof-/Taubriedareal und das Torwiesen-/Bachwiesenareal bis ins nördliche Ried (Ödenahlen).
In den folgenden Phasen der jungneolithischen „Schussenrieder Gruppe“ und der „Pfyn-Altheimer Gruppe“ verstärkt sich das Muster weiter, und es bilden sich Siedlungsketten entlang den Ufern. Allerdings muss bei allen drei Kulturen von drei getrennten Siedlungsschüben ausgegangen werden, da sich jeweils dazwischen in den Pollendiagrammen Waldregenerationen zeigen. Dass jeweils gleiche Siedlungsorte aufgesucht wurden, kann durch besonders günstige lokale Gegebenheiten erklärt werden. Auch nach der „Pfyn-Altheimer Gruppe“ kommt es im Verlauf der Klimadepression von Piora II zu einer etwa dreihundertjährigen Siedlungslücke.
Endneolithisch gruppieren sich die Dörfer der „Horgener Kultur“ eng um die Insel Buchau, während das restliche Federseebecken von einzelnen Streufunden abgesehen fundleer bleibt. Ebenso ballen sich in der „Goldberg-III-Gruppe“ die Siedlungen im nördlichen Becken mit einer korrespondierenden Fundleere in den restlichen Gebieten.
In der folgenden Bronzezeit gibt es dann jeweils nur eine nun auffallend stark gesicherte Siedlung: erst die „Siedlung Forschner“, dann die „Wasserburg Buchau“. In der früheisenzeitlichen Hallstattzeit existierten dann nur noch offenbar periodisch genutzte Fischer- und Jagdhütten, die aber nur auf dem Wasserwege erreichbar waren. Dazu fanden sich Weg- und Brückenverbindungen zur nun wohl ausschließlich bewohnten Insel Buchau (Dendrodat. 577 v. Chr.). Dies scheint auch latènzeitlich so geblieben zu sein, denn Wegverbindungen sind sehr spärlich.
Es lösen sich dabei zudem unterschiedliche Dorf- und Haustypen ab (große und kleine Häuser, Straßen- und Haufendorf, gesichert und ungesichert, Ständer- oder Feuchtbodenbauweise), bestehen aber manchmal auch gleichzeitig nebeneinander, wobei vor allem endneolithisch das Bild eines ausgeprägten, vermutlich sozioökonomisch begründeten Siedlungsdimorphismus entsteht.

##### Wieso Pfahlbauten?
Auch wenn man darunter im modernen wissenschaftlichen Sinne generell Feuchtbodensiedlungen mit und ohne Ständerunterbau versteht, kommt man um diese Frage nicht herum. Was hat die Menschen damals bewogen, ihre Häuser in feuchten und/oder zumindest passager überfluteten Uferbereichen oder gar im Seebecken selbst zu errichten, wo doch zeitgleich in nahezu allen Landschaften Europas nachweislich trockener und baustabiler Baugrund bevorzugt wurde?
Ein Grund mag gewesen sein, dass das Alpenvorland im 6. und 5. vorchristlichen Jahrtausend nicht zu den bevorzugten Siedlungsgebieten der frühen Ackerbauern gehörte; und die Linearbandkeramische Kultur ist dort daher auch fast nicht vertreten. Die Zentren des Geschehens, das Altsiedelland, lagen vielmehr außerhalb von Oberschwaben und hatten sich entlang der Donau von Ost nach West und Norden ausgebreitet, jedoch nur auf dem Balkan, also östlich des Sperrriegels der Alpen, nach Süden. Erst wenn der Siedlungsdruck zu stark wurde, könnte es zu einem Ausweichen in Randgebiete wie dem Federseebecken oder der Bodenseeregion gekommen sein, ohne dass dies allerdings die Frage beantwortet, warum man in Moore oder Seen hinein baute und nicht auf trockenem Ufergelände nahebei.
Unter diesen großkulturräumlichen Voraussetzungen bieten sich dazu fünf vorwiegend siedlungspraktisch orientierte Erklärungen an:
1. Erhöhtes Sicherheitsbedürfnis in Zeiten hohen Bevölkerungsdruckes, da solche Perioden mit zahlreichen wandernden Gruppen immer auch unsicher, ja gefährlich sind und man sich im Flachwasserbereich geschützter gefühlt hatte. Schon früh und auch später immer wieder nachweisbare Palisaden weisen ebenfalls in diese Richtung. Allerdings könnten Palisaden auch dem Schutz von Mensch und Vieh sowie der Vorräte vor gefährlichen oder räuberischen Wildtieren gedient haben, von denen Ur, Wisent und Braunbär sowie Wildschweine, Füchse und Wildkatzen nachgewiesen sind.[74]
2. In Gewässern und im Torf sind Bauten leichter und schneller zu errichten, denn Pfosten können mehrere Meter tief in den Boden gedrückt werden, ohne dass Gruben ausgehoben werden müssen. Nachteil war eine begrenzte Standzeit von 2–20 Jahren. Auch wurden Spezialkenntnisse für diese Leichtbauweise benötigt. Andererseits war ein schneller Ortswechsel etwa bei Überflutungen einfacher zu bewerkstelligen.
3. Speziell in Süddeutschland hatten unter dem Einfluss der Lengyel-Kultur inzwischen in der Bautradition kleinere Häuser die großen und schweren Langhäuser ersetzt. Genau zu diesem Zeitpunkt setzt aber auch die Besiedelung der Feuchtgebiete ein.
4. In Randgebieten, vor allem in solchen mit suboptimalen Siedlungsböden, spielen die Jagd, Fischfang und das Sammeln noch eine größere Rolle, um derart auch Missernten auszugleichen. Auch wohnen Fischer gern nahe am Wasser.
5. Seen waren ideale Verkehrswege, auf denen Waren und Menschen innerhalb des Siedlungsgebietes leicht zu transportieren waren. Die große Zahl der entdeckten Einbäume (über 40 bisher) bestätigt dies.

Auch eine vorwiegend kulturhistorische Erklärung wird diskutiert:

Im süddeutschen Alpenvorland waren zunächst mitteleuropäische und donauländische Kulturtraditionen bestimmend, während die Pfahlbauten im Schweizer Mittelland und in Ostfrankreich unter westeuropäischem Einfluss standen, indes in Oberitalien mediterrane Kulturtraditionen wirksam waren, die auf dem Weg über die Alpenpässe auch als Kulturgüter nach Norden gelangte (ein Weg, den auch Ötzi zwischen 3359 und 3105 v. Chr. nahm, wenn auch in umgekehrter Richtung). Möglicherweise handelt es sich also bei der Pfahlbauweise, die ja keinesfalls überall in den Seen- und Moorgebieten Europas gleichmäßig vorkommt, um eine ursprünglich mediterrane Kulturtradition, die von den Trägern der Cardialkultur des Mittelmeerraumes ausging, sich nach und nach bis zu den Rändern ausbreitete und von den dortigen mittel- und osteuropäischen Kulturen übernommen wurde, wie das Beispiel der Egolzwiler Kultur am Zürichsee ausweist. Tatsache ist jedenfalls, dass die ersten bäuerlichen Siedler des Mittelmeerraumes ein engeres Verhältnis zum Wasser hatten, denn sie waren auf Schiffen eingewandert und kolonisierten die Küstengebiete. Hier finden sich denn auch schon ab 5300 v. Chr. vereinzelt Siedlungen in Binnenseen. Gegen 5000 v. Chr. experimentierten nachfolgende Kulturgruppen bereits in den norditalienischen Alpenrandseen mit der Errichtung von Häusern am feuchten Ufer und im Wasser. Aber erst um 4300 v. Chr. begann sich das Phänomen der Pfahlbausiedlungen rund um die Alpen auszubreiten, und sie lassen sich schließlich archäologisch in mehr als 30 Kulturgruppen nachweisen, die allerdings keine einheitliche Kulturentwicklung verbindet.

#### Keramik, Werkzeuge und Transportmittel
Sie sind von der Fundsituation her, und wenn man die am Federsee ja besonders aussagekräftigen und häufigen Baureste von Siedlungen sowie pflanzliche und tierische Reste (meist aus Abfallgruben) einmal beiseitelässt, das hauptsächliche Material bei archäologischen Befundungen, etwa Ausgrabungen oder in der Feldarchäologie; und für die Bewertung eines kulturellen Inventars sind sie oft die einzig erhaltenen und aussagefähigen Objekte. Das gilt vor allem auch in Feuchtbodenfundstätten wegen der besonders hier durch die Abschirmung im Sediment oder Torf besonders guten Möglichkeit, sie genau (± 10 Jahre) durch Thermoluminiszenz (TL) zu datieren. Auch für Steinwerkzeuge, die in Kontakt mit Feuer waren, bei Flintstücken zur besseren Bearbeitung oft üblich, ist diese Methode anwendbar. Angeziegelter Lehm von Feuerstellen und Öfen, die in Federseesiedlungen häufig waren, ist eine weitere TL-Datierungsquelle.
- Keramik: Sie ist, zumal wenn besonders gut erhalten, im Allgemeinen durch Form, Herstellungstechnik und Dekor der Hauptindikator bei der Zuweisung neolithischer Kulturgruppen und findet sich daher oft schon in deren Bezeichnung wieder (z. B. Band-, Schnur-, Linienband-, Stichbandkeramik, Glocken-, Trichterbecherkultur, Urnenfelderkultur, Cardial- oder Impressokultur, Dotted Wave Pottery/Wellenkeramik im Sahara-Sudan-Neolithikum usw.), vor allem dann, wenn andere Merkmale wie etwa Bestattungen, Megalithe oder Siedlungsreste entweder ganz oder weitgehend fehlen. Man bezeichnet das früheste Neolithikum sogar mit PPN (Pre Pottery Neolithic), da Keramik dort noch fehlt. Die Töpferscheibe kam allerdings erst im ersten vorchristlichen Jahrtausend nach Mitteleuropa, während man das Brennen schon wesentlich früher findet, etwa bei den Linienbandkeramikern, die die Technik offenbar aus dem Osten, also aus dem Balkan mitbrachten.[77] Ebenfalls vorhanden ist sie bei der darauf folgenden Michelsberger Kultur,[78] die sich ungefähr gleichzeitig mit der „Schussenrieder Gruppe“ entwickelte, die am Federsee belegt ist und zu der wie auch zur „Pfyn-Altheimer Gruppe“ offenbar Beziehungen bestehen.[79]
Ab der „Aichbühler Gruppe“ gibt es Keramikfunde, die in ihrer Gestaltung eindeutige Aussagen hinsichtlich der kulturellen Zuordnung der Fundorte sowohl vor Ort wie auch zu den jeweiligen in Süddeutschland vorherrschenden Komplexen erlauben und die so auch den großräumigen kulturellen Austausch belegen. Vor allem bei den endneolithischen Stufen „Horgener Kultur“ und „Goldberg-III-Gruppe“ findet sich andererseits zwar eine sehr hochstehende Holz- und Steinbearbeitung, jedoch eine kaum entwickelte, meist nur funktionale Töpferkunst.[80]

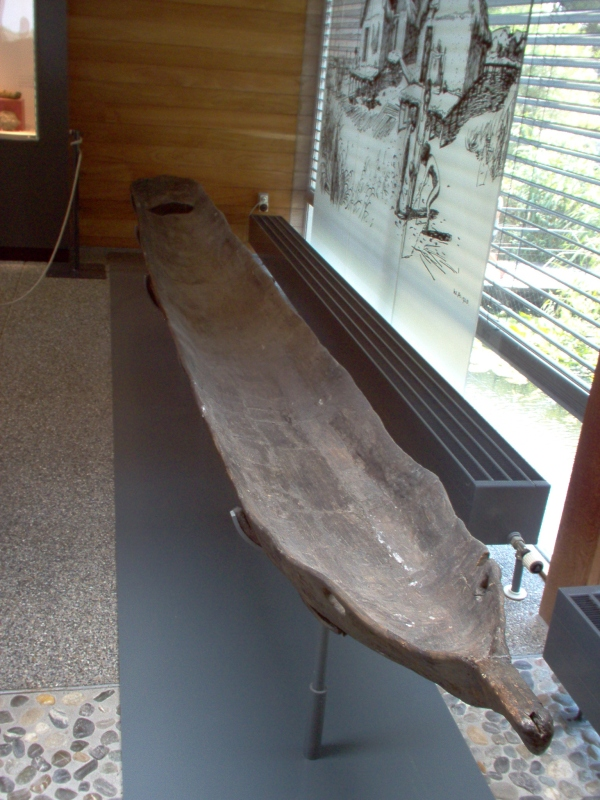
Einbaum, gefunden in der Buchauer Wasserburg (Federseemuseum)

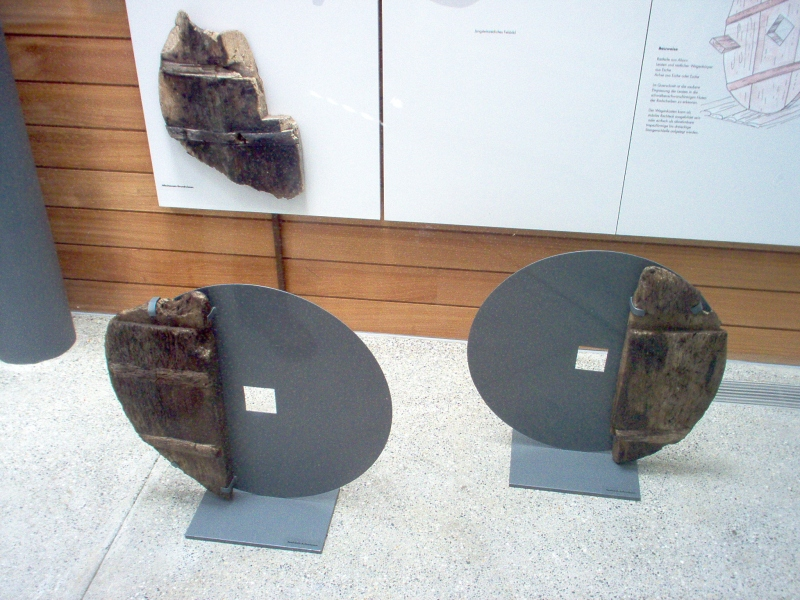
Teilweise erhaltene, 5000 Jahre alte Wagenräder der Goldberg-III-Gruppe; man beachte das viereckige Loch, in dem die Achse noch fest mit dem Rad verbunden war (Federseemuseum)

- Werkzeuginventar: Einfache Werkzeuge und Geräte. aus Feuerstein (auch Flint, Silex, Hornstein genannt) wie die schon jungpaläolithisch längst vorhandenen Klopf- und Ambosssteine, Schaber, Spitzen für Pfeile und Lanzen, Kratzer, Messer, Rückenmesser, Bohrer und Stichel sind neolithisch häufig uncharakteristisch, oft kunstlos, sogar einfachste Chopper sind nachgewiesen. Auch Silex-Rohknollen, Kerne, Abschläge und Halbfertigprodukte finden sich reichlich.[81]
Aufwändiger gearbeitete, typisch neolithische Werkzeuge, die nicht zum nur einmaligen Gebrauch bestimmt waren, sind im Fundinventar Beile, Dechseln (sog. Schuhleistenlkeil), Äxte, Sicheln bzw. Erntemesser zeigen hingegen Steinschliff und Bohrungen, Mikrolithen und sorgfältige Schäftungen, etwa mit Hilfe der endneolithisch erstmals auftauchende Zapfenfassung. Spinnwirtel aus Keramik deuten bereits auf eine spezialisierter Textilherstellung, die auch durch Textilreste belegt ist. Weitere für das dazu Neolithikum typische Geräte sind Mahlsteine sowie Netzsenker. Einige Schmuckobjekte, viele Holz- und wenige Knochengeräte ergänzen das Fundspektrum. Eine geschliffene Axtklinge mit Nackenlochung wird als Streufund der Schussenrieder Gruppe zugeordnet.[82]
Sofern erhalten, sind Werkzeuge aus organischen Materialien wie Holz, Horn oder Knochen, die am Federsee besonders gut erhalten sind (außer Knochen, die man jedoch zahlreich in Abfallgruben findet), oft aussagekräftiger.
Das Werkzeuginventar des Federsee-Neolithikums ist generell zwar vielfältig, insbesondere aber bei den einfachen Steinwerkzeugen eher grob. Werkzeuge mit dem aufwändigen Steinschliff bzw. geschäftet sind relativ selten.[83] Vereinzelt gibt es charakteristischen Werkzeugtypen wie die „Aichbühler Hammeraxt“.
An bronzezeitlichen Artefakten fanden sich im Federseebereich Nadeln, verschiedene Beilklingentypen (Randleistenbeil „Typ Buchau“ mit Nackenausschnitt, vermutlich eine Waffe, und ein Absatzbeil vom böhmischen Typ) sowie aus dem Hortfund Lanzenspitzen und Sicheln. Beim Vollochhof wurde ein bronzener Armreif gefunden.
Bewertung: Die Funde sind insgesamt weniger aussagekräftig im Vergleich zu anderen Fundkomplexen, besonders zu solchen, die auf den Hausbau bezogen sind, etwa was die Verwendung von Rinde und Erdpech zur Abdichtung angeht oder die kunstvolle Anlage der Hausböden, die sich grabungstechnisch besonders gut belegen lassen. Es fällt auf, dass im mineralischen Bereich der Siedlungen zwar große Mengen spätpaläolithischer Feuer- und Felssteingeräte, aber kaum rein neolithische Werkzeuge gefunden wurden. Warum das so ist, ist unklar,[70] doch mag ein Grund auch darin liegen, dass sie, wie experimentalarchäologische Untersuchungen zeigen, im Allgemeinen weit aufwändiger herzustellen waren (Steinschliff, mikrolithische Kombinationswerkzeuge usw.) als die meist groben, schnell zurechtgehauenen altsteinzeitlichen und daher sorgfältiger behandelt wurden, auf festem Boden auch nicht so leicht verloren gehen konnten wie auf dem Moorboden.[84]
- Transportmittel: Sie bezeichnen stets einen schon recht fortgeschrittenen Stand der Technologie, desgleichen Bohlenwege und -stege. Ähnliches gilt für Pflüge, die am Federsee aber nicht direkt nachgewiesen wurden. Geeignete Zugtiere, erst Rinder, später wohl auch Pferde, sind dafür unerlässlich.
Hier sind vor allem zwei Fundtypen bemerkenswert:
  - zum einen die zahlreichen Einbäume. (bis zu zehn Meter Länge), teils mit Paddeln, die teilweise auf regelrechte Bootsanliegeplätze hinweisen, da etwa in Bad Buchau mehrere gleich ausgerichtete Boote nebeneinander gefunden wurden (14C-Datierung: 2138–1978 v. Chr.),
  - zum anderen Räder. von denen das erste 1937 in der spätbronzezeitlichen Wasserburg Buchau. zum Vorschein kam. Die Vollscheibenräder der 1989 entdeckten spät-/endneolithischen Siedlung Stockwiesen. bei Seekirch um 2900 und der früh bis mittelbronzezeitlichen Siedlung Forschner. gehören sogar zu den weltweit ältesten überhaupt. Rad und Wagen und damit auch die Verwendung von Rindern als Zugtiere wurden wohl spät- bis endneolithisch zusammen mit anderen Kulturtechniken wie etwa einem anderen Nutzpflanzensspektrum und neuen Erntetechniken sowie vermutlich dem Pflugackerbau aus dem Donauraum eingeführt. Eine Folge dieser neuen Technik war vermutlich die verstärkte Anlage von teils sehr breiten Bohlenwegen und -stegen zwischen den einzelnen Siedlungen und ihren Teilen oder zwischen Siedlungen.[85]

#### Ökonomie: Haustiere und Pflanzen
Die von Wald- wie Feldwirtschaft geprägten Subsistenzstrategien umfassten vor allem im ökonomisch-agrarisch nicht so optimalen Federseegebiet mit seinen teils problematischen Böden stets auch Sammeln von wildem Obst und Wildkräutern sowie besonders intensiv von Haselnüssen und der nur nach Erhitzen verwendbaren Wassernüsse. Dazu kamen in wechselnder Bedeutung je nach klimatischem Umfeld Jagd und Fischfang. Das gilt bis ans Ende des Neolithikums und darüber hinaus. Welche landwirtschaftlichen Betriebssysteme den jeweiligen lokalen Strukturen der verschiedenen Epochen jedoch zugrunde liegen, also Feld-Grünbrache-Wechselsysteme auf ständig offenen Flächen, Düngung usw., und wie die gesellschaftliche Organisation der Siedler jeweils geregelt war (einzelne Führer, Familien-/Clanobehäupter, stratifiziert?), das lässt sich selbst bei so gut untersuchten und ergiebigen Stationen wie etwa Torwiesen II der „Horgener Kultur“ nur sehr bedingt und mit großen Fragezeichen versehen feststellen.
Für den neolithischen Bauern waren jedenfalls vor allem zwei ökonomische Potentiale von Bedeutung, über die sich nähere Aussagen treffen lassen: Haustiere, die zunächst wohl in nur geringer Zahl gehalten und auf die Waldweide geschickt wurden, und der Feldbau, bis zur Einführung des von Rindern gezogene Hakenpfluges, wohl als Hackbau.
- Haustiere: Osteologische Untersuchungen der Abfallgruben und Gräben ergaben für die älteste Siedlungsperiode noch ein Überwiegen der Jagd und des Fischfangs. Wie die Befunde in Ödenahlen („Pfyn-Altheimer Gruppe“) mit einer bereits ausgeprägten Viehwirtschaft zeigen, kamen später Rinder hinzu, endneolithisch auch Schweine („Horgener Kultur“). In Ödenahlen lässt sich eine Ernährung auf der Basis von 30 % Rindern, 22 % Schweinen und 10 % kleinen Hauswiederkäuern (Schafe und Ziegen) nachweisen, Kaninchen und Hausgeflügel fehlen noch, Knochen aus Abfallgruben stammen ziemlich sicher von Wildformen (Nagetiere sind wegen der Kleinheit ihrer Kochen in Abfallgruben meist kaum nachzuweisen). Die Jagd stellte dort nur noch ein Viertel des Nahrungsbedarfs, Fischfang und Vogeljagd waren unbedeutend. Haushunde scheint es immer gegeben zu haben, allerdings wohl auch als Fleischlieferanten. In Torwiesen II wiederum sind Wildtiere archäozoologisch deutlich häufiger belegt als Haustiere, so dass hier Jagd und Fischfang wichtig gewesen sein müssen, ein Sachverhalt, der sich durch die Klimaverschlechterung von Piora II erklären lässt. Die Haltung von Rindern, Schafen, Ziegen und Schweinen ist aber nachgewiesen, wenn auch nicht in großem Umfang betrieben und vorwiegend außerhalb der Siedlung eingestallt, da hier keinerlei erhöhte Phosphatmengen gefunden wurden, wie sie durch Dung entstehen. Ob es sich bei den Pferdeknochen bereits um Haustiere handelt oder um Knochen von Wildpferden, ist hier unklar.
Im Bereich der Altheimer Kultur finden sich dann erstmals auch Hauspferde, die offenbar den östlichen Steppen entstammen und in den nun mit immer größeren, zunehmend ineinander übergehenden Siedlungskammern, somit also geöffneten Waldgebieten Süddeutschlands einen Lebensraum fanden (Ödenahlen 25 %). Die vermutlich nicht einseitige Viehhaltung intensivierte sich begleitet von extensiven Rodungen, meist wohl als Brandrodung, in der Bronzezeit.[87]
- Nutzpflanzen: Pollenanalytische und paläoethnobotanische Befunde ergaben jung- bis spätneolithisch den vermutlich nur im Sommer praktizierten Anbau von Nacktweizen als Hauptgetreide, dazu Einkorn, Emmer, Spelzweizen, Gerste, Lein und Schlafmohn, letztere wohl zur Ölgewinnung und Mohn überdies zu medizinischen Zwecken. Man verwendete Birkenteer und Harz als Klebemittel, etwa bei Schäftungen, und eventuell als eine Art Kaugummi (teils mit noch darauf erhaltenen Zahnabdrücken) und Rindenbast für das Schuhwerk. Lein wurde für die Textilherstellung benötigt. Auffallend häufig fanden sich Samen von Unkraut, das wohl gesammelt und wohl für verschiedene Zwecke (medizinisch, würzen usw.) verwendet wurde. In Torwiesen II, wo es sogar gelang, den vom Tor an absteigenden soziale Status aufgrund des archäobotanischen Befundes nachzuweisen (Abnahme der Kulturpflanzen und Zunahme der Sammelpflanzen) wurden alleine acht Wildobstarten sowie Nüsse nachgewiesen, was auf eine ausgedehnte Sammeltätigkeit hindeutet, die wohl wie in einer aneignenden Wirtschaftsform üblich, vor allem von Frauen, Kindern und Jugendlichen ausgeübt wurde. Die Anbauflächen und vermutlich auch Waldgebiete lagen auf dem Festland und waren den einzelnen Haushalten zugeordnet.
Ab der Bronzezeit finden sich vor allem Dinkel, Rispenhirse und Hülsenfrüchte. Wesentlich für die Ernährung waren zudem die heute hier praktisch ausgestorbenen stärkereichen Wassernüsse. Trotz Landwirtschaft, die nun auch Weidewirtschaft umfasste, spielte aber das Sammeln von wilden Früchten, Nüssen, Beeren, Stein- und Kernobst (z. B. Wildäpfel) sowie generell von kleinen ölhaltigen Sämereien zunächst noch eine wichtige Rolle. Diese wurden dann aber nach und nach durch den Anbau von Mohn und Leinsamen ersetzt. In der der endneolithischen „Goldberg-III-Gruppe“ zugehörigen Siedlung Alleshausen-Grundwiesen, die für die Erforschung der endneolithischen Umwelt und Wirtschaft von besonderer Bedeutung ist,[88] fehlen Getreidpollen sogar völlig, es finden sich nur Leinsamen, möglicherweise Zeichen einer frühen Spezialisierung (Textilproduktion) und damit komplexerer Wirtschaftsstrukturen. Bronzezeitlich wird Dinkel zum Hauptanbaugetreide.[89]

#### Nichtmaterielle Kultur
Die Indikatoren für diesen ja besonders interessanten, aber vor allem prähistorisch auch besonders schwer fassbaren Bereich sind stets Gegenstand sekundärer Folgerungen, Hypothesen und Interpretationen gewesen und daher besonders heikel. Der Streit um Pfahlbauten versus Feuchtbodensiedlungen und die ihn begleitenden jeweils spezifischen gesellschaftlichen Interpretationen illustriert dies besonders eindrücklich. Dennoch bietet die Fundsituation gerade am Federsee wegen der dort herrschenden optimalen Erhaltungsbedingungen dem Archäologen unter Einsatz modernster wissenschaftlicher Untersuchungsmethoden umfangreichere Möglichkeiten als sonst, mit allen nötigen Vorbehalten die nichtmaterielle Kultur der dort lebenden Menschen und ihre Veränderungen durch die Jahrtausende wenigstens in groben Umrissen und mit nicht allzu geringer Wahrscheinlichkeit zu skizzieren, auch wenn gerade die ideologischen Einfärbungen des Dritten Reiches, welche die Forschung zunächst nach dem Krieg lange paralysierte, hier zu besonderer Vorsicht mahnen.

##### Kunst

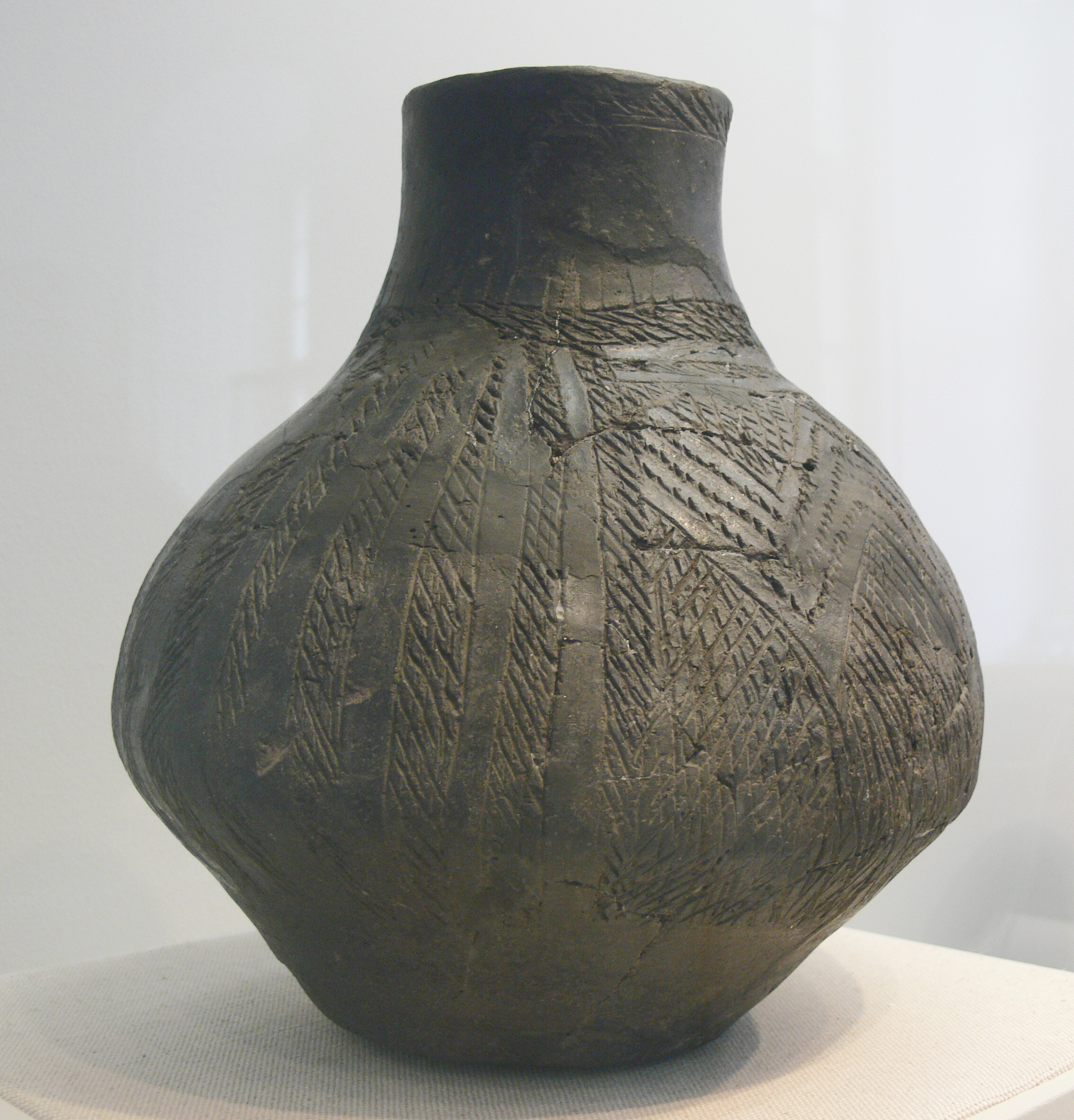
Keramik der Schussenrieder Gruppe, 4. Jahrtausend v. Chr. Fundort: Bodman (Bodensee) oder Schussenried. (Museum für Vor- und Frühgeschichte Berlin)

Die Kunst ist seit Urzeiten eine der wichtigsten Ausdrucksweisen des Menschen gewesen. Im steinzeitlichen Kontext werden praktisch alle Bildwerke und Ornamente mit oft unbekanntem oder nicht rekonstruierbarem Inhalt der Bereich der Kunst zugeordnet. Ihre Funktion war jedoch mit Sicherheit äußerst vielfältig, wie ethnohistorische Analogien erkennen lassen. Mit Erfindung der Keramik im Vorderen Orient um 8000 v. Chr. im Vorderen Orient entstanden zudem neue Möglichkeiten des künstlerischen Ausdrucks. Neben Stein- und Tonfiguren sind es vor allem die Formen der Tongefäße mit ihrem Dekor.
Allerdings ist die Anwendung dieses Begriffes auf vorzeitliche Perioden generell heikel, da Kunst in unserem modernen Verständnis erst ein Konzept des ausgehenden 18. und beginnenden 19. Jahrhunderts n. Chr. ist. Die Vorstellung von einem allgemein gültigen, für alle Zeiten und Werke anwendbaren Kunst-Begriff ist heute überholt. Zwar reicht menschliche Kunsttätigkeit weit in vorgeschichtliche Zeit zurück (z. B. Felsbilder wie in der Frankokantabrischen Felskunst, Idole, z. B. die Venusfigurinen), sie ist in ihren Anfängen aber stets vorwiegend kultisch motiviert (selbst einfachste geometrische Formen hatten vermutlich oft sakrale Bedeutung) und steht vielfach in einem religiösen Kontext. Man kann höchstens, wenn man etwa an geschmückte Gebrauchsgegenstände und Waffen denkt, die schon im Jungpaläolithikum nicht selten waren, an bestimmte Statussymbole denken oder sie auch ganz einfach als Ausfluss des menschlichen Gestaltungs-, Schmuck- und Spieltriebes deuten oder als Ausprägung der Lebensstrategie und Umweltbewältigung.
Als einzig potentiell relevante Formen in diesem Sinne im Federseebereich sind daher Schmuck, vor allem Halsketten aus Zähnen etc., sowie die Verzierung der Keramik zu werten, wobei letztere aber eher regionalen und ethnospezifischen Traditionen folgt. Hier allerdings gibt es teils erhebliche Unterschiede. So zeichnet sich etwa die Keramik der mittleren Jungsteinzeit und hier der „Rössener Kultur“, aber auch noch die der „Aichbühler Gruppe“ und der „Schussenrieder Gruppe“, die bereits ins frühe Jungneolithikum gehören, durch eine, außer an der groben Gebrauchskeramik, besonders vielfältige und abwechslungsreiche Gestaltung des Dekors aus, wie sie in keiner Epoche der Jungsteinzeit mehr zu finden ist und sogar für die innere Gliederung des mittleren Neolithikums und des frühen Jungneolithikums herangezogen werden kann.
Die folgenden späteren jung- bis endneolithischen Kulturkomplexe „Pfyn-Altheimer Gruppe“, „Horgener Kultur“ und die „Goldberg-III-Gruppe“ hingegen sind in ihrer Keramik recht kunstlos, wobei letztere höchstens durch Textilabrollungen dekoriert ist, die vorangegangenen beiden hingegen gar nicht, abgesehen von gelegentlichen einfachsten Verzierungen am Rand, dazu eventuell mit symbolischem Charakter in der „Horgener Kultur“, wo allerdings in Dullenried ebenfalls nur primitive Formen gefunden wurden. Diese relative Kunstlosigkeit ist im Spät- bis Endneolithikum ein allgemeiner Trend in Mittel-, Nord- und Westeuropa. Auch die Schnurkeramik als solche sticht nicht gerade durch ihre besondere Kunstentfaltung hervor.
Erst in der Bronzezeit setzte langsam wieder das Bestreben ein, auch Gebrauchsgegenstände wie Keramik und Bronzegefässe zu verzieren, und die Alt- und Mittelbronzezeitkulturen Mitteleuropas zeigten ausgeprägte Dekorationsweisen bei Keramik, Schmuck, Metallgegenständen und Waffen, die nun denen etwa der ägäischen Kulturen durchaus ebenbürtig waren, wie etwa der sog. Schatzfund bei der Wasserburg Buchau zeigt.
Jungbronzezeitlich verkümmerte und verarmte oder erstarrte dieser Trend allerdings wieder. Dennoch sollte man bei der Keramik jener vorgeschichtlichen Phasen nicht von Kunst sprechen, sondern vielmehr von dekorativen Traditionen.

##### Religion und Ritual
Potentielle urgeschichtliche Religionen mit ihren Formen, Ritualen, Mythen, Vorstellungen und Motivationen gelten als die umstrittensten Gegenstände der Religions- und Geschichtsforschung (vgl. dazu Eliade, Jensen, Leroi-Gourhan, Ries, Schmidt, Tokarew und andere).
Direkte Hinweise auf Kult und Religion der neolithischen Pfahlbautensiedlungen im Alpenraum und insbesondere am Federsee, an dem Bestattungen abgesehen vom bereits bronzezeitlichen Schädelfund der Wasserburg Buchau und späteren eisenzeitlichen Hügelgräber auf den südwestlichen Hügeln völlig fehlen, sind selten, so dass man sich hier mit Analogien zu vergleichbaren vorgeschichtlichen, regional oder großräumig benachbarten und zeitlich ähnlich gelagerten Kulturen behelfen muss. Das gilt sowohl für Schmuck, Amulette und Idole wie auch für Bestattungen. Man nimmt daher analog zu den wenigen endneolithischen Grabfunden des Neckar- und Hochrheinraumes Kollektivbestattungen an, da neolithische Bestattungen im Raum Oberschwaben und Bodensee so gut wie völlig fehlen.
In der Westschweiz fand man Menhire, die einen Kontakt zu den Megalithkulturen Westeuropas vermuten lassen und als Ahnenfiguren interpretiert werden könnten. Am Bodensee fand man Reste von Wandmalereien in weißer Kalkfarbe und Plastiken (Brüste, neben einem Urstiergehörn), die als männlich-weiblicher Dualismus an altorientalische Vorbilder erinnern (z. B., wenn auch umstritten, Catal Hüyük). Grundsätzlich ist bei diesen frühen bäuerlichen Kulturen jedenfalls mit Fruchtbarkeitskulten zu rechnen, wie sie etwa Adolf Ellegard Jensen in Mythos und Kult bei Naturvölkern und Die getötete Gottheit beschreibt; ähnliches gilt für schamanistische Reste im Sinne von Mircea Eliade etwa in Schamanismus und archaische Ekstasetechniken. Desgleichen dürfte es eine Ahnenverehrung gegeben zu haben, wie dies für solche frühe Bauernkulturen ebenfalls typisch ist (vgl. dazu etwa Afrikanische Religionen).
Vor allem Idole und der Totenkult könnten hier Aussagen liefern, fehlen aber wie gesagt. Begräbnisfunde sind generell eher rar, kommen neolithisch am Federsee sogar so gut wie nie vor; und aus dem Jungneolithikum Südwestdeutschlands und weit darüber hinaus sind nicht einmal für die „Rössener Kultur“ mit ihrem an sich ausgeprägten Totenkult größere Friedhöfe bekannt. Man nimmt daher an, dass sich insbesondere jungneolithisch vor dem Hintergrund kollektiven Denkens auch die Bestattungsriten änderten und lokal an die spezifischen Gegebenheiten etwa einer Moorlandschaft anpassten. Die spärlichen Befunde deuten jedenfalls generell darauf hin, dass Einzel- und Mehrfachbestattungen in Siedlungsgruben, vor allem aber in Erdwerken die Regel wurden, wie sie etwa die „Rössener Kultur“ anderswo kannte, wie sie aber im Torfbereich des Federseegebietes fehlen (oder nicht mehr auffindbar sind bzw. durch das saure Milieu zerstört wurden).
Ähnliches gilt aber bereits für das mittlere Neolithikum, wo für ganz Süddeutschland nur ein einziger Hinweis auf ein Gräberfeld gefunden wurde, und zwar 1964 bei Ditzingen, nahe Stuttgart. Ebenso fanden sich nur zwei Einzelbestattungen, beide mit Speise und Trank als Grabbeigaben, die auf eine dezidierte Jenseitsvorstellung mit Jenseitsreise schließen lassen. Das ist ein erstaunlicher Befund verglichen mit dem älteren Neolithikum, wo man teils große Friedhöfe gefunden hat, etwa den auf dem Viesenhäuser Hof bei Stuttgart oder das Massengrab von Talheim.
Gräber der Schnurkeramik im Übergang zur Bronzezeit wurden im Federseegebiet wie auch andere Zeugnisse dieser Kulturschicht ebenfalls noch keine gefunden, obwohl diese Kultur ihre Toten meist in Einzelgräbern in Gestalt von Hockergräbern bestattete.
Die darauf folgende frühbronzezeitliche Glockenbecherkultur ist für das Federseegebiet ebenfalls nicht belegt. Die Wasserburg Buchau wird der jedoch sehr diffusen Urnenfelderkultur zugerechnet, von der es bei Reichenbach auch eine Brandbestattung gibt. Der Bruckgraben gehört bereits der Hallstattzeit, deren potentielle Befunde aber dann unter dem Ort Buchau liegen würden und daher archäologisch so nicht zugänglich wären. Allerdings wurden hier bereits zwischen 1920 und 1938 während der ersten Grabung die Schädel von sechs Individuen, fünf Kindern und Jugendlichen und einer Frau, in regelmäßigen Abständen entlang der Palisade entdeckt, die entgegen der gängigen Praxis nicht verbrannt worden waren. Verletzungen an den beiden erhaltenen Schädeln weisen darauf hin, dass diese absichtlich und in erhöhter Position mit einem stumpfen bzw. halbscharfen Instrument, etwa einem Knüppel oder einer Hacke, beigebracht und die Schädel anschließend in regelmäßigen Abständen deponiert wurden. Inzwischen nimmt man nach einer neuen Untersuchung 1998 an, dass es sich hier möglicherweise um kultisch bzw. magisch-rituell motivierte Handlungen etwa zur Abschreckung oder zum Schutz handelte, wofür auch die Zusammensetzung der Gruppe spräche. Tatsächlich finden sich in der späteren Bronzezeit Belege, etwa auf der Schwäbischen und Fränkischen Alb, dass Menschenopfer üblich waren, wobei typischerweise vor allem Überreste von Frauen, Kindern und Jugendlichen vorherrschen wie im vorliegenden Falle auch. Erst in der Hallstattzeit finden sich auf den bewaldeten südwestlichen Anhöhen des Federseebeckens 15 Hügelgräber sowie bei Reichenbach ein spätbronzezeitliches Brandgrab aus der Zeit der ersten Wasserburg-Siedlung, obwohl bereits für die mittelbronzezeitliche Siedlung Forschner Impulse der Hügelgräberkultur angenommen werden.
Der ebenfalls bei der Wasserburg Buchau 1927 gemachte spätbronzezeitliche Depotfund mit Ringschmuck, Beil und Lanzenspitze, damals durchaus wertvolle Objekte, deutet ebenfalls in eine eher kultisch bestimmte Richtung, denn bronzezeitliche Opferdeponierungen etwa in Mooren wie hier waren generell nicht selten. Vor allem Gewässer und Feuchtbodenfundplätze können so durchaus als naturheilige Orte gedeutet werden, die für Kulthandlungen besonders geeignet schienen. Dabei werden die Funde aus Mooren einer besonderen Kategorie zugerechnet, zumal sie bis heute im Volksglauben eine zentrale Rolle spielen als Gegenden, die unheimlich und gefährlich sind und von Mächten bewohnt werden, deren Wohlwollen erkauft werden muss. Die ja oft zum Siedlungsabbruch führenden Überflutungskatastrophen am Federsee machen solche Zusammenhänge zusätzlich nachvollziehbar, auch wenn daraus auf keine weiterführenden religiösen Vorstellungen geschlossen werden kann, abgesehen von einer allgemeinen Vorstellung von Naturgeistern im Rahmen eines dualistischen Schemas, wie sie von einigen lokalen Sagen möglicherweise transportiert werden.

##### Gesellschaft
Erstmals wohl seit dem Neolithikum lassen sich ur- und frühgeschichtliche Gesellschaften und ihr Wandel aufgrund der lokalen bis regionalen Fundlage in groben Zügen rekonstruieren. Andrew Sherratt hat dabei verschiedene Indizien aufgezählt, die sich alle aus der archäologischen Befundung ableiten lassen. Die Feuchtbodensiedlungen der Alpen und ihres Vorlandes gelten vor diesem theoretischen Hintergrund heute geradezu wegen der vorhandenen Funddichte und der gut erhaltenen Siedlungsmerkmale nicht umsonst als Spiegelbild eines urgeschichtlichen sozialen Wandels.
Indikatorisch für soziale Differenzierungen ist neben der Größe und inneren Struktur der Häuser sowie der Siedlungsanlage insgesamt insbesondere Schmuck. Es fanden sich vor allem durchbohrte Zähne, aber auch ein ganzer bronzezeitlicher Schatzfund (Wasserburg Buchau, 1927), wie er für die Bronzezeit insgesamt vor allem in Moorgebieten sehr typisch ist. Auch das Vorhandensein von Waffen, die für den Kampf konzipiert sind wie die in der Bronzezeit aus dem zweischneidigen Dolch entwickelten Schwerter, ist kennzeichnend. Ebenso wichtig für die Gesellschaftsform dieser frühen Bauernkulturen ist aber ihre Subsistenzstrategie, die funktionsbestimmt sein muss und bestimmte soziale Mechanismen voraussetzt bzw. erzeugt. Letztlich sind auch Indikatoren wichtig, die auf Handel hindeuten.
Die ganzen Funde deuten in ihrem Charakter aber insbesondere nach Abschluss der spätmittelneolithischen Immigrationsphase auf eine generell friedliche neolithische Bauernkultur mit allerdings hoher Mobilität der Siedler und der unterschiedlichen Siedlungsmuster hin. Erst das andernorts schon früher und sporadisch etwa in der „Rössener Phase“ zu beobachtende Auftreten von hier allerdings leichten Palisaden, vor allem aber derart ausgeprägten wie in der früh- bis mittelbronzezeitlichen Siedlung Forschner und der spätbronzezeitlichen Wasserburg Buchau, weist hier wieder auf eine Veränderung hin, die allerdings auch vorbronzezeitlich mit dem Schutz der Anwohner vor Raubtieren (z. B. Bären, Wildkatzen) und der Vorräte vor Tierfraß zu tun haben kann oder als Einfriedung von Tierpferchen zu werten ist. Ob die spätere Verstärkung der Schutzbauten mit dem ungefähr gleichzeitigen Auftreten der nach ihren Grabbeigaben, oft Waffen, möglicherweise kriegerischen Glockenbecherleuten zu tun hat, ist ungeklärt.
Es lassen sich in der gesellschaftlichen Entwicklung des Federseeraumes mehrere Phasen beobachten, wobei unklar bleibt, ob dem jeweils Immigrationsbewegungen zugrunde liegen, die aber beim Auftauchen neuer Technologien (z. B. Rad und Wagen) und/oder Tier- und Pflanzendomestikationen (z. B. Pferd) angenommen werden können, deren Träger diese im Federseegebiet einführten.
- In der ersten, noch mesolithischen, alt- und mittelneolithischen Phase finden sich soziale Strukturen, wie sie für Jäger und Sammler typische sind, hier also aufgrund des veränderten Jagdtierbestandes vor allem wandernde Kleingruppen.
- Die mittelneolithische „Rössener Kultur“. die sich im Federseegebiet bis jetzt noch nicht siedlungstechnisch belegen lässt, war noch von der bandkeramischen Langhauskultur und ihren sozialen Implikationen großer Einzelgehöfte in Siedlungskammern bestimmt.
- Die nächste, das Spätneolithikum weitgehend bestimmende Muster ist vom Wechsel von der noch in der „Rössener Kultur“ vorherrschenden bandkeramischen Langhaustradition hin zu kleinen Einzelgehöften gekennzeichnet, die sich zu einem Dorf zusammen fügten. Dies deutet auf einen radikalen Wandel der Sozialstruktur. In: deren Verlauf zerfiel offenbar der vorher einheitliche Kulturraum der Bandkeramiker und der ihr bautechnisch ähnlichen „Rössener Kultur“ besonders in Süddeutschland in mehrere lokale Gruppen mit eigenständigem Sachbesitz. Ob hier in den Kleingruppen ein eigener ethnisch und sprachlich unterlegter Kommunikationsverband bestand, der sich nun auch in jeweils unterschiedlicher Ornamentik der Keramik ausdrückte, ist unklar aber denkbar.
Das auch durch stark erhöhten Bevölkerungsdruck erzwungene Vordringen in weniger landwirtschaftlich geeignete, aufgrund fortschreitender agrarischer Techniken nun aber auch besser nutzbarer Räume hatte auch eine Veränderung des Wirtschaftskonzeptes zur Folge, was wiederum eine erhöhte Mobilität erforderte mit Häuser, die insbesondere auf unsicherem Grund nicht allzu aufwendig zu errichten und schnell zu verlassen waren, daher auch nur wenige Jahre halten mussten und nicht wie Langhäuser bis zu 60 Jahre. Generell lässt sich dabei ein Vordringen von trockenen Hängen und Plateaus hin zu den feuchteren Tälern und Seeufern beobachten, teilweise begleitet von einer erstaunlichen Entvölkerung der alten Lebensräume, wie etwa im Hegau, dessen Entvölkerung der starken Bevölkerungszunahme Oberschwabens, insbesondere des Bodenseeraumes gegenübersteht. Ob hier die Erschöpfung oder Abschwemmung der Böden oder eher die zunehmende Entwaldung eine größere Rolle spielten, ist offen, möglicherweise hat beides zusammengewirkt. Auf jeden Fall führten aber offensichtlich solche Zwänge zunächst zu einer sozialen Destabilisierung mit Wanderbewegungen größerer Bevölkerungsgruppen und zum Übergang in neu sich ordnende Gesellschaftsformen mit mutmaßlich erhöhter interfamiliärer Kooperation, wie sie bereits in der „Aichbühler Gruppe“ vermutet werden kann, wo etwa mehrere Hausvorplätze miteinander verbunden waren und so einen Bohlengang zwischen den Häusern bildeten, der gemeinschaftlich genutzt, allerdings noch nicht gemeinschaftlich errichtet wurde.[117] Das dürfte dann später relativ zwanglos auch zu aufwendigen Gemeinschaftsaktionen wie dem Bau von hunderte von Metern langen Bohlenwegen und -stegen geführt haben und schließlich sogar zur handwerklich-ökonomischen Spezialisierung (z. B. Bootsbau) und Handel untereinander und mit entfernter liegenden Gemeinschaften (in der Wasserburg Buchau wurde 1925 sogar ein Bernsteinstück gefunden[118]), wie er etwa für Feuerstein schon länger bestand. Die sog. Feuersteinstraße (Silexstraße) auf der Schwäbischen Alb weist dies bereits für die Bandkeramiker nach, denn dort wurde Silex schon damals bergmännisch abgebaut und anschließend organisiert gehandelt. Ein solcher Mechanismus ist zusammen mit den sich ausprägenden Hierarchisierungen in zahlreichen Bauernkulturen weltweit so ähnlich zu beobachten und findet sich vergleichbar zum Beispiel auch in der etwa zeitgleichen nordwestdeutschen Trichterbecherkultur des Jungneolithikums.[119]
- Allerdings deutet die spät-/endneolithische Änderung des Siedlungstypes auf einen beginnenden starken sozialen Wandel hin. Nun sieht man wie in Torwiesen II. drei- bis vierräumige Häuser als Wirtschaftseinheiten mit zentraler Feuerstelle beidseits einer Verkehrsachse: die Straßendörfer vom Typ Seekirch. Bereits in der endneolithischen „Horgener Kultur“ im archäologisch noch unzureichend erfassten Torwiesen I. (cal RC 3336–3102) findet sich zwar ein Straßendorf, jedoch wohl noch nicht in der sozialen Differenzierung wie in Torwiesen II. wo die soziale Abstufung schon rein baulich besonders ausgeprägt ist und unterschiedliche wirtschaftliche und familiäre Verhältnisse aufweist, denn die bedeutendsten Familien besetzten die vordersten Häuser, die weniger bedeutenden das Mittelfeld, die ärmlichsten das hintere Ende. Zudem gab es einzelne Kleinhäuser, die ebenfalls bewohnt waren und offenbar spezialisierte Kleinexistenzen beherbergten. Es finden sich überdies nun Haupt- und Nebensiedlungen, eventuell bereits mit wirtschaftlicher Spezialisierung wie in Alleshausen-Grundwiesen. auf den Flachsanbau, Herdenhaltung und Jagd. Damit vollzog sich neben einer sozioökonomischen Differenzierung nun auch eine Segmentierung und Stratifizierung der Gesellschaft. Dass die einzelnen Häuser offenbar auf dem Festland auch eigene Anbau und Waldflächen hatten, die sie bewirtschafteten, heißt allerdings noch nicht, dass sich bereits ein Begriff von Grundeigentum entwickelt hatte, möglicherweise aber eine Vorstufe davon.[120] Diese gesellschaftlichen Veränderungen waren offenbar auf innovative Impulse aus dem Donauraum zurückzuführen, die unter anderem neue textile Techniken, die Einführung von Rad und Wagen, ein verändertes Kulturpflanzenspektrum, neue Erntetechniken sowie wahrscheinlich auch die Einführung des Pflugackerbaues mit sich brachten.[121]
- Beide Trends, Hierarchisierung wie Spezialisierung mit Arbeitsteilung, verstärken sich nun kontinuierlich in der anschließenden Bronzezeit. Schon ab dem beginnenden zweiten vorchristlichen Jahrtausend finden sich im Übergang zur frühen Bronzezeit in Ost-, West- und Mitteleuropa erheblich sich verändernde Sozialstrukturen und Sachkulturen. Dabei errichteten kleine, untereinander konkurrierende Geschlechter mit lokalen Anführern weit gespannte Bündnissysteme, die nicht zuletzt auf dem Erwerb und Erhalt bestimmter Sachsymbole beruhten. Im Verlauf dieser Entwicklung kam es zur Ausbildung einer regelrechten Oberschicht mit einer Art Häuptlingsystem.[122] Für den Federseebereich wird dabei eine starke Reduzierung auf jeweils eine einzelne Siedlung sowie ein sich erheblich verstärkendes Sicherheitsbedürfnis typisch, das üblicherweise auf einen verstärkten Reichtum innerhalb der Siedlung weist, der aber gesellschaftlich sehr ungleich verteilt ist. (Der Depotfund und die offenbar rituellen Schädelfunde deuten ebenfalls in diese Richtung.) Andererseits lässt sich daraus auch eine von außen einwirkende verstärkte Bedrohungslage ableiten, denn vor allem für die „Urnenfelderkultur“ zwischen 1250 und 650 v. Chr., die Phase der Hochbronzezeit, ist die Entstehung starker Schutzbauten, etwa Burgen, typisch, im östlichen Süddeutschland vor allem in der früh- und Mittelphase, im westlichen vorwiegend in der Spätphase.[123] Man kann sie als Folge der wirtschaftlichen und sozialen Revolution jener Epoche deuten, für die wegen der zahlreichen Waffen etwa in Gräbern auch ein ausgeprägtes Kriegerwesen angenommen werden kann, das seinen Ursprung nicht zuletzt in den sich entwickelnden sozialen Umwälzungen hatte.[124]

## Kulturabfolge
Damit ist hier in Ergänzung der bisherigen vorwiegend phänomenologisch nach Sachthemen gruppierten Darstellung („Übersicht und Bedeutung“, „Forschungsgeschichte“ und „Siedlungsgeschichtliche Grundlagen und Befunde“) die relativ-chronologische Abfolge der im Federseebecken archäologisch feststellbaren und unterscheidbaren kulturellen Gruppen und ihrer speziellen Charakteristiken, Fundorte gemeint. Ihre Position im frühen, vor allem aber spätneolithischen und später bronze- und eisenzeitlichen Kontext wird hier nun in chronologischer Folge beschrieben. Ein abschließender Blick auf die frühgeschichtliche römisch-alamannische-fränkische und die spätestens im 8. nachchristlichen Jahrhundert einsetzende historische Epoche soll die gesamte Kulturabfolge abrunden.

### Chronologie
Die archäologische Kulturabfolge der europäischen Gruppen und Kulturen des Neolithikums unterscheidet sich in den verschiedenen Regionen teilweise erheblich voneinander. Die folgenden beiden Tabellen bieten hier eine Übersicht.
Die erste Tabelle zeigt die generellen Unterschiede der Periodeneinteilung in alt, früh, mittel, jung, spät und end im Bereich des mittel- und nordeuropäischen Meso- und Neolithikums. Die zweite führt innerhalb dieses Rasters die wichtigsten neolithischen Einzelkulturen auf, in deren Zusammenhang die des Federsees zeitlich eingebettet sind, von denen sie Einflüsse empfangen haben oder auf die sie direkt oder indirekt zurückgehen oder für die sie sogar wie im Falle der „Aichbühler Gruppe“ und der „Schussenrieder Gruppe“ namensgebend gewesen sind.
Tabelle der unterschiedlichen neolithischen Stadienaufteilung in verschiedenen Bereichen Mittel- und Nordeuropas im Vergleich zu den archäologisch üblichen Stadien am Federsee (zeitlich absteigend von jünger nach älter; Süddeutschland mit Bodenseegebiet; Mitteldeutschland ist hier geographisch, nicht politisch definiert).
| Federsee                     | Süddeutschl./Österreich | Schweiz           | Südskandinavien/Norddeutschl. | Mitteldeutschland |
| ---------------------------- | ----------------------- | ----------------- | ----------------------------- | ----------------- |
| Spätneol.: Endneolithikum    | Endneolithikum          | Spätneolithikum   | Spät-/Mittelneolithikum       | Spätneolithikum   |
| Spätneol.: Jungneolithikum   | Jungneolithikum         | Jungneolithikum   | Mittel-/Frühneolithikum       | Mittelneolithikum |
| Frühneol.: Mittelneolithikum | Mittelneolithikum       | Mittelneolithikum | Spätmesolithikum              | Frühneolithikum   |
| Frühneol.: Altneolithikum    | Altneolithikum          | Altneolithikum    | Spätmesolithikum              | Frühneolithikum   |

Vergleichende tabellarische Chronologie der Jungsteinzeit und deren Einzelkulturen: Mitteleuropa und südliches Skandinavien.

### Übergangsphase: Spätpaläolithikum und Mesolithikum

#### Terminologie
Zur terminologischen Problematik vor allem der Periodik und ihrer Systematik s. Ur- und frühgeschichtliche Terminologie und Systematik. Lokal modifizierte Periodenangaben der Jungsteinzeit sind auf der Basis des Systems von Jens Lüning angegeben, wonach die Jungsteinzeit in Frühneolithikum, Mittelneolithikum, Jungneolithikum, Spätneolithikum und Endneolithikum gegliedert ist. Zur spezifischen Periodisierung siehe die Literatur, vor allem von Schlichtherle, Keefer und Maier. Verwendet werden im Folgenden die in der ersten der beiden obigen Tabellen angegebenen und für den Federseebereich üblichen chronologischen Einteilungen der Archäologie. Aufgeführt sind aber auch zur Verdeutlichung einige problematische, im Federseebereich nicht verwendbare Begriffe wie Epi- und Endpaläolithikum.
| Chronologie der vorgeschichtlichen Kulturabfolge des Federseebeckens (Aktueller Stand nach Schlichtherle, 2009 u. 2011/2012) Die Zeitangaben sind alle v. Chr. und beziehen sich lokal auf den Federsee, wenn Kulturen dort nicht nachweisbar sind auf Süddeutschland oder Mitteleuropa. Sie basieren lokal auf Pollenbefunden, C14 (Radiocarbondatierung: bei Angabe von Dat. als kalibrierte RC-Einzelmessungen), Thermolumineszenzdatierung und vor allem Dendrochronologie („Dendro“ oder „Dendrodat.“). An Fundorten werden von ganz frühen (Henauhof) und späten (Oggelshausen-Bruckgraben) Ausnahmen abgesehen nur solche mit Siedlungsbefunden erwähnt. Die römischen Ziffern an deren Ende bezeichnen verschiedene Grabungsstationen in derselben Gemarkung oder Flur bzw. einem Gewann. WKE = Weltkulturerbe der UNESCO >T = Transgression (Überflutungsphase, jeweils Ca.-Beginn) K = Kältephase Steinzeit Paläolithikum Spät-/Endpaläolithikum - Ca. 11.000 bis 8000 (Alleröd bis Jüngere Dryaszeit): Jäger und Sammler. Zahlreiche Streufunde an Lagerplätzen Mesolithikum (Mittelsteinzeit) Frühes bis mittleres Mesolithikum (Holozän): 8000 bis ca. 5700 - Vermutlich Freilandlager im Sommer und Herbst >T1 ca. 6950 >T2 ca. 6500 >T3ca. 6300 Endmesolithikum (bis 5400) mit Übergang zum Altneolithikum (5400–5000) - Bad Buchauer Gruppe des Endmesolithikums: Henauhof-Nord II. 5400–5100. Neolithikum Frühneolithikum 5400 bis 4400 A. Altneolithikum 5400 bis 5000 - Linien- (5500–4900) bzw. Stichbandkeramik (4900–4500) fehlen bis auf wenige unsichere Funde: Henauhof-Nord II, 5400–5100. B. Mittelneolithikum 5000 bis 4400 - Bisher keine sicheren Siedlungsbelege - Potentiell: Späte, sog. „Epirössener Gruppe“, die sich mit dem Beginn der „Aichbühler Gruppe“ überschneidet Spätneolithikum 4400 bis 2300 A. Jungneolithikum 4400 bis 3500 - 4800–4400: Späte „Rössener Kultur“?: Scherbenfunde noch ohne Behausungsnachweis: möglicherweise Henauhof I? >T4ca. 4300 K1/K2 ca. 4300–4100 - 4200–4000: „Aichbühler Gruppe“: Erste Siedlungsbefunde Aichbühl (Dat. 4229), Riedschachen I: erste Hausbefunde K3 3900–3780 - 3950–3870: Schussenrieder Gruppe: Taubried, Alleshausen-Hartöschle, Bachwiesen I, Riedschachen II (Dat. 3920/3916) >T5 ca. 3900 - 3700–3600: „Pfyn-Altheimer Kultur“: Seekirch/Stockwiesen-Ödenahlen (Dendrodat. 3700–3688) WKE >T6 ca. 3700 B. Endneolithikum 3500 bis 2300 K4/K5 3500–3400 - 3300–2800: „Horgener Kultur“: Torwiesen I, II (Dendrodat. 3283–3279), Bachwiesen III (Dendrodat. 3334), Dullenried K6 3300–3200 - 2900–2700 (?): „Goldberg-III-Gruppe“: Seekirch-Stockwiesen (Dat. 2900), Alleshausen-Grundwiesen (Dendodat. 2900–2800) WKE K7 2900–2450 >T7 ca. 2700 - Schnurkeramik und Glockenbecher-Kultur. Keine Belege am Federsee. Übergang zur frühen Bronzezeit. Erste große Siedlungslücke: Endneolithikum bis Frühbronzezeit, mind. 700 Jahre Metallzeit Bronzezeit Ab ca. 2300 bis 800 bei regional starken Schwankungen - Erste Spuren mit Dendrodaten 1979, 1963 und 1819 (Einbäume, frühbronzezeitlicher Bootsanlegeplatz, noch kein Siedlungsbeleg) - Um 1767–1481 (Dendrodat.): Frühe und mittlere Bronzezeit/Hügelgräberkultur: Siedlung Forschner WKE K8 1400–1200 >T8 ca. 1500 Zweite große Siedlungslücke: Mittelbronzezeit bis Urnenfelder-Kultur - Um 1058–862 (Dendrodat.): Späte Bronzezeit/Urnenfelder-Kultur: Wasserburg Buchau >T9 ca. 800 K9 800–600 Ende der eigentlichen Moorbesiedelung (Feuchtbodensiedlungen). Siedlungen auf mineralischen Böden (Inseln, Ufer) bestehen in der Metallzeit weiter. Eisenzeit Ab ca. 800 bei regional starken Schwankungen - 721–621 (Dendrodat.): Hallstatt D (frühe Kelten): Oggelshausen-Bruckgraben (nur Fischfangstation), Hauptsiedlung vermutlich unter Bad Buchau. Auf den südwestlichen Hügeln fanden sich 15 Hügelgräber, im südlichen Ried dazu mehrere Fischzäune und Bohlenwege sowie Keramik bei Seekirch und Bad Buchau, - Latènezeit: Evtl. Reste unter Bad Buchau möglicherweise lokalisiert (Bohlenweg). Einzelfunde am Vollochhof Nord (Armreif), Depots bei Kappel-Schatzwiesen, Henauhof und Bad Buchau, Keramik an der Schussenquelle. K10 400–300 Die nachweisbare prähistorische Besiedelung des eigentlichen Federseebeckens (Ried) endet danach; doch war das Beckenrandgebiet offenbar bis um 500/700 nach Christus weiter sporadisch besiedelt mit Übergang zu kontinuierlichen Siedlungen am Beckenrand. Das Ried selbst im Becken blieb jedoch weiterhin siedlungsfrei. >T10 ca. Zeitenwende Historische Zeit - Römische Antike: Erster historischer Übergang im Imperium Romanum. Ab Ende 1. nachchristliches Jh. lokale Niederlassungen und Militärlager im weiteren Umfeld des Federseebeckens und Römerstraße, die allerdings urkundlich nicht belegt sind, nur archäologisch. K11 400–800 n. Chr. (Sog. „Pessimum der Völkerwanderungszeit“) - Spätantike: Urgeschichtlicher Rückfall in der römischen Spätphase durch das Vordringen der Alamannen über den Rätischen Limes nach Süden. Sogenannte „Zeit der Barbaren“. Diese beiden Phasen sind kaum schriftlich, nur archäologisch belegt und haben vorwiegend frühgeschichtliche Merkmale. - Nachrömischer Übergang zur historischen Periode:. Fränkische Merowinger dringen ein. Beginn der fränkischen Reichsgründung. Schwaben wird ab dem frühen 6. Jahrhundert nach Christus durch Chlodwig I. erobert. - Karolinger: Beginn der eigentlichen historischen Phase. Ab 700 nach Christus ist im Bereich von Bad Buchau ein alamannischer Adelshof nachweisbar, siebzig Jahre später ein Nonnenkloster, eine fränkisch-karolingische Gründung. |

- Für ein einheitliches Verständnis des späten Jungpaläolithikums werden die Kulturen am Ende der Eiszeit in Mitteleuropa häufig als Spätpaläolithikum bezeichnet. Es beginnt mit der deutlichen Klimaerwärmung um etwa 12.500 v. Chr. (Meiendorf-Interstadial) Die Grenzziehung zwischen Jung- und Spätpaläolithikum ist jedoch im deutschen Sprachraum nicht einheitlich, und sie muss daher jeweils regional bestimmt werden, sofern Fundinventare und ihre Korrelation zu Klimadaten dies erlauben. Ist dies nicht der Fall, verwendet man im Allgemeinen den Oberbegriff Jungpaläolithikum.
- Das sog. Endpaläolithikum ist ein von einigen Prähistorikern verwendeter Terminus, der vor allem die Spätphase in Bayern zwischen der Warmphase des Alleröd-Interstadials (11.400–10.730) und beginnendem Mesolithikum bezeichnet. Da es für diese Phase aber an kleinräumig verbreiteten, charakteristischen Fundinventaren mangelt, die namensgebend sein könnten, werden die Hinterlassenschaften jener Zeit lediglich unter diesen Begriffen subsumiert. Die Dauer dieses Endpaläolithikums beschränkt sich auf die Zeit des Übergangs vom Ende der letzten Eiszeit bis zur nacheiszeitlichen Wiedererwärmung des Präboreal 9600 bis 8700 v. Chr. Während dieser Zeit zogen sich die Gletscher zurück, doch war das sich erwärmende Klima immer noch von Kaltphasen durchsetzt. Die Abgrenzung zum Mesolithikum ist dabei fließend.[130] Das Endpaläolithikum wird durch Rückenspitzen- und Stielspitzengruppen abgeschlossen, die nahtlos ins Mesolithikum übergehen.[131]
- Das Epipaläolithikum bezieht sich als paläolithisches Endstadium auf die eiszeitfreien Bereiche des Mittelmeergebietes, vor allem aber auf Nordafrika und den Vorderen Orient, wo es Funde bezeichnet, die zwischen 20.000 BP und dem Beginn des Neolithikums um 8000 v. Chr. oder später liegen. Der Begriff deckt sich nur teilweise mit dem, was in Europa unter Mesolithikum verstanden wird und ist vor allem durch die stark zunehmende Mikrolithengeräte und die Verwendung von Reib- und Mahlsteinen charakterisiert, die für das frühe Neolithikum der PPN-Stufe typisch ist, wobei das dortige Natufien zum Neolithikum überleitet. Der Begriff findet auf Europa keine Anwendung.[132]
- Das mitteleuropäische Mesolithikum (Mittelsteinzeit) wird – vor allem über unterschiedliche Geräteeinsätze, so genannter Mikrolithen – in Frühmesolithikum (9600–7000/6500 v. Chr.) und Spätmesolithikum (ca. 7000/6500–5500/4500 v. Chr.) unterteilt. Man bezeichnet damit die nacheiszeitliche Kultur der Jäger und Sammler in Europa (und fast nur dort), und zwar regional recht unterschiedlich zwischen 9600/8000 und 5500/4000 v. Chr. Der Beginn der Periode ist somit klimatologisch bestimmt, das Ende durch den lokal sehr unterschiedlichen Beginn von Viehhaltung und frühem Feldbau. Die Frage, ob das Mesolithikum eine eigenständige, vom Paläolithikum abzutrennende Kulturepoche ist oder in ein dann nicht nur für den Mittelmeerraum gültiges Epipaläolithikum (das dort aber bereits um 20.000 BP beginnen kann) mit einzubeziehen ist, wird bis heute kontrovers diskutiert. Gemeinsamer Nenner ist, dass das Mesolithikum als Anfangsperiode einer allseitigen Ausbeutung der Natur durch den Menschen bezeichnet werden kann, die durch die klimatischen Veränderungen sowie das Ansteigen des Meeresspiegels um 120 m und die damit notwendige Umstellung der Subsistenzstrategien befördert oder sogar hervorgerufen wurde. Typisch sind dafür an den Küsten und den Ufern der Binnengewässer gewaltige Haufen mit Muscheln und Schneckenhäusern als Zeichen dafür, dass nun auch jede vorhandene Nahrungsquelle genutzt werden musste. Sie gelten sogar regelrecht als Leitparadigma des Mesolithikums, möglicherweise sind sie Zeichen einer Ernährungskrise, denn die bevorzugte Ernährung durch Schalentiere ist enorm aufwendig (52.267 Austern oder 156.800 Herzmuscheln oder 31.360 Napfschnecken entsprechen dem Nährwert eines Hirsches).[133]

#### Kulturzeichen am Federsee
Bereits im Spätpaläolithikum ab 10.000 v Chr. und Mesolithikum hielten sich während einer Periode von dreitausend Jahren am Federseeufer Jäger und Sammler des späten Magdalenien auf, wie die zahlreichen Jagd- und Rastplätze vor allem auf Schotterkuppen am damaligen Seeufer belegen, wo man etwa an der Aichbühler Bucht Feuerstellen, Haselstangen, Rindenbahnen und Werkzeuge fand, so dass man von einem Rückzugsgebiet der Jäger sprechen kann. Am Henauhof Nordwest konnte ein derartiger Lagerplatz genauer untersucht werden.
Für das Frühmesolithikum (8000 bis 7700 v. Chr.) sind über 100 Fundstellen rund um den See belegt. Das dichte Umland des Sees bot offenbar beste Bedingungen zum Jagen, Sammeln und Fischen. Damals scheint sich die Nutzung des Gebietes intensiviert zu haben, ging aber spätmesolithisch (5800 bis 5000 v. Chr.) wieder zurück, obwohl damals um etwa 5500 die Bandkeramiker von Osten her in Mitteleuropa einwanderten. Die Zahl der Fundstellen reduziert sich für jene Zeit deutlich auf ein Zehntel der bisherigen. Im ehemaligen südwestlichen Uferbereich am heutigen Henauhof sind entsprechend mehrere Fundschichten aus dem Spätpaläolithikum und Mesolithikum belegt, darunter insbesondere Schlachtabfälle und im Sediment geschützte Knochengeräte, die bis ins mittlere Neolithikum reichen. Die Steinwerkzeuge bleiben allerdings wie spätpaläolithisch qualitativ dürftig und entsprechen in etwa denen des Magdalénien mit stark mikrolithischem Einschlag, wie dies für Kombinationsgeräte (Sägen, Sicheln, Harpunen), Schäftungen sowie Nadeln, Stichel, Pfeilspitzen usw. typisch ist.
Als einer der ganz wenigen menschlichen Überreste des Spätpaläolithikums insgesamt kam 1989 im Gebiet Henauhof West ein menschlicher Zahn zum Vorschein. Die mesolithischen Spuren werden dem Beuronien (7700 bis 5800 v. Chr.) zugeordnet. In Henauhof Nord II fand sich ein spätmesolithischer Netzschwimmer aus Birkenrinde.

### Neolithikum

#### Übersicht der Kulturperioden
In den einzelnen Gebieten Europas wird die Jungsteinzeit unterschiedlich unterteilt (s. Tabellen oben). So bezeichnet man ihren Beginn in Süddeutschland, der Schweiz und Österreich als Altneolithikum, in Mitteldeutschland (hier im rein geografischen Sinne der Mittelgebirgsschwelle) dagegen als Frühneolithikum. In Norddeutschland behauptete sich zur gleichen Zeit noch das Spätmesolithikum.
Es wird daher im Folgenden die Periodisierung nach Keefer und Schlichtherle verwendet, da diese auch den Federsee spezifisch mit einbezieht und die Periodisierung den dortigen Gegebenheiten anpasst. So werden etwa Altneolithikum und Mittelneolithikum hier als Untergruppen des Frühneolithikums geführt, da ersteres kulturell nur gering durch spätmesolithische Jägergruppen besetzt ist und letzteres sich als weitgehend fundleer erweist. Die Besiedelung des Gebietes setzt erst mit dem Spätneolithikum ein, das in dieser Region von den Archäologen zur besseren Differenzierung der sechs in unterschiedlicher Sequenz aufeinander folgenden Kulturgruppen in Jung- und Endneolithikum unterteilt wurde, obwohl in der üblichen Periodisierung nach Jens Lüning Jung-, Spät- und Endneolithikum separate, nicht einander zugeordnete Stufen darstellen.
Frühneolithikum:
- Die altneolithische Stufe des Frühneolithikums umfasst La Hoguette und die am Federsee nur in unsicheren Spuren belegbaren Bandkeramik. Es beginnt im süddeutschen Raum etwa um 5700 und reicht bis ca. 4800 v. Chr., am Federsee in etwa von 5400 bis 5000. Mit Henauhof-Nord II findet sich hier wenn auch schlecht belegt, die sog. „Bad Buchauer Gruppe“, die kulturell noch dem Endmesolithikum zugeordnet wird (s. o.).
- Die mittelneolithische Stufe des Frühneolithikums umfasst die Kulturen „Großgartacher Gruppe“ und „Hinkelstein“, die am Federsee nicht vorkommen. Diese Phase beginnt um ca. 5000 und reicht bis ca. 4400 v. Chr.

Spätneolithikum:
- Die jungneolithische Periode des darauf folgenden Spätneolithikums reicht hier von 4400 bis 3500 v. Chr. und umfasst die späte „Rössener Kultur“, die „Aichbühler Gruppe“, „Schussenrieder Gruppe“ und „Pfyn-Altheimer Gruppe“.
- Die endneolithische Stufe des Spätneolithikums in Süddeutschland reicht von 3500 bis 2300 v. Chr. und umfasst am Federsee „Horgener Kultur“ und „Goldberg-III-Gruppe“. Danach beginnt hier die frühe Phase der Bronzezeit.

#### Frühneolithikum
Das Frühneolithikum wird unterteilt in eine altneolithische und eine mittelneolithische Phase, von denen die erste am Federsee bisher überhaupt nicht, die zweite nur schwach und wenn ja, dann in einem Spät- bzw. Übergangsstadium zur folgenden „Aichbühler Gruppe“ belegt ist.

##### Altneolithikum
Bandkeramik: Hier gibt es bisher keinerlei sicher zuzuordnenden Funde, die belegen könnten, dass das Federseegebiet bereits während dieser frühen jungsteinzeitlichen Periode kulturell einbezogen gewesen sein könnte. Vereinzelte Keramik-Altfunde (bei Reichenbach) und neuere keramische Befunde deuten aber zumindest darauf hin, dass Linear- und Stichbandkeramiker in die erste Landnahme am Federsee involviert gewesen sein könnten, sich zumindest dort aufgehalten haben.
Endmesolithische Reste bestanden anscheinend weiter, wie die Funde der sog. Bad Buchauer Gruppe zeigen. Der Federsee war offenbar ein Rückzugsgebiet nacheiszeitlicher Jäger, in dem sie lebten, während nördlich der Donau im Ulmer Raum bereits Träger der ältesten Bandkeramik siedelten, die wie die La-Hoguette-Gruppe, die früheste neolithische Kultur in Mitteleuropa, im Federseebereich nicht nachgewiesen ist (allerdings wohl für den Bodenseebereich im Hegau). In der Zone zwischen Ulmer Bereich und Hegau gibt es hingegen bis heute keinen Funde der Bandkeramik. Wie die Landnahme hier im Einzelnen ablief ist daher unklar. Einzelne Oberflächenfunde ergeben bisher noch kein schlüssiges Gesamtbild.

##### Mittleres Neolithikum
Insgesamt sind die archäologischen Belege für diese Phase zwischen 5000 und 4500 am Federsee spärlich.
Die Aufgabe zahlreicher, teils 200 Jahre und länger benutzter Siedlungsplätze in Süddeutschland nördlich der Donau zu Beginn des 5. Jahrtausends markiert eine Auffächerung und schließlich das Ende der bandkeramischen Regionalgruppen. Örtlich sehr unterschiedliche, teils sehr kleinräumige Entwicklungen führen zur Entstehung neuer Kulturgruppen, in denen sich die bisherigen bandkeramischen Indikatoren wie Bestattungen, Keramik, Hausbau, Werkzeuge usw. verändern. Gleichzeitig werden neue Siedlungsräume wie etwa Flussauen und Seeufer besetzt.
- Rössener Kultur und Epirössen-Phase: Das Federseemoor wurde archäologisch nachweisbar erst in der zweiten Hälfte des 5. Jahrtausends v. Chr. von Menschen besiedelt, die der späten Phase der „Rössener Kultur“ angehörten, jedenfalls lassen die Befunde von Henauhof I sowie Keramikfunde mit charakteristisch tiefgestochenem Muster, dazu Funde in Taubenried III – II, Ödenbühl (Netzsenker) und Riedschachen die Existenz einer Siedlung als Feuchtbodensiedlung vermuten. Deren Reste, also die hier typischen Palisaden und Langhäuser sowie Gräberfelder, wurden bis jetzt allerdings noch nicht gefunden. Es scheint sich aber aufgrund der Fundlage bereits damals um reine Moorsiedlungen gehandelt zu haben (was etwa Langhäuser im Grunde ausschließen würde).
Ähnliches gilt für eine potentielle „Epirössen-Phase“, die sich teilweise bereits mit der „Aichbühler Gruppe“ überschneidet.[141]

#### Spätneolithikum
Das Spätneolithikum wird unterteilt in eine jungneolithische und eine endneolithische Phase. In seinem am Federsee von 4400 bis 2300 v. Chr. währenden
Verlauf konnten nach der potentiellen Espirössen-Phase 5 separate kulturelle Gruppen identifiziert werden: die „Aichbühler Gruppe“, „Schussenrieder Gruppe“, die „Pfyn-Altheimer Gruppe“ Oberschwabens, die „Horgener Kultur“ und die „Goldberg-III-Gruppe“.

##### Jungneolithikum
Diese Phase ist nach Erlöschen der „Rössener Kultur“ Mitte des 5. Jahrtausends durch das Entstehen zahlreicher kleinräumig verteilter Kulturgruppen gekennzeichnet. Jede dieser Kleingruppen weist für sich in unterschiedlicher Weise jeweils auch mehrere Charakteristika der nachfolgenden jungneolithischen Großgruppen auf. Im Osten Mitteleuropas und in Osteuropa wird unterdessen die Kupfertechnologie bedeutsam, und das Neolithikum endet hier bereits. Allerdings war auch den südwestdeutschen Kulturgruppen seit der Wende vom 5. zum 4. Jahrtausend die Kupfertechnik bekannt (also das Gießen und Hämmern), möglicherweise als Folge einer donauaufwärts sich ausbreitenden, nach den Bandkeramikern also zweiten Kolonisierungswelle, die nun Südwestdeutschland erreichte, bei deren Ausbreitung die Lengyel-Kultur involviert gewesen sein könnte, deren westlichster Ausläufer die Aichbühler-Kultur des Federsees ist. Über potentielle aus dem Süden kommende Kultureinflüsse der sog. „keramischen Wauwil-Gruppe“ wird spekuliert. Sie könnte neben technologischen Neuerungen bei der Schäftung (Zwischenfutter) vor allem Änderungen der Ackerbaumethoden, insbesondere des wegen der bei Reife stärkeren Löslichkeit der Körner von der Spelzen sehr viel besser verwertbaren Nacktweizens vermittelt haben, der nun vermehrt am Bodensee nachweisbar ist.
- Aichbühler Gruppe:[144] Sie datiert zwischen 4300 und 4200 v. Chr., ist nur am Federsee belegt und wird als westlichster Teil der späten Lengyel-Kultur gewertet, wobei lokale epirössener Elemente eine Rolle gespielt haben können.[117] Der Begriff „Aichbühler Gruppe“ im heute verwendeten und nicht mehr im ideologisch verzerrten Reinerthschen Sinn wurde 1967 vom Kölner Prähistoriker Jens Lüning geprägt. Ab 4200 v. Chr., in der Endphase des Atlantikums, werden mit dieser Kultur am Federsee die ersten beiden Hausbefunde sichtbar, und zwar beim Benennungsort Aichbühl und in Riedschachen I (vermutlich bis zu sechs Häuser), beide bereits 1875 entdeckt und in den 1920er Jahren ausgegraben, später auch an den Fundorten Henauhof I sowie möglicherweise Ahwiesen und Torwiesen (Sondagen). Das Dorf Aichbühl, es war unbefestigt, nimmt dabei eine Sonderstellung ein als einziges komplett ausgegrabenes und vollständig erforschtes Moordorf, neben dem direkt benachbarten Riedschachen I, zudem das bisher einzige seiner Art aus dieser Kulturschicht. Es fanden sich dort 23 ebenerdige Häuser (je ca. 8 × 5 m) mit Holzböden aus runden oder halbrunden Stämmen, mit Bohlen- und Flechtwänden sowie holzbelegten Vorplätzen, die sich möglicherweise einst zu einer Art Dorfstraße zusammenfügten. Bei nassem Untergrund wurden gelegentlich Unterbauten in Gestalt von Pfahlrosten notwendig. Die Innenräume waren zweigeteilt mit einem kleinen Vorraum für den gewölbt übermauerten (Weidengeflecht mit Lehmmantel) Backofen in der Art einer Wirtschaftsküche sowie einen größeren Hauptraum mit Feuerstelle. Die Häuser scheinen jedoch nicht alle zur selben Zeit errichtet worden zu sein; man nimmt eher einen dreiphasigen Siedlungsbau an. Ernährungsgrundlage waren Ackerbau (Gerste, Spelz- und Hartweizen) sowie Viehzucht und Fischfang; doch ist darüber relativ wenig bekannt. Auffällig sind schlanke Streitäxte (Aichbühler Hammeraxt[145]), die denen der Lengyel-Kultur stark ähneln. Keramikfunde, meist Becher, zeigen Züge der Michelsberger und der Altheimer Kultur und waren offenbar mitunter weiß bemalt.
Gerade das Aichbühler Moordorf spielte allerdings während der NS-Zeit eine ideologisch bedenkliche Rolle, da man es, initiiert vor allem von Hans Reinerth, zur altgermanischen Hausbautradition verklärte, die bis in die Ägäis ausgestrahlt habe. Sogar ein zentrales „Führerhaus“ (Haus 15), daneben eine „Versammlungshalle“ (Haus 17) wollte man festgestellt haben. Auch die übrigen Befunde bog man sich derart fabulierend zurecht.[146]
- Schussenrieder Gruppe:[147] Namensgebend für diese zwischen 3955 und 3870 v. Chr. (Dendrodaten) am Federsee in Teilen Baden-Württembergs zwischen 3900 und 3500 vor allem in Oberschwaben verbreitete Kultur (oder „Gruppe“) war der heute durch Entwässerung weitgehend zerstörte Fundplatz Riedschachen II. auf der Gemarkung Bad Schussenried am südlichen Ende des Federseebeckens, denn als Eugen Frank 1875 den ersten Holzbau dieser Siedlung entdeckte, nannte er ihn „Schussenrieder Pfahlbau“ und übernahm so den durch den Schweizer Altertumsforscher Ferdinand Keller nach der Entdeckung der Pfahlbauten am Zürichsee 1853/54 geprägten Begriff, der dann später immer wieder zu heftigen Kontroversen Anlass gab. 1960 führte dann der Prähistoriker Jürgen Driehaus die Bezeichnung „Schussenrieder Kultur“ ein.
Von der alten Grabung in den 1930er Jahren durch Reinerth kennt man inzwischen die Anlage des Fundortes Taubried I mit 22 ein- und zweiräumigen kleineren, in Pfostenbauweise errichteten Häusern, die ein unregelmäßiges Haufendorf ohne Palisade aber mit Giebelausrichtung zu einer Straße bildeten. Die weitgehend verzierungslose Keramik legt eine Datierung von Taubried am Ende des Schussenried-Komplexes nahe.[23]
Weitere Belege (neben Taubried I) für diese nur etwa 100 Jahre dauernden Kultur mit bisher insgesamt drei Siedlungsresten (und vier weiteren Fundplätzen, die möglicherweise weitere Siedlungsorte gewesen sei könnten) sind:
  - im nördlichen Becken der Weiler (zwei oder drei kleine Häuser) Alleshausen-Hartöschle. mit einem Dendrodatum 4045 v. Chr.;
  - im südlichen Becken bei der Insel Buchau: Bachwiesen I. mit fünf Pfahlbauten (Dendrodat. 3975), deren Bewohner vor allem auch wildbeuterisch ausgerichtet waren und den See nutzten,[148] und in den Bachwiesen II. wobei letztere 2005 in einer Notgrabung tatsächlich ursprüngliche, allerdings instabile und durch Überflutung überschwemmte und eingestürzte Pfahlbauten ergaben, eine damals wohl dramatische Situation, die aber nun eine reichhaltige Fundausbeute an Knochen, Keramik, Schmuck und Geräten lieferte.[149]

Die „Aichbühler Gruppe“ wurde in der „Schussenrieder Gruppe“ offenbar teilweise fortgeführt, ohne dass sich direkte Beziehungen ergäben; ebenso gibt es enge Beziehungen zur Michelsberger Kultur. Keramikdatierungen ergaben beginnendes 4. Jahrtausend. Vermutet wird, dass die „Schussenrieder Gruppe“ Folge eines zweiten Lengyelisierungsschubes war, der mit potentiellen Migrationsphänomenen vom Ulmer Raum ausging, den Federsee erreichte (Dendrodat. ab 3930) und von dort aus die Hornstaader Gruppe am Bodensee mit Auswirkungen bis zum Zürichsee. Eine Transgression des Federsees (T5) schließt diese hier relativ kurze Periode ab. Was während der nächsten hundert Jahre bis zur „Pfyn-Altheimer-Gruppe“ geschah, ist unklar. Auf eine Waldregeneration deutende Pollen- und Dendrobefunde lassen auf eine siedlungsarme Phase zwischen 3850 und 3750 schließen.
Auch in Riedschachen II wurden in den 1930er Jahren prähistorische Funde der Archäologen ideologisch überschichtet, indem man die Mischung der Haustypen in Riedschachen II als Ergebnis der Vermischung von Hausbautraditionen „nordischer“ eingewanderter Siedler mit der „westischen“ Urbevölkerung interpretierte, nachdem der Arzt und Prähistoriker Alfred Schliz bereits um die Jahrhundertwende von einer Pfahlbaurasse fabuliert hatte.
Sowohl die „Aichbühler Gruppe“ wie die „Schussenrieder Gruppe“ fallen in eine Periode der Klimadepression (Piora I), was die teilweise wie in anderen Seesiedlungsregionen auch zu beobachtetende stark wildbeuterische Komponente der Subsistenzstrategie erklären könnte (gehäuftes Auftreten von Netzsenkern).
- Pfyn/Altheimer Gruppe:[151] Die 1981 bei Ödenahlen. aber auch in der Schweiz, in Oberschwaben und Bayern zwischen 3750 und 3400 nachgewiesene „Pfyn-Altheimer“ Besiedelungsphase fällt in ganz Oberschwaben und im Unterschied zu den beiden vorangegangenen in einen Zeitraum optimaler Klimaverhältnisse des um 3700 v. Chr. beginnenden frühen Subboreal. Florierende Land- und Viehwirtschaft, bedeutende Rinderhaltung und Dominanz des Nacktweizenanbaues lassen sich beobachten. Pferdehaltung wird üblich. In dieser Gruppe mischen sich die Kulturmerkmale der nordschweizer Pfyn-Gruppe – sie waren die ersten Kupfergießer – mit denen der bayerischen Altheimer Gruppe, die dort die erste chalkolithische Kultur repräsentieren. Die Phase endete an den oberschwäbischen Seen mit der Klimadepression von Piora II um 3600 v. Chr. und der Transgression T6 (Dendrodat. 3696). Die Besiedelung des Bodenseeufers kommt hingegen erst 150 Jahre später zum Erliegen.[70]
Typisch für die Gruppe sind unverzierte, durch Schlickauftrag gerauhte Gefäße. Bereits in Bachwiesen I wurden die typische Keramik dieser Gruppe nachgewiesen.
In der bis zu einem Meter dicken Kulturschicht in Ödenahlen fanden sich 10 bis 20 sowohl ebenerdige wie auch auf ca. 80 cm gestelzte, 4 × 6 m große Häuser. Es gab eine Palisade, die erste Dorfumzäunung am Federsee. Ödenahlen ist am Federsee der bisher einzige voll ausgegrabene Siedlungs-Fundort dieser Gruppe; Streufunde etwa bei Alleshausen und Notgrabungen auf den Bachwiesen II und Riedschachen III lassen jedoch auf weitere schließen. Inzwischen kann man am Federsee drei Siedlungen dieser Gruppe nachweisen. Ihre genaue Siedlungsform konnte aber bis jetzt nicht bestimmt werden. Die erste Bauphase liegt zwischen 3719 und 3688 v. Chr. (Dendrodat.) Alle datierbaren Bauphasen liegen innerhalb eines knappen Jahrhunderts zwischen 3745 und 3650 v. Chr.
Die größte Siedlung der „Pfyn-Altheimer Gruppe“ lag in Sipplingen und umfasste 100 bis 150 Häuser. Für die jüngere Phase dieser Kultur fand sich allerdings in Oberschwaben bei rückläufiger Siedlungsdichte (Tiefpunkt 3400) bis zum Übergang zum Endneolithikum kein Beleg.[152]

##### Endneolithikum
Typisch für diese nach Jürgen Driehaus (1960) und R. A. Maier (1964) „Endneolithikum“ genannte Spät- und Endphase des süddeutschen Neolithikums ist, dass sich die verschiedenen Kulturen und Gruppen nun so vermischen, dass es damals keine geschlossenen, voneinander klar zu trennenden Kulturen mehr gegeben hat. Vielmehr entsteht der Eindruck von wenigen großräumig verbreiteten Erscheinungen, die mit ihren Formen und Inventaren das Bild beherrschen, sich aber gegenseitig derart beeinflussen, dass fast jeder Fundort eine andere Inventarzusammensetzung hat. Definiert wird diese Phase vor allem dadurch, dass nun die Kupfertechnologie, die zuvor ein halbes Jahrhundert genutzt worden war, für eine ebenso lange Zeit abbricht, dafür aber die Holz- und Steinbearbeitung einen sehr hohen Stand erreicht, die Töpferkunst andererseits nun eher gering geschätzt und nur noch funktional, nicht mehr dekorativ gehandhabt wird.
Zudem erscheint nun im Endneolithikum ein völlig neuer Siedlungstypus, denn nun sind größere, drei- bis vierräumige, mit zentraler Feuerstelle ausgestattete Häuser beidseits einer als Bohlenweg ausgestalteten zentralen, auch hierarchisch bestimmten Verkehrsachse aufgereiht und nicht mehr wie im vorangegangenen Jungneolithikum als zweiräumige Holz-Lehm-Bauten von noch relativ egalitären Familiengruppen in Zeilen angeordnet, dazu meist ohne Palisaden. Zudem gibt es nun Haupt- und Nebensiedlungen, allerdings mit einer Konzentration auf nur noch eine einzige Siedlungskammer.
Die endneolithischen Vorgänge sind zudem in ein umfangreiches Innovationsgeschehen eingebettet, das zumindest teilweise auf Impulse aus dem Donauraum zurückgeht und das unter anderem neue textile Techniken, die Einführung von Rad und Wagen, ein verändertes Kulturpflanzenspektrum, neue Erntetechniken und vermutlich die Einführung des Pflugackerbaus beinhaltet.
Die beiden wesentlichen Gruppen am Federsee sind die „Horgener Kultur“ mit einer auffälligen Siedlungskonzentration um die Insel Buchau mit dem Bohlenweg „Am Bahndamm“, der zu einer bis jetzt noch nicht entdeckten Siedlung führt, und die „Goldberg-III-Gruppe“ mit einer Massierung im nördlichen Federseeried. Die 45 ha umfassende Inselfläche von Buchau dürfte allerdings jeweils nur für eine kleine Siedlungsgemeinschaft ausreichende Weid- und Anbaufläche geboten haben, war aber als Ausgangsfläche für Fischerei und wildbeuterische Aktivitäten sehr geeignet.
Dendrochronologisch lässt sich schließen, dass es sich jeweils um eine mehrere Generationen andauernde Besiedlung der jeweiligen Siedlungskammern gehandelt hat, in denen dieses sukzessiv verlagert wurden. Die Federseeufer waren also im Endneolithikum nicht mehr wie noch im Jungneolithikum an voneinander entfernt liegenden Stellen besetzt, sondern es findet sich nun ein neues Siedelverhalten, mit einer räumlichen Konzentration mehrerer Siedlungen, die zudem eine deutliche ökonomische Differenzierung in Groß- und Kleinhäuser sowie Haupt- und Nebensiedlungen aufweisen, die mitunter auch ökonomisch bedingt gewesen sein dürfte. Typisch für das neue Siedlungsverhalten des Endneolithikums ist nun eine zwar relativ häufige und hochmobile Verlagerung des Siedlungsorte, jedoch langfristig innerhalb desselben Siedlungsterritoriums, so dass sich regelrechte Fundortcluster ausbilden.
- Horgener Kultur:[100] Die um die Insel Buchau gruppierten fünf Siedlungen der älteren, durch ihre charakteristisch dickwandige und allenfalls grob verzierte Keramik definierte „Horgener Kultur“ fallen ebenfalls in die letzte Klimadepression von Piora II. In diese etwa 400 Jahre umfassende Siedlungsphase fällt möglicherweise aber auch mit der älteste Radfund Europas, (nach neueren Datierungen allerdings erst um 2890 und damit Goldberg III).[157]
  - Die erste Siedlung der „Horgener Kultur“ fand man jedoch bereits in den 1920er Jahren im Dullenried. mit acht allerdings sehr kleinen, haufenartig gruppierten, zunächst für primitiv (und rund) gehaltenen Hütten, die typologisch bis 3150 datiert werden. Die Siedlung gehört vermutlich in den Umkreis der Horgen-Siedlungen um die Insel Buchau.
  - In Torwiesen II. wurde 2005 ein ganzes, wenn auch nur wenige Jahre existentes Straßendorf dieser Kultur mit zwölf ebenerdigen Großhäusern (nur Haus 1 war als Pfahlbau angelegt) und drei kleineren einkammrigen Häusern (ca. 215 bis 250 Bewohner) direkt am einstigen Ufer ausgegraben,[158] der erste Vertreter eines Straßendorfs vom Typ Seekirch. Es zeigt nun erstmals einen ausgeprägten Siedlungsdimorphismus, der sich von jetzt an noch verstärken sollte und als Zeichen eines gesellschaftlichen Wandels gilt, bei dem große bäuerliche Familieneinheiten neben ärmeren Klein- oder Einzelexistenzen stehen mit einer vorwiegend jägerischen bis gemischten Subsistenz, falls es sich nicht um Zuwanderer gehandelt hat. Möglicherweise bestand dabei eine wirtschaftliche Abhängigkeit von den drei reicheren Häusern am Dorfeingang im Sinne einer partiell wirtschaftlich und verwandtschaftlich geregelten Ranggesellschaft, die allerdings beim Bau ihrer Häuser offenbar unterschiedlichen kulturellen Traditionen folgt, denn es finden sich ein- und zweischiffige Anlagen, und zwar unabhängig von der Hausgröße. Die Dorfgemeinschaft bildete also keine technologisch und typologisch einheitliche Gesellschaft etwa im Sinne eines Stammes oder Clans, wie auch kulturell unterschiedliche Einzelfunde ausweisen (z. B. Spinnwirtel), sondern es lebten unterschiedliche Familiengruppen und eventuell sogar Individuen im Dorf zusammen, die sich einer gemeinsamen territorialen und sozialen Ordnung fügten.[159] Man hat hier somit eine festgefügte soziale Ordnung mit sozialem Gefälle vor sich, bei der die Errichtung von Straße und Brücke Gemeinschaftsaufgaben waren. Dabei ist vom Dorfeingang nach hinten eine abfallende soziale Abstufung erkennbar, was Größe der Häuser und Bauholzqualität sowie die Qualität der allerdings nur wenigen und teilweise schlecht erhaltenen Einzelfunde angeht, von denen vor allem die Keramik Einflüsse der Badener Kultur aufweist. Die einst auf einer Halbinsel liegenden, wirtschaftlich wohl unabhängige Siedlung war über einen Bohlenweg (Dendrodat. 3281) und eine gut konstruierte Brücke mit dem Festland verbunden und konnte dendrochronologisch auf 3283/3278 v. Chr. datiert werden (3270 war das Dorf wohl bereits eine Wüstung), der sog. „Bahndamm“ allerdings erst mit RC-Datierung auf 3010 bis 2890.[160]
  - 2007 kam eine neue Siedlung dieser Kultur zum Vorschein: Bachwiesen III.[161] Sie ist etwa 20 bis 50 Jahre älter (Dendrodat. 3334–3304) als die benachbarte Station Torwiesen II. (Dendrodat. 3279), liegt wie diese in einer Engstelle zwischen Insel und Festland und wurde offenbar noch nicht als endneolithisches Straßendorf angelegt, vielmehr scheinen die bisher ausgegrabenen drei zweischiffigen Häuser einzelne Pfahlbauten auf einer gemeinsamen Uferplattform gewesen zu sein. Das Fundmaterial weist auf die ältere Stufe der „Horgener Kultur“. Auffallend war dabei die sorgfältige zimmermännische Bearbeitung der Pfähle, wie sie hier erstmals auftritt, denn im Jungneolithikum wurde meist mit natürlichen Astgabeln als querbalkentragenden Strukturen gebaut. Die ausgegrabenen drei Häuser (es dürfen noch mehr vorhanden sein) waren unterschiedlich groß: 4 auf 10–12 m, 5 auf 8–10 m, und 2,5 auf 5,8 m, die Seiten in Flechtwandtechnik und Lehmbewurf. Die ersten beiden Häuser dürften Pfahlbauten gewesen sein, das dritte wohl ein Feuchtbodenbau, so dass von einer zeitlich unterschiedlichen Nutzung auszugehen ist. Vermutlich handelt es sich um eine eher irreguläre Siedlung und kein Straßendorf.
Zahlreiche Einzelfunde. konnten geborgen werden, die formal auf Kontakte zu umliegenden Kulturen schließen lassen und eine Einstufung in die frühe Horgen-Kultur erlauben: so Horgen-Keramiken, Spinnwirtel, Geweih- und Knochengeräte, Holzgeräte wie Speere, Hacken und evtl. Pfeile, Textilreste, Felssteingeräte (Netzsenker, Beile, KLopf- und Mahlsteine, Schleifplatten), schließlich Geräte aus Feuerstein (Abschläge), ein wohl importierter Bergkristall. Dieses Fundspektrum belegt somit häusliche Küchenaktivitäten, unterschiedliche Haus- und Jagdgeräteproduktion, Textilherstellung sowie Fernhandel in den Donauraum, die Alpen und den Aargau. Gefunden wurden zudem neben Koprolithen zahlreiche Samen- und Fruchtreste: an Kulturpflanzen (vor allem Haus 3) Nacktweizen, Gerste, Lein, Schlafmohn, Erbsen, an Wildpflanzen: Beeren, Wasser- und Haselnuss, Wildäpfel. An Tierresten fand man vor allem Fisch- und Wildtierreste, was für eine vorwiegend wildbeuterische Subsistenzstrategie spricht, wie sie während der Piora-II-Kaltphase generell festzustellen ist. Als Dendro- und RC-Daten fanden sich: Haus 1: RC 3365–3098 und 3362–3104 cal BC, Haus 1/2: 3320 (Dendro), 3334, 3306 (Dendro), Haus 2: 3308 ± 1 (Dendro).
  - Eine weitere Pfahlbau-Kleinsiedlung dieser eng benachbarten Gruppe von Siedlungen des Jung- und Endneolithikums wurde 2010 als Bachwiesen IV. identifiziert. Sie zeigt in den beiden ausgegrabenen Häusern Pfahlbaucharakter mit Feuerstellen und gehört in den Zeitraum 3330–3150. Ob es sich dabei um eine Randbebauung eines regulären Straßendorfes oder um isolierte Häuser handelt, ist unklar. Diese neu entdeckte Siedlung reiht sich in die Gruppe der Siedlungen der „Horgener Kultur“ um Bad Buchau ein mit einer Folge ganz unterschiedlich großer Häuser zwischen 25–50 und 5–14 m², die aber aufgrund der vorgefundenen Abfälle und Werkzeuge alle bewohnt gewesen sein müssen.[162]
  - Ein völlig anderes Bild bot hingegen die für die neue Dorfstruktur namengebende, 1989 entdeckte Siedlung Seekirch-Stockwiesen. die man daher zunächst der folgenden „Goldberg-III-Gruppe“ zurechnete, bis eine C14-Datierung erwies, dass sie ins Jahr 2890 v. Chr. einzuordnen war. Die in Pfostenbauweise mit Flechtwänden ausgeführten und mehreren Feuerstellen versehenen Häuser maßen teilweise 5 × 15 m. Die fehlende Lehmbauweise und der Holzfußboden sind ein deutlicher Unterschied gegenüber den vorigen Kulturphasen.
Auch die Organisation des Dorfes scheint sehr verschieden gewesen zu sein, denn die bis jetzt nachgewiesenen elf Häuser waren alle entlang einer mit Bohlen belegten Straße ausgerichtet. Auch bei den Torwiesen. kam ein ähnliches Haus zum Vorschein.[163]
- Goldberg-III-Gruppe:[164] Die seltsame Bezeichnung Goldberg-III hat 1937 der Frankfurter Prähistoriker Gerhard Bersu geprägt als Analogbildung zur Fundstätte Goldberg im Nördlinger Ries, wo er 1911 bis 1929 mit Unterbrechungen gegraben hatte und deren Stufe III von einigen Prähistorikern als eigene, mit der Chamer Kultur verwandte Kulturstufe aufgefasst worden war, deren Bezeichnung man dann auch auf andere Fundorte übertrug.
Die drei im Federseegebiet entdeckten und alle am Nordende offenbar in einer einzigen Siedlungskammer bei Alleshausen und Seekirch gelegenen Siedlungen (das südliche Seeufer bleibt nun siedlungsfrei) dieser dort bisher unbekannten Stufe konnten auf die Zeit zwischen 2890 und 2505 v. Chr. datiert werden (C14), bei bis jetzt allerdings unsicherem Ende. Es sind dies die Fundplätze Alleshausen-Grundwiesen (Dendro 2870/2865 v. Chr.) und Alleshausen-Täschenwiesen (Dendro 2890 v. Chr.) sowie Seekirch-Achwiesen, das vermutlich einst einem Brand zu Opfer gefallen war und daher besonders reiche Funde ergab. An den ersten beiden Orten wurden kleine Häuser (3 × 5 m), in etwa von der Größe der Dullenried-Häuser gefunden, einige davon 1985/86 in der hier erstmals im Endneolithikum nachgewiesenen und eigentlich erst für die Spätbronzezeit typischen Blockhaustechnik, ohne tragende Pfosten wie bisher sonst, sondern mit einem Prügelboden direkt auf dem Torf. Allerdings fanden sich daneben in Seekirch-Achwiesen auch Häuser in der alten Technik, wahrscheinlich sogar als im Wasser stehende Pfahlbauten.
Neben zahlreichen Geräte- und Keramikfunden (vor allem hoch differenzierte Werkzeuge aus Knochen und Hirschgeweih) sind in Seekirch-Achwiesen und Alleshausen-Grundwiesen auch Fragmente hölzerner Scheibenräder geborgen worden, die zu den ältesten des schweizerisch-südwestdeutschen Alpenraumes gehöre und wahrscheinlich Teile von zwei- oder vierrädrigen Karren waren. In ihrer Konstruktion weichen sie von den übrigen europäischen Typen ab und gleichen stark denen der schweizerischen Seeufersiedlungen.
Ein bemerkenswerter Befund liegt für die Wirtschaftsweise in Alleshausen-Grundwiesen vor, wo man in den 1,2 m dicken Siedlungsablagerungen fast keine Getreidepollen oder -reste fand, aber große Leinmengen, die zusammen mit den Scheibenradfunden (Transport) möglicherweise ein Zeichen beginnender wirtschaftlicher Spezialisierung von Haupt- und Nebensiedlungen auf Flachsanbau, Herdenhaltung und Jagd (Knochenbefunde) sein könnten. Möglicherweise erklärt dies auch die endneolithische Siedlungsverlagerung ins nördliche und westliche Ried mit seinen für den Leinanbau besser geeigneten Böden. Die Rolle dieser auch gewerblichen Differenzierung wurde nun immer wichtiger. Auslöser für diese sich ändernde Wirtschaftsweise könnte möglicherweise die letzte, trockenere und kühlere Klimadepression Piora II gewesen sein, die bereits die „Horgener Kultur“ bestimmt hatte und die eventuell eine engere wirtschaftliche Verflechtung und Kooperation samt auf gute Wege und Transportmöglichkeiten angewiesenen Güterverkehr erzwang, wie dies dann für die Bronzezeit mit ihren bereits in dieser Gegend recht aufwendigen Wegekonstruktionen typisch wurde, die im nördlichen Alpenvorland auch Fernverkehrswege im Sinne von Straßen gewesen sind, die weit über örtliche Wegenetze hinausgingen.[165] Dieser ganz entscheidende ökonomische Wandel mit seinen auch gesellschaftlich wesentlichen Differenzierungen, die insbesondere die folgende Bronzezeit mit der vermutlich schon kupferzeitlich beginnenden Entstehung einer die Ökonomie kontrollierenden Oberschicht mit zunehmendem Gewaltmonopol kennzeichnen, hat vor dem Hintergrund dieser, eine mehrstufige Siedlungshierarchie implizierenden Fundsituation somit bereits im Endneolithikum seinen Ursprung.[166]

Übergangsproblematik: Manche kulturellen Erscheinungen der an sich endneolithischen „Goldberg-III-Gruppe“, wie etwa die beginnenden Hierarchisierung und Segmentierung sowie die wirtschaftliche Spezialisierung (z. B. Alleshausen-Grundwiesen), sind wohl als Zeichen einer späten Übergangsphase in Richtung frühe Bronzezeit zu werten. Auch für die analogen Veränderungen der Bauweise, wie sie sich im Straßendorf Seekirch und in Bad Buchau-Torwiesen II zeigt, gilt dies. Es gab eindeutig ein von außen herangetragenes Innovationsgeschehen aus dem mittleren Donauraum mit neuen Techniken (Pflug, Wagen) und neuen Nutzpflanzen. Dennoch bleibt die Tatsache bestehen, dass die beiden wichtigsten endneolithischen Kulturgruppen, Schnurkeramik- und Glockenbecherkultur, hier völlig fehlen, obwohl sie in dieser Phase über weite Teile Europas verbreitet waren, die Schnurkeramik auch am Bodenseeufer (sie fehlt wiederum weitgehend an der Donau). Die bisherigen gewachsenen Kulturgrenzen wurden dabei praktisch aufgehoben, so dass man das Endneolithikum deshalb im Federseebereich und in Oberschwaben insgesamt am besten über dieses Negativkriterium definiert, zumal beide Kulturen sich im Laufe ihrer Dauer gegenseitig stark beeinflusst haben, insbesondere während der zweiten Hälfte des 3. Jahrtausends v. Chr. Ihnen kommt daher auch beim Entstehen der folgenden Frühbronzezeit in wenn auch unterschiedlicher Weise eine formative Bedeutung zu, da sie in dieser Periode zwischen 2700 und 2200 v. Chr. ein regelrechtes kulturelles Kontinuum ausbildeten. Man nimmt inzwischen sogar an, dass die „Goldberg-III-Gruppe“ die Ausbreitung der Schnurkeramik in Oberschwaben behinderte und diese sich dann vom Südwesten her über den Hochrhein, möglicherweise sogar vom Zürichsee her in das Gebiet ausbreitete.
Die Endphase des Neolithikums, der Übergang vom Endneolithikum zur Frühbronzezeit, liegt hier also nach wie vor weitgehend im Dunkeln, denn zwischen Donau und Bodensee kennt man insgesamt, abgesehen vom Gebiet zwischen Bodensee und Schweizer Mittelland, wo es zwischen 2700 und 2400 zahlreiche Pfahlbausiedlungen gab, kaum Funde der Schnurkeramik (nur Hornstaad-Schlössle I, 2690/2666), deren Laufzeit sich mit der „Goldberg-III-Gruppe“ überschneiden sowie keinen einzigen Fund der nachfolgenden Glockenbecher-Kultur, die zumindest in Teilen stark nomadisierend geprägt gewesen sein könnte und wohl aus Einwanderern bestand, die sich später mit den sesshaften Bauern vermischten. Es ist unklar, ob diese große Fundlücke von über 700 Jahren, nämlich von 2500 (letztes Dendrodatum der Räder von Seekirch) bis 1979 (Dendrodatierung von Einbäumen: Wiedereinsetzen nachweislicher Aktivitäten noch ohne Siedlungsbeleg) und 1767 (frühestes Dendrodatum der Siedlung Forschner) bedeutet, dass das Federseegebiet in dieser Periode eventuell wegen der damaligen Klimadepression, die das Gebiet möglicherweise nur mit passageren Lagern für die hier besonders erfolgversprechende Jagd interessant machte, nicht oder kaum besiedelt war. Warum man die potentiellen Reste noch nicht gefunden hat oder ob es sie überhaupt gibt, ist eine offene Frage. Allerdings wurden 2004/05 zwei Einbäume bei einer Notgrabung in Bad Buchau geborgen, und das kalibrierte C14-Datum des einen ergab 2138–1978 v. Chr. Die fünf und zehn Meter langen Boote lagen in gleicher Richtung mit dem Bug zum Ufer, im Umfeld fanden sich hölzerne Stangen und Spülsäume, die kulturschichtartig waren samt einem steckenden Pfahl, so dass die Vermutung nahe liegt, es könnte sich um einen frühbronzezeitlichern Bootsanlegeplatz in der Nähe eines ehemaligen Federseezuflusses handeln. Eine eventuell dazugehörende Siedlung wurde jedoch nicht gefunden.

### Metallzeit
Das 3. bis 1. Jahrtausend v. Chr. ist in Europa von dramatischen Veränderungen in Kultur, Ökonomie und Gesellschaft gekennzeichnet, die sich bereits spät- bis endneolitisch ankündigten. Im Gegensatz zu früher geht man aber inzwischen davon aus, dass sich die Metallzeit in Europa nicht als eine Folgeentwicklung mediterraner Vorgänge darstellt, sondern ein unabhängig entstandenes indigenes Phänomen mit lokalen Innovationen ist, obwohl es natürlich auch aus dem Mittelmeergebiet Einflüsse gegeben hat, deren Bedeutung inzwischen aber für eher gering gehalten wird. Die europäische Metallzeit entstand vielmehr aus der europäischen Kupferzeit und führte eigenständige endneolithische Entwicklungen weiter. Dabei bildete sich schließlich eine Reihe eigener sozialer, materieller und immaterieller Kulturformen aus.
Die Verbindung zwischen endneolithischer und metallzeitlicher Kultur fehlt allerdings am Federsee bisher komplett, es sei denn, man bezieht die spätneolithische Phase der „Horgener Kultur“ und der „Goldberg-III-Gruppe“ mit ein, die ja ökonomisch und sozial bereits deutliche Trends in diese Richtung aufweisen. Andererseits bricht endneolithisch die vorher bereits lokal mehrere Jahrhunderte lang vorhandene Kupfertechnologie für die nächsten 500 Jahre völlig ab.

#### Bronzezeit
An den Ufern der oberschwäbischen Seen und am Bodensee setzte sich in der Bronzezeit das steinzeitliche Siedlungsverhalten fort. In dieser Zeit erreichten die sog. Pfahlbauten, also Feuchtbodensiedlungen im weiteren Sinn, ihren baulichen Höhepunkt. Sie enden etwa gleichzeitig, wahrscheinlich durch plötzliche Überflutungen (T9), denn sowohl in der Schweiz wie im oberschwäbischen Raum sind als letzte Dendrodaten 850 bzw. 848 v. Chr. belegt. Dazu findet sich in vielen Siedlungen eine überdeckende Schwemmschicht. Da solche länger anhaltenden Transgressionen eine durchgängige Besiedlung der Uferflächen wie schon im Neolithikum nach wie vor verhinderten, existierten solche Siedlungen immer nur periodisch und mitunter wie am Federsee nur in jeweils einer Siedlungskammer in offenbar zentraler, dazu stark abgesicherter Position mit einer längeren Siedlungskontinuität.
Ein wichtiger Zug solcher Siedlungen ist allerdings ihre Reichweite an Bronzen; sie wurden zumeist auch dort hergestellt und finden sich zahlreich, entweder weil sie nicht bei plötzlichen Überflutungen mitgenommen werden konnten oder auch weil es sich um Opfergaben gehandelt hat, wie vor allem die für die Bronzezeit reichlich nachgewiesenen Depotfunde nahelegen, zu denen auch der 1927 gemachte Fund bei der Wasserburg Buchau gehören könnte (Ringschmuck, Beil und Lanzenspitze). Dies gilt vor allem für Feuchtboden- und Moorfundplätze, die möglicherweise als naturheilige Ort verstanden wurden. Dieser Sachverhalt ändert sich insbesondere für Süddeutschland in der Eisenzeit stark, denn Metalldeponierungen kommen hier kaum noch vor. Für den Federsee wie auch für das gesamte Gebiet zwischen Donau und Bodensee bemerkenswert ist, dass es hier eine Fundlücke gibt, die von der ausklingenden Jungsteinzeit bis zur frühen Bronzezeit reicht und in der sowohl Funde der Schnurkeramik wie der Glockenbecherkultur völlig fehlen. Die früh- und vor allem mittelbronzezeitliche Siedlung Forschner und die spätbronzezeitliche Wasserburg Buchau sind für diese Epoche die einzigen Siedlungsplätze, die man am Federsee bisher gefunden hat. Insgesamt kam es mit der bronzezeitlichen Besiedelung zur endgültigen Herausbildung einer offenen Kulturlandschaft und zur Entstehung von Weidegründen außerhalb der zuvor meist üblichen Waldweide.

##### Früh- und Mittelbronzezeit:Siedlung Forschner
Die nach ihrem Entdecker benannte, seit 1920 durch Sondagen bekannte Siedlung Forschner, die ungefähr 10.000 m² bedeckt (Welterbe-Kernzone heute 3,52 ha), lag im südlichen Federseeried vermutlich auf einer Landzunge und ist die einzige Feuchtbodensiedlung im Federseemoor ihrer Zeit geblieben; auch Hinweise auf Mineralbodensiedlungen in der Umgebung fehlen. Erste Besiedlungsspuren dieser am stärksten befestigten Feuchtbodensiedlung des gesamten nördlichen Alpenvorlandes datieren in die Frühbronzezeit und beruhen auf Dendrodaten aus Einbäumen im Bereich der späteren Siedlung Forschner (1979, 1963 und 1819 v. Chr.); der Schwerpunkt liegt jedoch in der Mittelbronzezeit. Die mit Palisade und einer zusätzlichen Holzwehrmauer stark befestigte Anlage ist nördlich der Alpen die einzige im Moor konservierte Festungssiedlung der Mittelbronzezeit. Der größte Teil der Funde gehört der Hügelgräberkultur an und lässt eine große Spannweite an Fernkontakten etwa durch Handel vermuten, wie insbesondere die Keramikfunde ausweisen. Die einzigartige und haufendorfartige Siedlungsstruktur mit ihren Palisaden zeigt Parallelen zum Donauraum und wird kulturell mit der etwa zeitgleichen mittelbronzezeitlichen Stufe der Heuneburg (15. bis 13. Jahrhundert v. Chr.) an der Oberen Donau in Verbindung gebracht (Entfernung Luftlinie nordöstl. zehn Kilometer), deren Fundmaterial allerdings zeigt, dass ihre bronzezeitliche Besiedelung frühestens mit der jüngsten Phase der Forschner-Siedlung begann.
Das Areal enthält drei sich mit größeren Unterbrechungen über 270 Jahre erstreckende Siedlungsanlagen, die dendrochronologisch weitgehend verifiziert werden konnten:
1. Die erste, SF1, stammt noch aus der frühen Bronzezeit; sie dauerte von 1767 bis 1730 v. Chr. und wurde durch eine Transgression beendet, die die Siedlung nahezu komplett abräumte. Der von Palisaden umschlossene Raum umfasst 0,83 ha, mit einem Innenbereich von 0,45 ha. Es gibt 30 Hausgrundrisse zwischen 30 und 35 m² Grundfläche.
2. Die potentiell zweite Siedlungsphase Sf2 ist nur schwach belegt und liegt um 1610–1600 v. Chr. am Beginn der mittleren Bronzezeit. Die Siedlungsphase Sf2 ist nur durch wenige dendrochronologisch datierte Eichenpfähle nachweisbar. Die wenigen Bauten könnten allerdings auch zur dritten Siedlungsphase gehören.
3. Die dritte Phase Sf3 schließlich datiert von 1519 bis 1481 v. Chr., besaß ebenfalls eine doppelte Wehranlage, die insgesamt 1,32 ha umschloss. Auch sie wurde durch eine Transgression beendet (T8). Danach begann 1480 v. Chr. im gesamten nordalpinen Raum eine Siedlungslücke in der Pfahlbaubesiedelung, die bis 1050 v. Chr. andauerte und mit einem Vorstoß der Alpengletscher einherging, der als Löbben-Schwankung bezeichnet wird.

Die Dendrochronologie ergab insgesamt sehr genaue Datierungen: Die älteste Eiche dort begann im Jahr 1955 v. Chr. zu wachsen, 1492 v. Chr. wurde der letzte Baum gefällt. Der überwiegende Baubestand gehört ins 18. vorchristliche Jahrhundert, eine Zeit, aus der man bisher keine Siedlungen kannte. Die drei Siedlungen sind allerdings sehr ungleich erhalten, da sich ab dem 16. vorchristlichen Jahrhundert die Blockbauweise durchsetzte, die, da ohne Pfostensetzungen, keine Spuren im Boden hinterlässt, so dass in der 2. und vor allem der 3. Phase Haustypen kaum auszumachen sind. Die ältere Siedlung wurde andererseits relativ bald durch ein Ansteigen des Federsees überspült.
Auch anhand der Haustypen lassen sich drei Siedlungsphasen nachweisen. Errichtet wurde die bereits von einer äußeren Palisade und einer inneren Holzwehrmauer umgebene ältere Siedlung Sf1 mit Ständerbauten auf Schwellholzrahmen. Ob es vor Sf1 eine eigenständige Siedlung gab, ist bis jetzt unklar.
1994 entdeckte man dann eine 800 m lange, neun Meter breite, nach Südosten führenden Bohlenstraße, welche die Insel mit dem Festland verband und die in vier Etappen zwischen 1514 und 1388 v. Chr., also in der dritten Siedlungsperiode Sf3 gebaut wurde, offenbar um die Siedlung Forschner nach einem klimatisch bedingte Wasserspiegel-Anstieg auf die mineralische Insel zu verlegen. Diese Inselsiedlung überdauerte das Ende der Forschner-Siedlung um 100 Jahre und bestand etwa 20 Jahre und möglicherweise konkurrierend gleichzeitig mit ihr.
Es lassen sich drei Clangruppen unterscheiden, die unterschiedlichen Bautraditionen gefolgt sind. Bei 8 bis 15 Häusern pro Gruppe ergab sich eine Gesamtzahl von 30 bis 35 Häusern mit einer 200 bis 300 Personen umfassenden Siedlungsgemeinschaft. In dieser muss von einem hohen Organisationsgrad ausgegangen werden, wie schon Planung und Bau der Verteidigungsanlagen zeigen, die im Vergleich zu den früheren neolithischen Anlagen eine weit genauere Vorplanung verlangen, Ausweis eines offenbar nun wichtig gewordenen Sicherheitsbedürfnisses. Übergeordnete Organisationsstrukturen wie etwa eine Häuptlingsherrschaft können aus der Siedlungsstruktur aber noch nicht abgeleitet werden.
Das Fundspektrum der Siedlung Forschner umfasst vor allem Gebrauchskeramik, dazu wenige Bronzen, Geweih-, Knochen- und Silexartefakte. Die Funde stammen hauptsächlich aus der Detrituszone zwischen Holzmauer und innerer Palisade. Die Keramik hat unterschiedliche kulturelle Bezüge zur Hügelgräberkultur und weist entsprechend auf verschiedenen kulturelle Verflechtungen und Handelsbeziehung vor allem nach Süden in Richtung Oberbayern hin. Das ist insofern nicht weiter verwunderlich als sich der Federsee an der Nahtstelle von zwei überregional bedeutsamen Kommunikationsachsen des südwestdeutschen Alpenvorlandes befindet, und zwar der östlichen Donauroute und der südlichen Route Schussental – Alpenrheintal, die Oberschwaben mit dem transalpinen Raum verbindet. Südwestliche Kontakte sind hingegen schwächer ausgeprägt und überschreiten den Oberrhein nicht.

##### Spätbronzezeit:Wasserburg Buchau

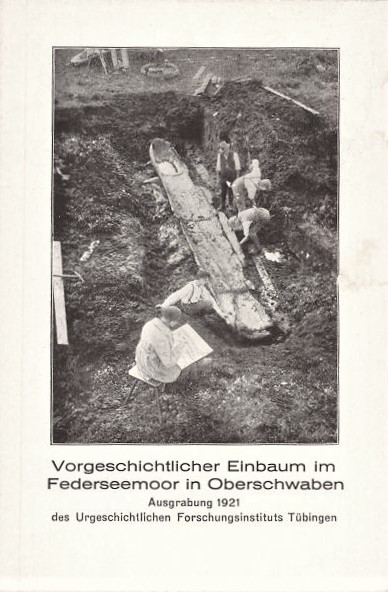
Einbaum im Federseemoor - Ausgrabung von 1921 des Urgeschichtlichen Forschungsinstituts der Universität Tübingen

Die Siedlung Forschner dürfte als letzte mittelbronzezeitliche Siedlung um etwa 1350 v. Chr. aufgegeben worden sein. Bis zur Aufnahme der Bautätigkeit in der spätbronzezeitlichen Wasserburg Buchau um 1058 v. Chr. klafft nun wieder eine zeitliche Lücke von etwa 300 Jahren, die allerdings nicht bedeutet, dass das Gebiet völlig leer war, denn es gibt für diese Zwischenzeit einige Streufunde; und auch die Pollendiagramme zeigen die Gegenwart von siedlungsanzeigenden Pflanzen. Auch die spätere Wasserburg hat ein Umfeld von Einzelfunden und scheint zudem wie die Siedlung Forschner ein Pendant auf der Insel Buchau besessen zu haben. Regelrechte spätbronzezeitliche Mineralbodensiedlungen im Umkreis des Federsees sind allerdings nicht bekannt.
Die „Wasserburg“, die bis heute einzig komplett untersuchte, von der Siedlung Forschner nur 400 m entfernte spätbronzezeitliche Moorsiedlung in den Gebieten Egelseer Ried und Taubried östlich von Buchau ist kulturgeographisch südlich und östlich orientiert. Sie wird der Urnenfelderkultur zugeordnet und war ebenfalls stark befestigt. Ein aus einem Einbaumpaddel gewonnenes Dendrodatum ergab 872 v. Chr. Errichtet wurden die Häuser meist in Blockbautechnik auf Niedermoorgrund, und in beiden Siedlungen, Forschner wie Buchau, sind die Gebäude in mehreren losen Gruppen angeordnet, die möglicherweise Mehrbetriebsgehöfte verschiedener Familienverbände darstellen und Siedlungshierarchien repräsentieren können. Das unterscheidet die „Wasserburg“ von den zeitgleichen Siedlungen am Bodensee und in der Schweiz, wo man meist enge Häuserzeilen findet. Auch in dieser Periode dürfte es einen Bohlenweg über das Moor gegeben haben.
Ob sich wie von Reinerth vermutet, der ihr schon in den 1920er Jahren auch den stark ideologisch verbrämten Namen gab, auch hier eine ältere Siedlung von einer jüngeren unterscheiden lässt, ist allerdings zweifelhaft. Beide wurden demnach zwischen 1100 und 800 v. Chr. errichtet, wobei es zwischen beiden Bauphasen eine baufreie Zeit von 100 bis 150 Jahren gegeben zu haben scheint. Beide zusammen umfassten eine Fläche von 118 auf 151 m und waren von einer Palisade mit 15.000 Kiefernstangen umgeben, in denen es zwei Durchlässe gab.
Das ältere Dorf umfasste knapp 50 einräumige Häuser und Hütten. Das Dorf scheint durch Brand zerstört worden zu sein, zudem fanden sich deutliche Zeichen einer Überflutung, die das Gelände unbewohnbar gemacht haben dürfte.
Das jüngere Dorf bestand aus neun großen, dreiflügeligen Gehöften mit Wirtschaftsgebäuden, die sich zur Mitte orientierten, wo es einen Dorfplatz gegeben zu haben scheint, alle in Blockbautechnik. Am Rande der Siedlung an der Palisade befand sich eine bis zu 80 cm mächtige Fundschicht mit zahlreichen gut erhaltenen Gefäßen und Bronzen (sowie sechs Schädeln). Die Verzahnung dieses Funde des Spülsaums mit der vorwiegend mineralischen (> 70 %) Kalk- oder der vorwiegend organischen (> 30 %) Lebermudde führte damals zur wissenschaftlichen Kontroverse: Insel- oder Moorsiedlung. Allerdings ist die Siedlungsgeschichte vermutlich komplexer, als es die zweiphasige Gliederung Reinerths wiedergibt, der hier möglicherweise unterschiedlich orientierte Häuser verschiedener Bauphasen grabungstechnisch nicht getrennt hat. Bemerkenswert sind die hier bereits in den 1920er Jahren gemachten Schädelfunde am Außenwall, die auf rituelle Tötungen hindeuten, wie man sie auch an anderen Fundstätten der späten Bronzezeit nachweisen konnte (s. o. Religion).
Ökonomisch zeigt sich eine große Vielfalt an Kulturpflanzen, die im Unterschied zu vorangegangenen Neolithikum einen epochalen Landwirtschaftwandel markiert, wie er sich auch an den Voralpenseen findet und der auf eine Intensivierung des Pflugackerbaues schließen lässt. Andere Indikatoren weisen außerdem auf eine starke Abholzung im Federseegebiet hin.
Die Wasserburg Buchau endet wie die meisten spätbronzezeitlichen Ufersiedlungen in einer Klimaverschlechterung, die sich dendrochronologisch zwischen 850 und 750 v. Chr. nachweisen lässt (letztes Dendrodatum 862 v. Chr.). Es kam dabei zu einer rückläufigen Entwicklung der Siedlungsanzeiger mit Wiederbewaldung, und es gibt mit einem bis zu 80 cm dicken und breiten, zahlreiche Funde enthaltenden und mit Seesedimenten angefüllten Spülsaum um die Wasserburg Hinweise auf ausgedehnte Überflutungen (T9).

#### Eisenzeit
Die auf das Ende der Wasserburg Buchau folgende Transgression T9 weitete die Wasserflächen des Sees außergewöhnlich stark aus und bedeckte bisher kultiviertes Land. Allerdings zeigen die Pollendiagramme weiter und ein letztes Mal eine Besiedelung des Seebeckens an, ab jetzt allerdings ohne Pfahlbauweise oder Feuchtbodensiedlungen.
Hallstatt D (Oggelshausen-Bruckgraben und Buchau):
Die einzige Fundstelle für diese Periode befindet sich im Oggelshauser Ried am südlichen Federsee, wo eisenzeitliche Pfahlstrukturen und Siedlungsreste im Flachwasser einer alten Bachmündung zum Vorschein kamen. Man identifizierte die Reste als sehr kleine Pfahlhäuser, die über Fischfanganlagen errichtet worden waren, deren Leitwerk trichterförmig unter den Hütten zusammen liefen. Keramikfunde erwiesen, dass hier zumindest saisonal gewohnt worden war. Die Anlagen, von denen man bis zu sieben fand und die mit einem Bohlenweg sowie einer Brücke zur Insel Buchau versehen waren, dienten offenbar vor allem dem Fang von Hechten und als Jagdsstützpunkt. Die aufwändig mit Bretter, Pfosten und Stangen errichteten Leitwerke waren bis zu 20 m lang und wurden wohl eher für gewerbliche und weniger für private Zwecke genutzt. Ihr Holz konnte zur Datierung herangezogen werden (Dendrochronologie und C14) und ergab, dass das mehrfach ausgebesserte Leitwerk über 100 Jahre zwischen 720 und 610 v. Chr. in Betrieb gewesen sein musste und möglicherweise bis in die Spätbronzezeit zurückreicht. Die Brücke ergab gar ein Dendrodatum von 577 v. Chr. Der Siedlungsschwerpunkt hatte sich also unterdessen längst auf die Insel Buchau und ins südwestliche Ufer verlagert, unter deren heutiger Bebauung die hallstattzeitliche Hauptsiedlung lag, wie vereinzelt zutage getretene Funde vermuten lassen, und die somit bis in die frühkeltische Zeit reicht. Inzwischen wurden auch an den Randhöhen des südlichen Federseebeckens einige hallstattzeitliche Grabhügelgruppen entdeckt, die Bestattungen aus der jüngeren und älteren Hallstattzeit (C bis D2) aufwiesen, darunter ein Wagengrab.
Latènezeit:
Diese Phase ist gekennzeichnet vom Übergang Vorgeschichte → Frühgeschichte.
Die frühlatènezeitliche Besiedlung mit einer RC-Datierung bis 405 v. Chr. war offenbar nur gering ausgeprägt. Sie verstärkte sich etwas gegen Ende des frühen Subatlantikums. Die Siedlungsaktivitäten in der Mittel- und Spätlatènezeit scheinen sich bei einem Bedeutungsschwund der Insel Buchau gegen Westen verlagert zu haben, wo einzelne Funde eine mittellatènezeitliche Mineralbodensiedlung vermuten lassen, möglicherweise ein Handelsdepot; auch Datierungen von Einbäumen weisen in diese Richtung, und der See scheint als Fischgrund weiter wichtig gewesen zu sein. Ein Depotfund aus dem 1. Jahrhundert v. Chr. im Vollocher Ried mit 130 Bronze- und Eisengegenständen weist auf eine frühe Besiedlung des Bereiches von Kappel an der alten Uferkante des Federsees an. Es fanden sich zudem Reste einer Viereckschanze und von Herrenhöfen mutmaßlich aus dem Umkreis der nur zehn Kilometer entfernten Heuneburg. Somit scheint das Federseebecken an einer von dort nach Süden führenden Verkehrsachse gelegen zu haben.
Sprachliche Spuren der latènezeitlichen Kelten finden sich am Federseebecken und in der näheren Umgebung vor allem in Orts- und Flurnamen. So ist etwa der Name „Federsee“ mit ziemlicher Sicherheite keltischen Ursprungs und bezeichnet „Marschland, Sumpf, Moor“ (kelt.: pheder). Ähnliches gilt für Ortsnamen. In Taubried ist vermutlich das keltische Wort dubr für „Wasser“ erhalten, in Henauhof das keltische Wort kewen für „Bergbuckel“ usw. (vgl. Federsee#Namen und Etymologien.)
Mythologische Spuren, wenn auch nicht im ideologisch motivierten Reinerthschen Sinne, sondern als archetypisches menschliches Erinnerungsmuster etwa nach Carl Gustav Jung, Joseph Campbell und Claude Lévi-Strauss, finden sich vielleicht in der Sage von der versunkenen Stadt, die im Federseegebiet in mehreren Fassungen erhalten ist und eine Erinnerung an von See-Transgressionen verschlungene Siedlungen sein könnte, etwa der letzten bronzezeitlichen Siedlung, der Wasserburg Buchau, die nach Befunden der reichhaltigen Spülsäume möglicherweise Mitte des 9. vorchristlichen Jahrhunderts im Verlauf der besonders dramatischen Transgression T9 aufgegeben wurde, wonach sich die Bewohner in die bereits bestehende Inselsiedlung zurückzogen, gleichzeitig das Ende aller prähistorischen Feuchtbodensiedlungen überhaupt und damit ein so bedeutendes Ereignis, dass es tiefe Spuren im Gedächtnis der lokalen Bevölkerung hinterlassen haben dürfte. (Vgl. Federsee#Sagen und Legenden.) Da alle späteren Siedlungen auf mineralischen Böden auf der Insel Buchau oder am Beckenrand lagen, von den Überflutungen des Sees also wenn überhaupt, dann weit weniger betroffen waren als die alten Feuchtbodensiedlungen, für die das schon im Neolithikum oft der Untergang bedeutete, muss diese Sage sich auf relativ frühe Zeit beziehen, in der noch im Ried gesiedelt wurde.

### Anhang: Historische Zeit
Hier vollzieht sich der Übergang Frühgeschichte → Geschichte. Dieser ist allerdings fließend und keineswegs kontinuierlich, sondern von Regressionen geprägt, vor allem am Ende der Römerzeit und der sich daran anschließenden Völkerwanderungszeit.
Sprachlich führt diese außer in archäologischen Funden auch in Orts- und Flurnamen erhaltene Spur über keltische Reste aus der Hallstatt- und Latènezeit über das Althochdeutsch-alamannische (vor allem in Flur- und Gewässernamen) sowie vereinzelte lateinische Reste ins Mittelhochdeutsche, wo die meisten der Ortsnamen dann erstmals bezeugt sind.
Pollenanalytisch ist um die Zeitenwende eine starke Landschaftsöffnung weg von isolierten Siedlungskammern zu verzeichnen, wie sie auch durch die verstärkte Kolluvienbildung bestätigt wird, die vor allem bei ungeschützten Bodenoberflächen, also beim Fehlen von Bewuchs, wirksam wird. Die weitere Entwicklung bis zur Klostergründung auf der Insel Buchau um 770 n. Chr. ist durch mäßige Siedlungsaktivitäten gekennzeichnet. Im Zuge des mittelalterlichen Landausbaus erreicht die Entwaldung ihr größtes Ausmaß.

#### Römerzeit
Die Römer beherrschten das Gebiet zwischen Ende des 1. und Beginn des 5. nachchristlichen Jahrhunderts und nannten es Germania superior. Zwischen 260 und 280 wurde das Land nördlich der Donau (Dekumatland) von den römischen Truppen geräumt (Limesfall) und die militärische Grenze an Rhenus (Rhein) und Danubius (Donau) zurückverlegt.
Das Federseebecken scheint danach ab 400 n. Chr. klimatisch durch das Pessimum der Völkerwanderungszeit bestimmt. Neben einer mäßigen Abkühlung, die zwischen 500 und 700 n. Chr. mit einem Gletschervorstoß aus den Alpen verbunden war (sog. Göschener Kaltphase II), kam es dabei vor allem zu einer Trockenphase, die sich durch den starken Rückgang der Kolluvienbildung zwischen 300 und 500 n. Chr. bemerkbar macht. In Zentralasien löste diese massive Trockenheit eine Wanderungsbewegung der dort lebenden Reiternomaden (Hunnen) nach Westen aus, die als Anstoß für die dann folgende Völkerwanderung angesehen wird.
Das Federseebecken scheint in dieser Phase und der vorangegangenen römischen Phase eine eher schwache lokale Bedeutung gehabt zu haben, wie einige wenige Funde auf der Insel Buchau und Eichenpfähle bei Seekirch vermuten lassen, die wohl zu einer Landungsbrücke gehörten und dendrochronologisch auf 180 n. Chr. datiert wurden. An der Nordseite des Sees wird aufgrund von Resten eines Straßendammes zudem ein Römerstraße vermutet, die vom Bodensee nach Emerkingen oder Rißtissen am Südrand des Donautals, etwa 35 km südwestlich von Ulm führte und sich zudem an der Schussenquelle gabelte, wobei ein westlicher Zweig nach Mengen-Ennetach nördlich des Ablach-Flusses führte. An allen diesen Orten bestanden römische Auxiliarkastelle, die derart an den Legions- und Flottenstandort Bregenz (Brigantium) angeschlossen waren, das 233 und 259/260 n. Chr. von den Alamannen zerstört, später von der römisch-keltischen Bevölkerung aber wieder aufgebaut wurde. In der zweiten Hälfte des 5. Jahrhunderts übernahmen die Alamannen endgültig die Stadt.
Im weiteren Umkreis des Federseegebietes hat man vor allem südlich bei Bad Schussenried und Reichenbach am Heuberg sowie östlich in Richtung Biberach außerdem römische Villen und kleine Dorfsiedlungen gefunden wie es sie damals überall im römisch beherrschten Süddeutschland jenseits des Rätischen Limes gab.

#### Spätantike und frühes Mittelalter
Historische Situation: Sie gehört zu den unruhigsten und schlechtest belegten der frühen europäischen Geschichte, und ihre Auswirkungen erreichten auch das Federseegebiet. Diese Epoche beginnt mit der sog. Völkerwanderungszeit. Die Ursache der nach und nach im 4. Jahrhundert einsetzenden und über 200 Jahre bis ins 6. Jahrhundert anhaltenden Wanderbewegungen zahlreicher Ethnien ist umstritten. Nach Malcolm Todd wurde sie „nicht durch eine plötzliche Veränderung der Lebensumstände oder erneut hereinbrechende Völkerschaften ausgelöst. Ihre Ursachen liegen aber viel eher im komplexen Geflecht der Beziehungen, die viel der barbarischen Völker mit der mediterranen Großmacht Rom verbanden“.
Eine nicht unwesentliche Rolle mag dabei jedoch gespielt haben, dass es nach einer günstigen Klimaphase, dem „Optimum der Römerzeit“, zunächst aufgrund der günstigen wirtschaftlichen Folgen zur Bevölkerungsvermehrung und anschließend durch die als „Pessimum der Völkerwanderungszeit“ bekannte Klimaverschlechterung (Abkühlung, Austrocknung der Steppen) zu einem entsprechenden großräumigem Wanderdruck mit einer Kettenreaktion aus Bevölkerungsverschiebungen kam, die sich mit dem gleichzeitigen Zerfall des römischen Imperiums überschnitt und in deren Verlauf zunächst eurasische Reiternomaden (Hunnen/Awaren/Sarmaten) bedingt durch die Austrocknung ihrer Weideflächen nach Westen vordrangen und so die dort bisher ansässigen Ethnien, also Slawen, Goten, Vandalen, Franken, Sachsen, Langobarden, Burgunden usw., weiter nach Westen drängten, die Alamannen wiederum aus ihrem ursprünglich zwischen Oberlauf der Elbe und römischer Provinzialgrenze liegenden Siedlungsgebiet wiederum nach Westen und Süden in das von den Römern nun aufgegebene Dekumatland zogen. Dabei übernahmen die germanischen Eindringlinge nach und nach die provinzialrömische Verwaltung und arrangierten sich mit den dortigen Grundbesitzern. Nachdem der politische und militärische Einfluss Roms immer mehr schwand, wurde das westliche Europa so zu einem Mosaik aus Stammesarmeen, Stämmen, die neue Territorien besiedelten und lokalen provinzialrömischen Verwaltungseinheiten, die sie teilweise übernahmen oder auch nur weiterarbeiten ließen.
Lokal ergibt sich im Bezug auf das Federseegebiet folgende Situation:
- Alamannen: Bis um 280 verlagerte sich deren Siedlungsgebiet, das eventuell mit dem der Sueben bis zur Ostseeküste reichte, nach Südwesten. Ab dem 4. Jahrhundert wurden die Alamannen offenbar durch die Franken nach Süden gedrängt, die wiederum der Westwanderung der Sachsen in Richtung britische Inseln ausgewichen sein könnten. Die Alamannen, ein grober Verbund germanischer Stämme (daher der Name), die dort nur regionale und lokale Kleinherrschaften vor allem mit befestigten Höhensiedlungen ausbildeten, sind in der Federseeregion nur schwach belegt.[200] Außer einem potentiellen alamannischen Skelettgrab bei Schammach fand sich lokal wenig. In Südwestdeutschland sind jedoch alamannische Reihengräber und befestigte Höhensiedlungen relativ häufig. Sie übernahmen überdies leerstehende römische Landgüter.[201][202]
- Merowinger: Vom frühen 5. Jahrhundert bis 751 begannen die Merowinger mit der Etablierung des Frankenreiches, sie christianisierten sich, und Chlodwig I. eroberte 502 das alamannische Herrschaftsgebiet Schwaben. Belege dafür gibt es in der Federseeregion jedoch wenige. Ein Einbaum aus den Floßwiesen bei Seekirch ist mit 670 n. Chr. merowingerzeitlich. Ein alamannisch-merowingisches Reihengräberfeld bei Kanzach zeigt die merowingerzeitliche Aufsiedlung des Federseegebietes, wobei die alamannische Bevölkerung machtpolitisch integriert wurde. Merowingische und karolingische Siedlungsfunde im Stadtgebiet von Buchau sind evtl. angeschnitten worden.

In dieser Phase vollzieht sich nach dem Rückfall in ur- bis frühgeschichtliche Zustände während des Niedergangs des Römischen Reiches und den Wirren der Völkerwanderungszeit der endgültige Übergang zur Geschichtlichkeit.
Nach den Merowingern wird die historische Epoche des Übergangs von der Spätantike zum frühen Mittelalter im gallisch-germanischen Raum auch Merowingerzeit genannt.

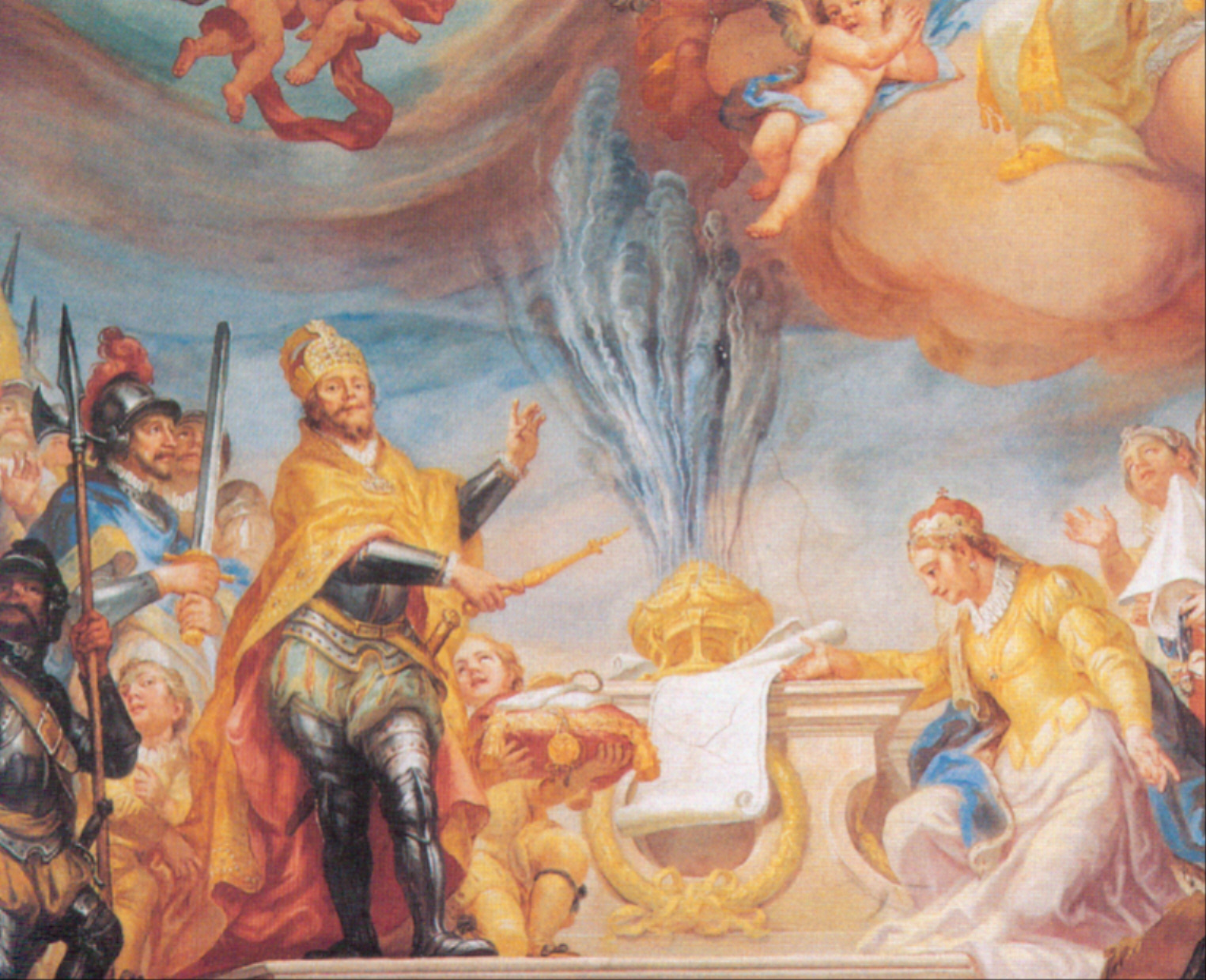
Ehem. Stiftskirche Bad Buchau. Detail des Deckengemäldes von Andreas Brugger 1775/1776: Gründungslegende des Stifts (die Klostergründerin Adelindis legt im Beisein ihres Vaters, Ludwig des Frommen, die Gründungsurkunde auf einen Altar). Die historische und kunsthistorische Linie überspannt hier ein Kontinuum von 1000 Jahren zwischen Karolingern und Spätbarock.

- Karolinger und Frühmittelalter: Die Karolinger verdrängten in der ersten Hälfte des 8. Jahrhunderts die letzten Merowingerkönige, und Pippin der Jüngere wurde 751 zum König des gesamten Frankenreiches gekrönt.
Mit der legendären fränkisch-karolingischen Gründung des Frauenklosters Buchau um 770 durch das fränkische Grafenpaar Hatto und Adelindis mündet die Geschichte des Federseegebietes endgültig in den kulturgeschichtlichen Hauptstrom Mitteleuropas.[191]
 Urkundlich belegt sind in jener Periode unter anderem in klösterlichen Besitzurkunden und Namensbelegen z. B. um 700 Schussenried, 805 Seekirch, 817 Betzenweiler, 819 und 857 Kloster Buchau, 839 Reichenbach (Bad Schussenried) (vgl. Federsee und Federseebecken).

#### Hochmittelalter, Spätmittelalter bis heute
Ab dem Hochmittelalter gibt es zahlreicher urkundliche Belege zu den einzelnen Ortschaften des Bereichs. Buchau wird als Ortschaft 1014/1022 erstmals urkundlich erwähnt.
Im Spätmittelalter vom 13. Jahrhundert bis zum Ende des Heiligen Römischen Reiches 1806 war Buchau eine der flächenmäßig kleinsten Freien Reichsstädte, dank seiner damaligen Insellage, die erst mit den Ende des 18. Jahrhunderts beginnenden Seefällungen verloren ging, auch ohne Mauern und Türme.
Es gibt nun zunehmend urkundliche Belege, erweitert durch stadtarchäologische Grabungen und Einzelfunde für die gesamte Periode im Stadtgebiet von Bad Buchau und anderen Ortschaften des Federsee-Beckenrandes.
Das Federseegebiet ist nun völlig in die durchaus wechselhafte Geschichte und Kultur von Oberschwaben eingebunden.